# São Paulo (estado)
São Paulo é uma das 27 unidades federativas do Brasil. Está situado na Região Sudeste e tem por limites os estados de Minas Gerais a norte e nordeste, Paraná a sul, Rio de Janeiro a leste e Mato Grosso do Sul a oeste, além do Oceano Atlântico a sudeste. É dividido em 645 municípios e sua área total é de 248 219,481 km², o que equivale a 2,9% da superfície do Brasil, sendo pouco maior que o Reino Unido. Sua capital é o município de São Paulo e seu atual governador é Tarcísio de Freitas.
Com 44 milhões de habitantes, ou cerca de 22% da população brasileira, é o estado mais populoso do Brasil e a subdivisão nacional mais populosa do continente americano, com mais habitantes do que todos os outros países da América do Sul, exceto Argentina e Colômbia. A população paulista é uma das mais diversificadas do país e descende principalmente de italianos, que começaram a emigrar para o país no fim do século XIX, de portugueses, que colonizaram o Brasil e instalaram os primeiros assentamentos europeus na região, de povos ameríndios nativos, de povos africanos e de migrantes de outras regiões do Brasil. Outras grandes correntes imigratórias, como de árabes, alemães, chineses, espanhóis e japoneses, também tiveram presença significativa na composição étnica da população local.
A área que hoje corresponde ao território paulista já era habitada por povos indígenas desde, ao menos, aproximadamente 10 000 a.C. Estudos recentes (tais como pesquisas no sítio arqueológico Rincão I, no centro geográfico de São Paulo) sugerem que a ocupação humana no atual território paulista pode ter se iniciado há 17 mil anos atrás, no último máximo glacial. No início do século XVI, o litoral da região começou a ser visitado por navegadores portugueses e espanhóis. No entanto, apenas em 1532 o português Martim Afonso de Sousa iria fundar a primeira povoação de origem europeia na América — a vila de Cananéia, na atual Vale do Ribeira — embora São Vicente seja oficialmente considerada a primeira vila (povoado colonial) do Brasil, onde também ocorreram as primeiras eleições do continente americano. No século XVII, os bandeirantes paulistas intensificaram a exploração do interior da colônia, o que acabou por expandir os domínios territoriais dos portugueses na América do Sul. No século XVIII, após a instituição da Capitania de São Paulo, a região começa a ganhar peso político. Após a independência, durante o Império, São Paulo começa a se tornar um grande produtor agrícola (principalmente de café), o que acaba por criar uma rica oligarquia rural regional, que iria se alternar no comando do governo brasileiro com as elites mineiras durante o início do período republicano. Sob o regime de Vargas, o estado é um dos primeiros a iniciar um processo de industrialização e sua população se torna uma das mais urbanas da federação.
A economia de São Paulo é muito forte e diversificada, possuindo a maior produção industrial, científica e tecnológica do país — sendo o maior polo nacional de pesquisa e desenvolvimento e detentor das melhores universidades e institutos —, a maior produção mundial de suco de laranja, açúcar e etanol, e o maior PIB entre todos os estados brasileiros, sendo o único, ao lado de Rio de Janeiro, a ultrapassar a faixa de 1 trilhão de reais, com um produto interno bruto de 3,13 trilhões de reais. Em 2022, a economia paulista respondia por cerca de 31,1% do total de riquezas produzidas no país — o que tornou o estado conhecido como a "locomotiva do Brasil" —, e isso se reflete em suas cidades, muitas das quais estão entre as mais ricas e desenvolvidas do país. O PIB paulista equivale à soma das economias de Argentina, Uruguai, Paraguai e Bolívia; portanto, se fosse um país soberano, seu PIB nominal seria o 21.º maior do mundo (estimativa de 2020). Além da grande economia, São Paulo é o destino turístico brasileiro mais procurado por turistas nacionais e internacionais em virtude de suas belezas naturais, suas praias, seu patrimônio arquitetônico, histórico e cultural e gastronômico, estâncias do interior, clima, com locais inscritos como Patrimônio da Humanidade da UNESCO, e grande vocação aos setores de serviços, negócios, entretenimento, eventos, moda, cultura, lazer, ecoturismo, saúde, educação e diversos outros. O estado também é rico em manifestações culturais e religiosas, sendo seu interior berço da cultura, culinária e música caipira, e o litoral, da cultura caiçara. São Paulo é matriz de inúmeros pratos e invenções conhecidos nacional e internacionalmente, tais quais o afogado, a caipirinha (Patrimônio Cultural Brasileiro), coxinha, curau, feijão tropeiro, paçoca, picanha, chuveiro elétrico, filtro de barro, entre inúmeros outros. Possui elevados índices sociais em comparação ao registrados no restante do país, como o melhor desempenho em saneamento básico e no Índice de Desenvolvimento da Educação Básica e a menor taxa de homicídios, o segundo maior Índice de Desenvolvimento Humano (IDH), de escolaridade e renda domiciliar, o terceiro maior PIB per capita e expectativa de vida, a terceira menor taxa de analfabetismo, além da quarta menor taxa de mortalidade infantil e de pobreza entre as unidades federativas brasileiras.

## História

### Primeiros povos e início da colonização portuguesa
A região do atual estado de São Paulo já era habitada por povos ameríndios desde, ao menos, aproximadamente 10 000 a.C., conforme evidenciado por estudos feitos em antigos sítios arqueológicos (tais como os sítios Caetetuba, Bastos, Boa Esperança II e Lagoa do Camargo) em diferentes pontos do atual território paulista. Existem mesmo registros (e.g - estudos no sítio arqueológico Rincão I) que sugerem que a ocupação humana antiga já estava presente em São Paulo 17 mil anos atrás, durante o último máximo glacial. Existem, ainda, vários sítios arqueológicos (tais como Caetetuba, Alice Boer e Rincão I) na porção central do estado que compartilham padrões semelhantes de trabalhar as rochas em pontas de pedra e artefatos plano-convexos semelhantes entre si, de maneira que são vistos como integrantes de uma mesma antiga ancestral cultura, vinculada a indústria lítica Rioclarense. Estes antigos grupos humanos seriam caçadores-coletores, vivendo como nômades e seminômades no atual território paulista, vivendo diretamente do que podiam obter da terra local. 
Por volta do ano 1000, se estima que o litoral paulista foi invadido por povos tupis procedentes da Amazônia. No início do século XVI, o litoral paulista já tinha sido visitado por navegadores portugueses e espanhóis, mas somente em 1532 se deu a fundação da primeira povoação de origem europeia, São Vicente, na atual Baixada Santista, por Martim Afonso de Sousa. Com a criação da Vila de São Vicente, instalou-se, o primeiro parlamento na América: a Câmara da Vila de São Vicente. Realizaram-se também as primeiras eleições em continente americano. A procura de metais preciosos levou os portugueses a ultrapassarem a Serra do Mar, pelo antigo caminho indígena do Peabiru e, em 1554, no planalto existente após a Serra do Mar, foi fundada a vila de São Paulo de Piratininga pelos jesuítas liderados por Manuel da Nóbrega. Até o fim do século XVI, os portugueses fundaram outras vilas no entorno do planalto, como Santana de Parnaíba, garantindo, assim, a segurança e subsistência da vila de São Paulo.

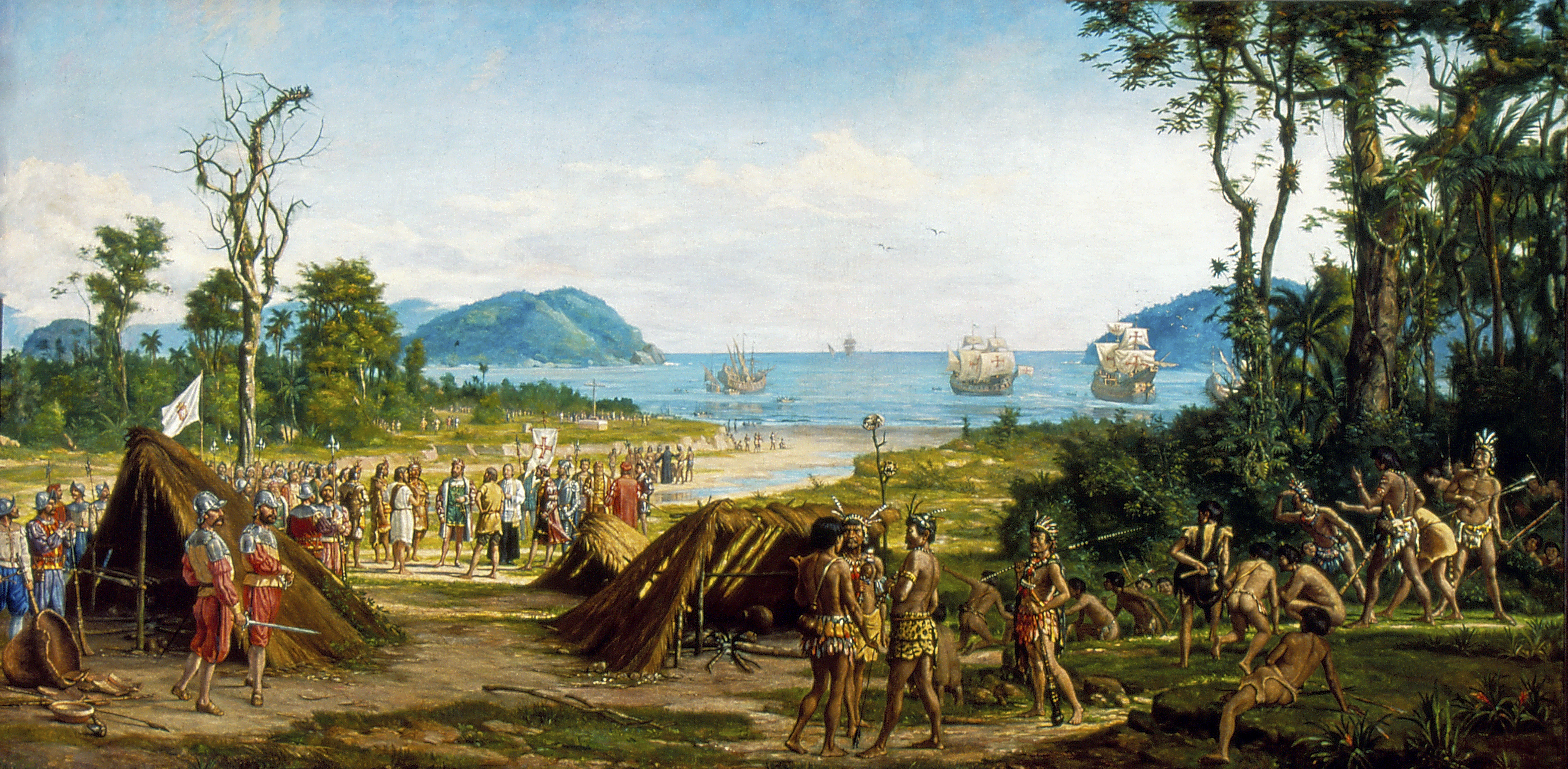
Fundação de São Vicente, por Benedito Calixto.

A fundação de São Vicente no litoral paulista iniciou o processo de colonização do Brasil como política sistemática do governo português, motivada pela presença de estrangeiros que ameaçavam a posse da terra. Evidentemente, antes disso já havia ali um núcleo português que, à semelhança de outros das regiões litorâneas, fora constituído por náufragos e datava, provavelmente, do início do século XVI. Foi, no entanto, durante a estada de Martim Afonso de Sousa que se fundou, em 20 de janeiro de 1532, a vila de São Vicente e com ela se instalou o primeiro marco efetivo da colonização brasileira e onde ocorreu o primeiro confronto entre europeus portugueses e espanhóis na América Latina, a Guerra de Iguape.

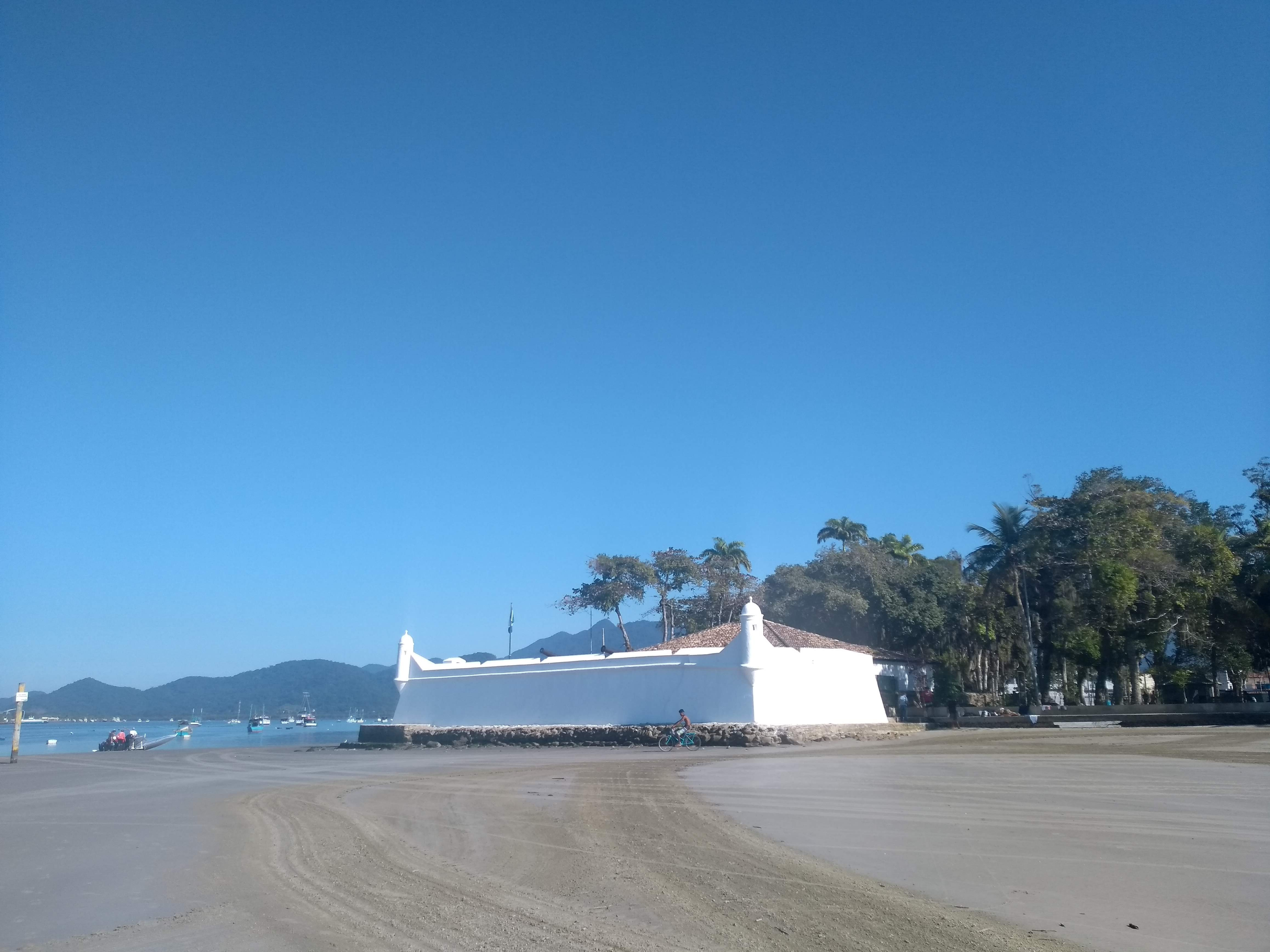
Forte de São João da Bertioga, a primeira fortificação construída no Brasil, em 1560

A faixa litorânea, estreita pela presença da Serra do Mar, não apresentava as condições necessárias para o desenvolvimento da grande lavoura. Por sua vez, o planalto deparava com o sério obstáculo do Caminho do Mar, que, ao invés de ligar, isolava a região de Piratininga, negando-lhe o acesso ao oceano e, portanto, a facilidade para o transporte. Em consequência, a capitania ficou relegada a um plano econômico inferior, impedida de cultivar com êxito o principal produto agrícola do Brasil colonial, a cana-de-açúcar, e de concorrer com a principal zona açucareira da época, representada por Pernambuco e Bahia.
Estabeleceu-se, em Piratininga, uma policultura de subsistência, baseada no trabalho forçado do índio. Os inventários dos primeiros paulistas acusavam pequena quantidade de importações e completa ausência de luxo. O isolamento criou no planalto uma sociedade peculiar. Chegar a São Paulo requeria fibra especial na luta contra as dificuldades do acesso à serra, os ataques dos índios, a fome, as doenças, o que levaria a imigração europeia a um rigoroso processo seletivo. Tais condições de vida determinariam a formação de uma sociedade em moldes mais democráticos que os daquela que se estabelecera mais ao norte da colônia.

### Bandeiras

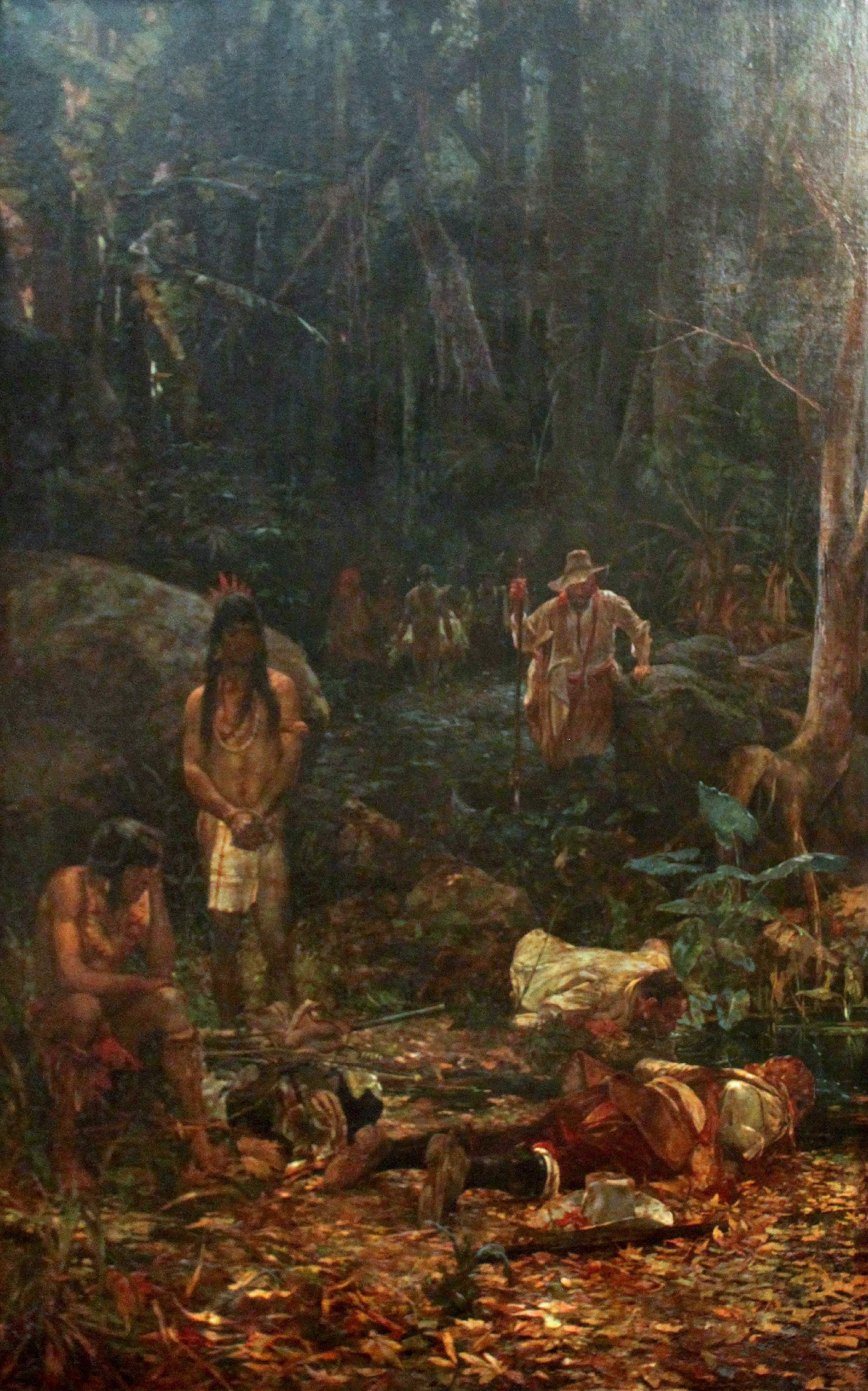
Os Bandeirantes, óleo sobre tela de Henrique Bernardelli (1889).

Dificuldades econômicas, tino sertanista, localização geográfica (São Paulo era um importante centro de circulação fluvial e terrestre), espírito de aventura, seriam poderosos impulsos na arrancada para o sertão. Desde os primeiros tempos da colonização eram constantes as arremetidas, num bandeirismo defensivo que visava a garantir a expansão paulista do século XVII. Este seria o grande século das bandeiras, aquele em que se iniciaria o bandeirismo ofensivo propriamente dito, cujo propósito era em grande parte o lucro imediato proporcionado pela caça ao índio. Da vila de São Paulo partiram as bandeiras de apresamento chefiadas por Antônio Raposo Tavares, Manuel Preto, André Fernandes, entre outros.
As condições peculiares de vida no planalto permitiram que os paulistas, durante os dois primeiros séculos, desfrutassem de considerável autonomia em setores como defesa, relações com os índios, administração eclesiástica, obras públicas e serviços municipais, controle de preços e mercadorias.
Do bandeirismo de apresamento passou-se ao bandeirismo minerador, quando a atividade de Borba Gato, Bartolomeu Bueno da Silva, Pascoal Moreira Cabral e outros foi recompensada com o encontro dos veios auríferos em Minas Gerais e Mato Grosso. Dura provação foi o efeito do descobrimento do ouro sobre São Paulo e outras vilas do planalto: todos buscavam o enriquecimento imediato representado pelo metal precioso. Assim, o povoamento dos sertões brasileiros fez-se com sacrifício dos habitantes de São Paulo e em detrimento da densidade populacional da capitania. Essa ruptura demográfica, aliada a fatores geográficos já mencionados (a serra do Mar), ocasionou uma queda da produtividade agrícola, bem como o declínio de outras atividades, o que acentuou a pobreza do povo no decorrer do século XVIII. A capitania, que então abrangia toda a região das descobertas auríferas, foi transferida para a coroa e ali instalou-se governo próprio em 1709, separado do governo do Rio de Janeiro e com sede na vila de São Paulo, elevada à categoria de cidade em 1711.

### Ciclo do ouro, decadência e restauração da capitania

Território paulista na divisão administrativa brasileira de 1709.

No final do século XVII, bandeirantes paulistas descobrem ouro na região do Rio das Mortes, nas proximidades da atual São João del-Rei. A descoberta das imensas jazidas de ouro provoca uma corrida em direção às Minas Gerais, como eram chamadas na época os inúmeros depósitos de ouro por exploradores advindos tanto de São Paulo quanto de outras partes da colônia. Como descobridores das minas, os paulistas exigiam exclusividade na exploração do ouro, porém foram vencidos em 1710 com o fim da Guerra dos Emboabas, perdendo o controle das Minas Gerais, que se torna capitania autônoma em 1721. O ouro extraído de Minas Gerais seria escoado via Rio de Janeiro.
O êxodo em direção às Minas Gerais provocou a decadência econômica na capitania, e ao longo do século XVIII esta foi perdendo território e dinamismo econômico até ser simplesmente anexada em 1748 à capitania do Rio de Janeiro. Assim, pouco antes de ser anexada ao Rio de Janeiro, São Paulo perdeu território para a criação da Capitania de Goiás e a Capitania de Mato Grosso. Estas duas capitanias correspondem hoje aos estados de Mato Grosso do Sul, Mato Grosso, Rondônia, Goiás, Tocantins, Distrito Federal e o Triângulo Mineiro.
Em 1765, pelos esforços do Morgado de Mateus é reinstituída a Capitania de São Paulo e este promove uma política de incentivo à produção de açúcar para garantir o sustento da capitania. A capitania é restaurada entretanto com cerca de um terço de seu território original, compreendendo apenas os atuais estados de São Paulo e Paraná e parte de Santa Catarina. O Morgado de Mateus criou a Vila de Lages e Campo Mourão para a defesa da capitania. Foram criadas várias outras vilas, como Campinas e Piracicaba, fato que não ocorria desde o início do século XVIII em São Paulo, onde logo a cana-de-açúcar desenvolve-se.
A capitania de São Paulo ganha peso político, durante a época da Independência do Brasil, pela figura de José Bonifácio, natural de Santos, e em 7 de setembro de 1822 a Independência é proclamada às margens do riacho Ipiranga, em São Paulo, pelo então príncipe-regente Pedro de Alcântara. Em 1821 a capitania transforma-se em província. Em 1853 é criada a província do Paraná, e São Paulo perde território pela última vez, ficando a partir daquela data com seu território atual, tendo suas divisas atuais fixadas em definitivo apenas na década de 1930.

### Ciclo do café e imigração estrangeira

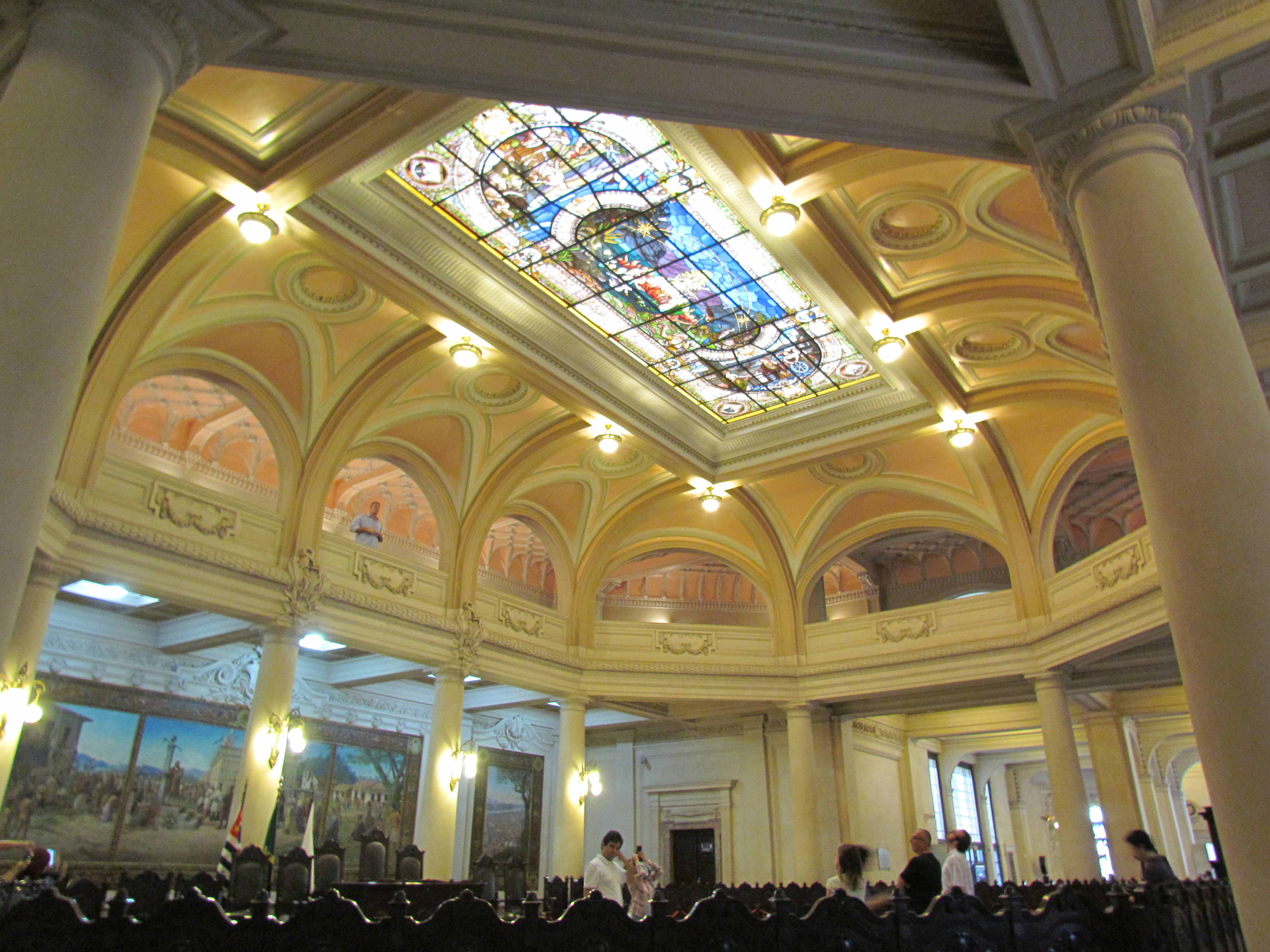
Antiga sede da Bolsa do Café, em Santos.

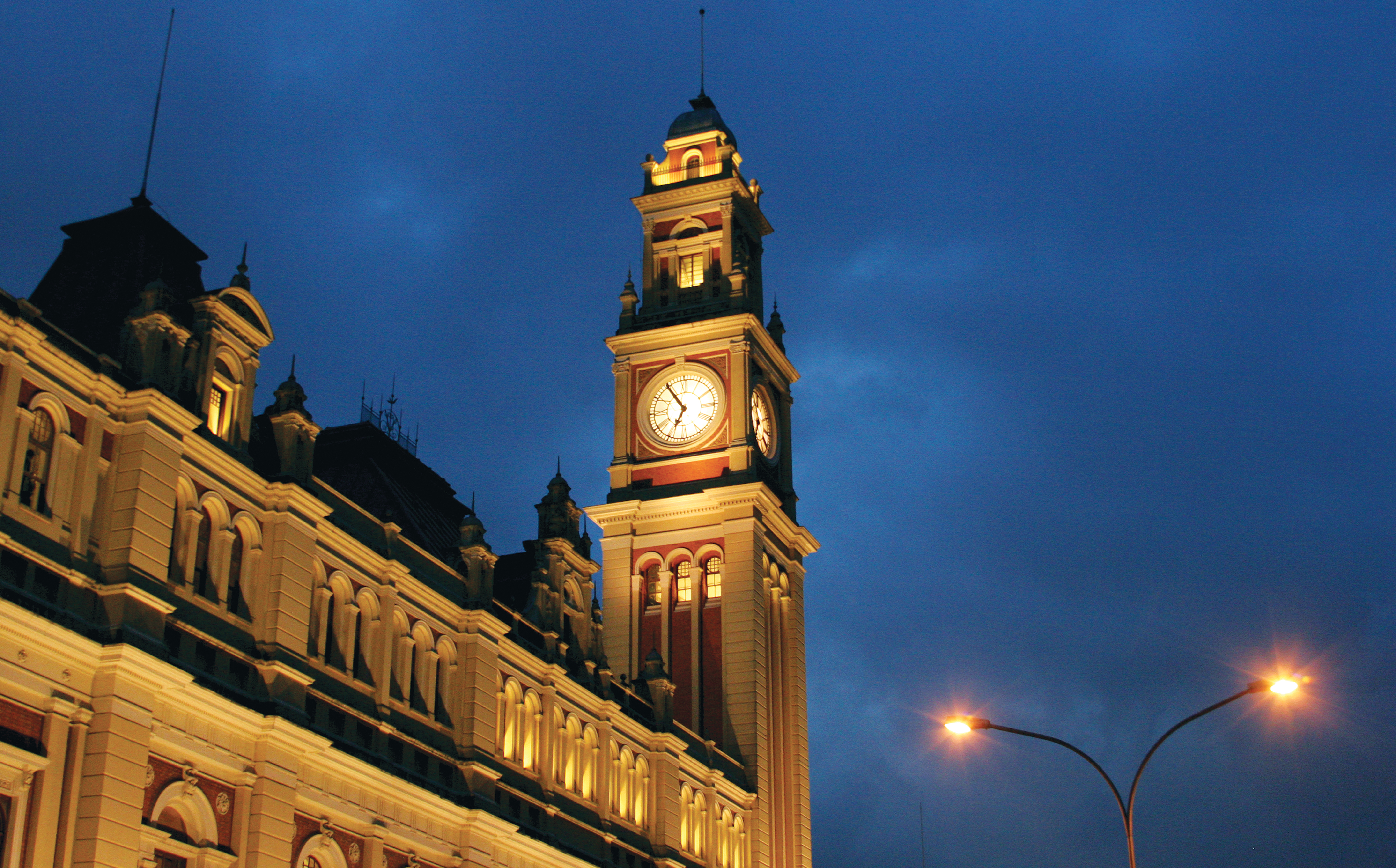
Estação da Luz, um dos símbolos do poder paulista no auge da República do café com leite.

Em 1817 é fundada a primeira fazenda de café de São Paulo, no vale do rio Paraíba do Sul e, após a Independência do Brasil, o cultivo de café ganha força nas terras da região do Vale do Paraíba, enriquecendo rapidamente cidades como Guaratinguetá, Bananal, Lorena, Pindamonhangaba e Taubaté. O Vale enriquece-se rapidamente, gerando uma oligarquia rural, porém o restante da província continua dependente da cana-de-açúcar e do comércio que vai se estabelecendo na cidade de São Paulo, impulsionado pela fundação de uma Faculdade de Direito em 1827.
Entretanto, a exaustão dos solos do Vale do Paraíba e as crescentes dificuldades impostas ao regime escravocrata levam a uma decadência no cultivo do café a partir de 1860 e o Vale vai se esvaziando economicamente enquanto o cultivo do café migra em direção ao Oeste Paulista, substituindo o cultivo da cana-de-açúcar, resultando em grandes mudanças econômicas e sociais. A proibição do tráfico negreiro em 1850 leva a necessidade de busca de nova forma de mão de obra e a imigração de europeus passa a ser incentivada pelo governo Imperial e provincial. O escoamento dos grãos passa a ser feito via porto de Santos, o que leva a fundação da primeira ferrovia paulista, a São Paulo Railway, inaugurada em 1867, ligando Santos a Jundiaí, passando por São Paulo, que começa a se transformar em importante entreposto comercial entre o litoral e o interior cafeeiro. O café vai adentrando paulatinamente o oeste paulista; em 1870, a penetração da cultura encontra os férteis campos de cultivo de terras roxas do nordeste paulista, onde surgiram as maiores e mais produtivas fazendas de café do mundo. Atrás de novas terras para o café, exploradores adentram o até então desconhecido quadrilátero compreendido entre a Serra de Botucatu e os rios Paraná, Tietê e Paranapanema no final do século XIX e início do século XX. O sul paulista (Vale do Ribeira e região de Itapeva) não atrai o cultivo do café e sofre com litígios de divisa entre São Paulo e Paraná, sendo, portanto posto à margem do desenvolvimento do resto da província, tornando-se, até os dias atuais, a região mais pobre do território paulista.

Imigrantes italianos na Hospedaria dos Imigrantes de São Paulo em 1890.

O enriquecimento provocado pelo café e a constante chegada de imigrantes italianos, portugueses, espanhóis, japoneses e árabes à província, além do desenvolvimento de uma grande rede férrea, trazem prosperidade a São Paulo. Estima-se que dos 4 milhões de imigrantes que o Brasil recebeu entre 1880 e 1930, 70% destes estabeleceram-se em São Paulo. A entrada de milhares de imigrantes foi importante para São Paulo, porquanto representou o crescimento do mercado consumidor interno de outros bens produzidos pela própria Província, tais como açúcar, aguardente e álcool. Com isto, há um grande crescimento econômico e populacional em São Paulo entre o final do século XIX e começo do século XX trazidos pelo café.
A política desencadeada pela cafeicultura paulista, estimulando e promovendo intensamente a imigração, em proporções bem superiores às possibilidades de emprego no campo, favoreceu muito o crescimento da população urbana.— Maria Izilda Santos de Matos
Os censos demográficos de 1872 e de 1900 revelam o real impacto deste crescimento demográfico no Município de São Paulo e na então Província de São Paulo. Em 1872, somente dez localidades urbanas possuíam mais de 30 mil habitantes, sendo São Paulo a única que não se localizava no litoral.
Com uma população de 31 385 habitantes, São Paulo era a capital com a nona maior população dentre as 20 capitais de província censeadas (em comparação, o Rio de Janeiro, então chamado de Município Neutro na condição de capital do País, era a maior cidade do Brasil na época, contabilizando 274 972 pessoas); já a Província de São Paulo contava com uma população de 837 354, sendo equivalente à província com a quinta maior população (em comparação, Minas Gerais, a província do Brasil com maior população na época, contabilizava 2 039 735 pessoas).
Em 1900, tanto o Município quanto o novo Estado de São Paulo passam a contar com a segunda maior população municipal e estadual do Brasil: a população do Município de São Paulo explode para 239 820, permanecendo o Rio de Janeiro ainda com a maior população no Brasil (811 443 residentes), e o Estado de São Paulo registra 2 282 279 de habitantes, enquanto o Estado de Minas Gerais permanece com a maior população estadual (3 594 471).

### República Velha

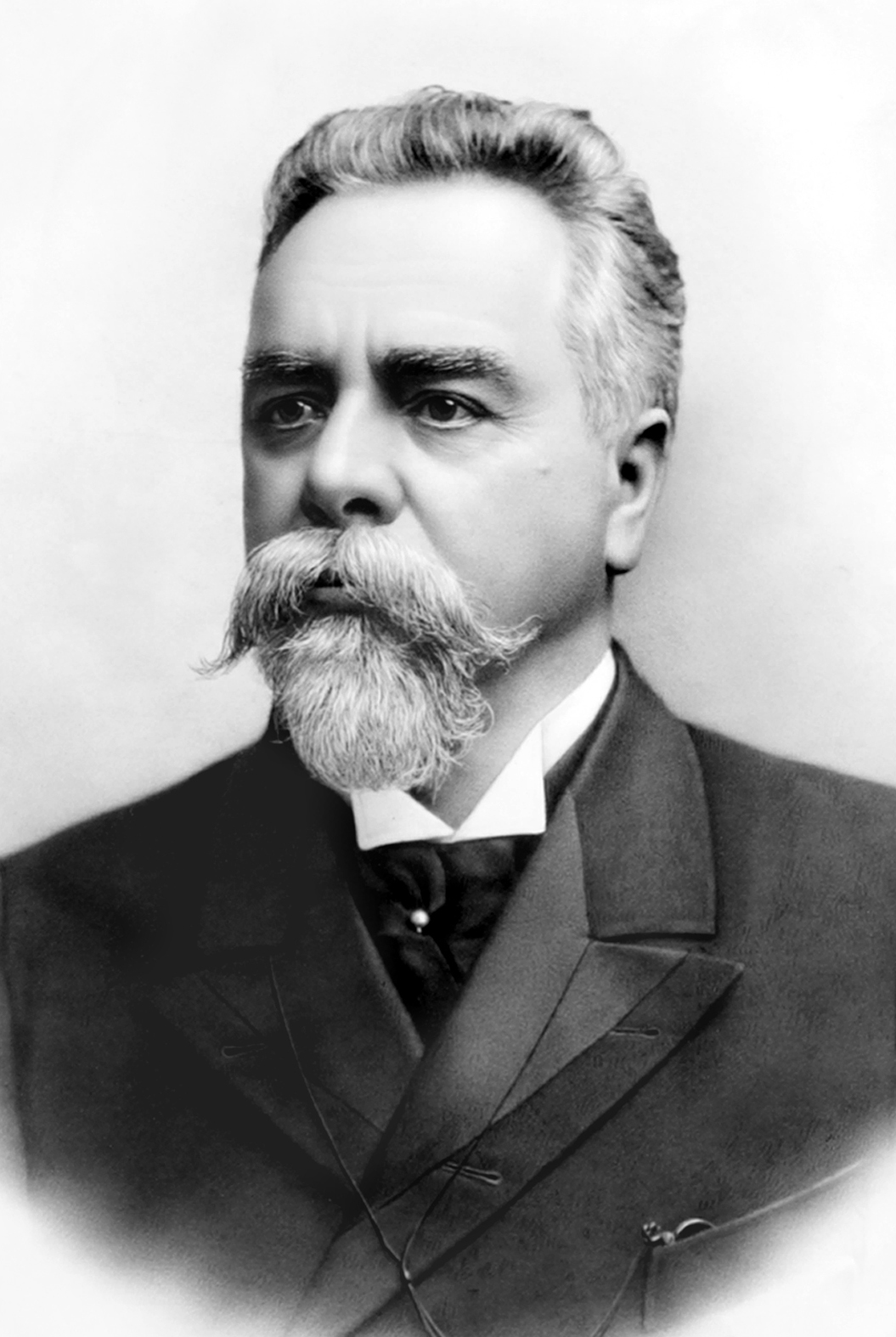
Campos Sales, o primeiro presidente da política do café com leite.

Ao se instalar a república, afirmava-se claramente o predomínio econômico do novo estado. Se o Brasil era o café, o café era São Paulo. Essa realidade repercutiu na esfera nacional, daí a homogeneidade de 1894 a 1902, em três quadriênios consecutivos, com os presidentes Prudente de Morais, Campos Sales e Rodrigues Alves. No início do século XX, com o avanço das ferrovias rumo ao Rio Paraná são criados dezenas de municípios ao longo das ferrovias Estrada de Ferro Sorocabana, NOB e Companhia Paulista de Estradas de Ferro, ocupando o Oeste Paulista.
São Paulo ingressou com dois trunfos na era republicana: a riqueza do café e o sistema de mão de obra imigrante, que fora introduzido antes da abolição da escravatura e já se adaptara e integrara no modo de produção da agricultura paulista. Assim equipado, beneficiando-se da fraqueza institucional decorrente da proclamação da república, São Paulo aliou seu poder econômico à força eleitoral de Minas Gerais e instaurou a política do café com leite, que teve por consequência uma mudança no federalismo no Brasil, sendo até hoje visíveis os resultados. Para isso, concorreu também a visão empresarial de seus homens de negócios, cafeicultores principalmente, que, ainda no império, haviam aprendido a usar com presteza e vigor o poder político em defesa de seus interesses econômicos.
Perceberam de imediato a oportunidade da introdução do imigrante estrangeiro e a subsidiaram com recursos da província, uma vez que o governo imperial dispensava maiores atenções ao estabelecimento de núcleos coloniais do que à imigração assalariada. Com a nova situação criada pela instituição do regime republicano, puderam ampliar seus meios de ação. Daí por diante, até a crise de 1929, não perderam de vista a expansão e defesa do produto que sustentava a economia da região.
Apesar das dissensões internas e de várias dissidências, o Partido Republicano Paulista (PRP) conseguiu manter grande coesão em face da União, o que lhe permitia levar avante uma política que satisfazia, em geral, aos interesses dominantes e que, inegavelmente, contribuiu para o prestígio de São Paulo dentro da federação.

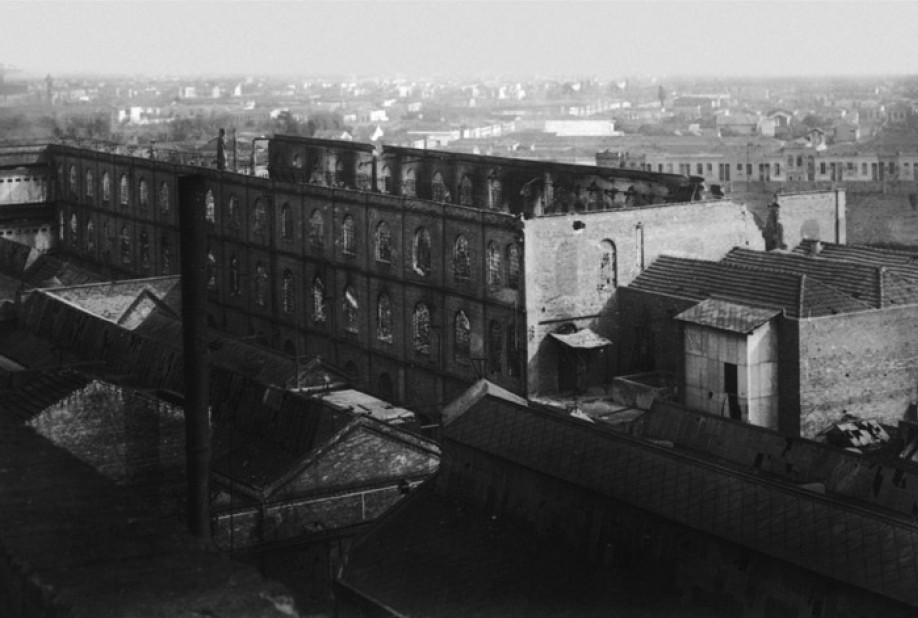
Cotonifício Crespi danificado por bombardeios durante a Revolta Paulista de 1924.

O presidente de São Paulo de 1916 a 1920, Dr. Altino Arantes Marques enfrentou: a Primeira Guerra Mundial, a grande geada de 1918, Greve Geral de 1917, a gripe espanhola e a invasão de gafanhotos no interior de São Paulo.
Em 1924, durante a presidência de Carlos de Campos, ocorre em São Paulo, tanto na capital quanto no interior, a Revolta Paulista de 1924, que obriga Carlos de Campos a se retirar da capital. Acontecem destruições e depredações e bombardeiro por parte do governo federal. Os rebeldes são derrotados e rumam para o interior do Brasil. Washington Luís chega à presidência da república em 1926, sendo, porém, deposto em 24 de outubro de 1930.

### Revolução de 1930 e Revolução de 1932

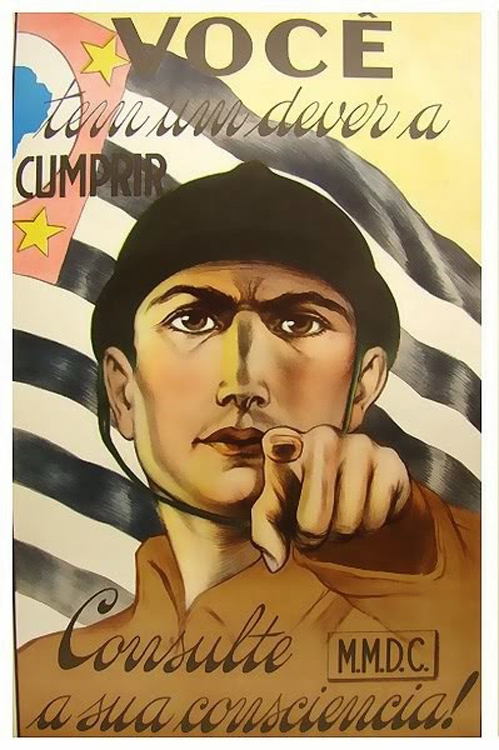
Cartaz MMDC convocando o povo paulista às armas durante a Revolução de 1932.

Em 1° de março de 1930, o presidente de São Paulo, o paulista Júlio Prestes, foi eleito presidente da república, mas não tomou posse, impedido pela Revolução de 1930, a qual também derrubou da presidência da república Washington Luís que fora presidente de São Paulo entre 1920 e 1924. São Paulo então passou a ser governado pelos vencedores da Revolução de 1930 e logo em seguida se revoltou contra essa situação protagonizando a Revolução de 1932. Júlio Prestes e Washington Luís foram exilados. Os jornais apoiadores do PRP foram destruídos.
A década de 1930 em São Paulo caracterizou-se, do ponto de vista econômico, pelos esforços de ajustamento às novas condições criadas pela crise mundial de 1929 e pela derrocada do café. Do ponto de vista político, o período foi marcado pela luta em prol da recuperação da hegemonia paulista na federação, atingida pela Aliança Liberal e afinal aniquilada pela revolução de 1930. Esta submeteu o estado à ação dos interventores federais, que, de início, nem paulistas eram. Surgiram logo as reivindicações a favor de um governo paulista, o que, na versão dos vencedores da Revolução de 1930, era visto como tentativa de a restaurar os grupos hegemônicos paulistas, cujos interesses, tanto econômicos quanto políticos, estavam sendo prejudicados pela nova situação.
Habituadas a conduzir seu próprio destino, as classes dirigentes se insurgiram sob a liderança do Partido Democrático, então presidido pelo professor Francisco Morato, justamente o partido aliado à revolução getulista de 1930. A organização política rompeu, porém, com o governo federal e constituiu, com as classes conservadoras e o velho PRP, a Frente Única Paulista. Esta procurou aliança com outros estados, particularmente com a oposição gaúcha, mas afinal os paulistas rebelaram-se, contando apenas com o apoio de tropas do Estado de Maracaju (atual Mato Grosso do Sul).

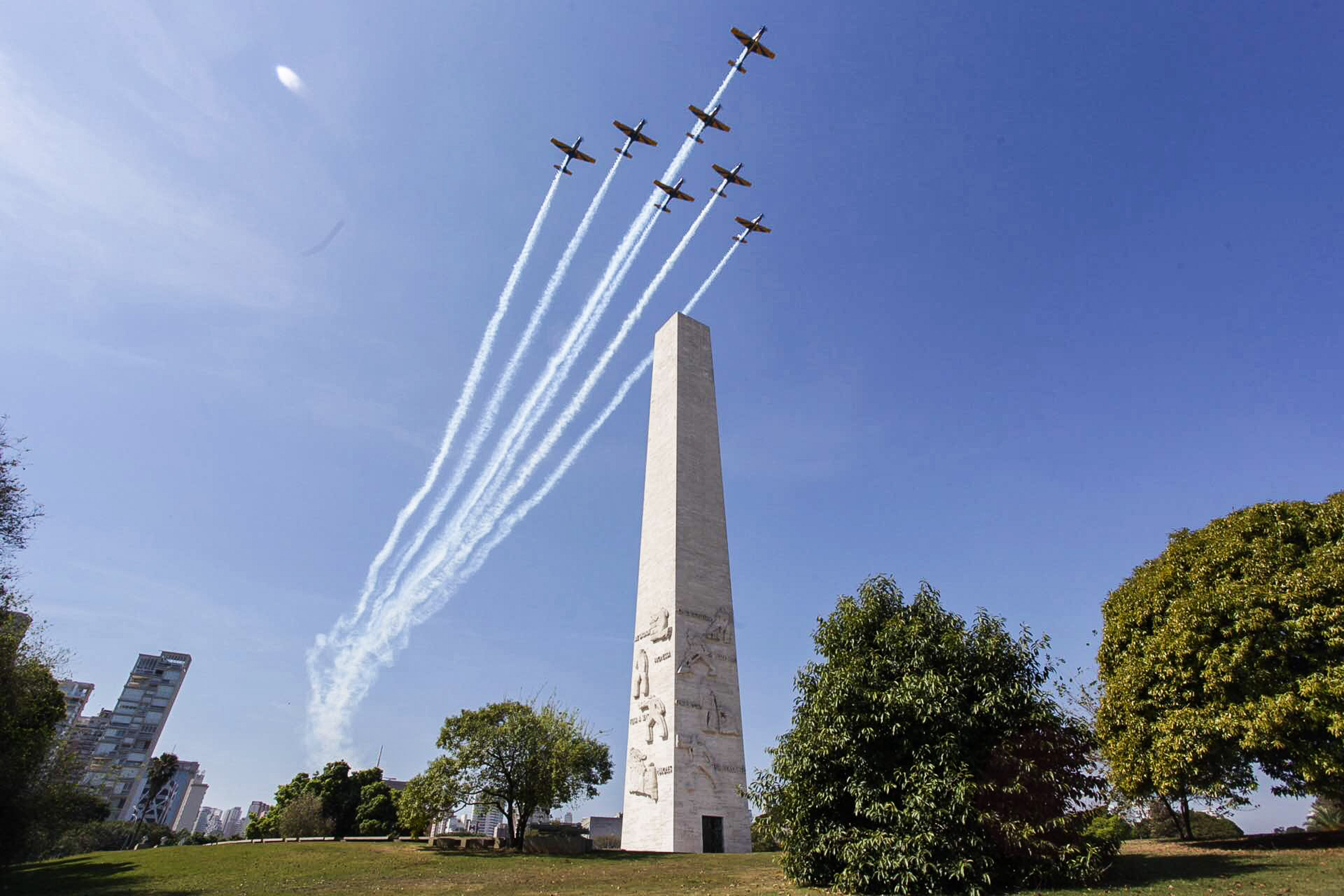
Obelisco Mausoléu aos Heróis de 32, no Parque Ibirapuera.

Em 9 de julho de 1932, irrompeu a revolução constitucionalista de São Paulo. Governava o estado, como interventor federal, o paulista Pedro Manuel de Toledo, logo proclamado governador. Formaram-se batalhões de voluntários, e aderiram ao movimento algumas unidades do Exército, um forte contingente de Mato Grosso e a quase totalidade da força pública estadual. Foram mobilizados inicialmente cinquenta mil homens, cujo comando coube ao general Bertoldo Klinger, e depois ao coronel Euclides de Oliveira Figueiredo.
A indústria participou da revolução com entusiasmo. Sob a direção de Roberto Cochrane Simonsen, todo o parque industrial paulista foi colocado a serviço da rebelião, dedicado à produção bélica. Organizou-se também o abastecimento interno. A luta durou, porém, apenas três meses e terminou com a derrota dos paulistas e a perda de centenas de vidas. Alguns meses após a capitulação, o governo federal, a fim de pacificar o país, decidiu convocar eleições para a Assembleia Constituinte, respondendo ao objetivo principal dos revolucionários paulistas: a restauração da ordem constitucional. Enquanto isso, São Paulo foi ocupado militarmente de outubro de 1932 a agosto de 1933. Foram exilados o ex-governador Pedro de Toledo, seu secretariado e outros políticos que tomaram parte ativa na revolução.

### Industrialização e metropolização

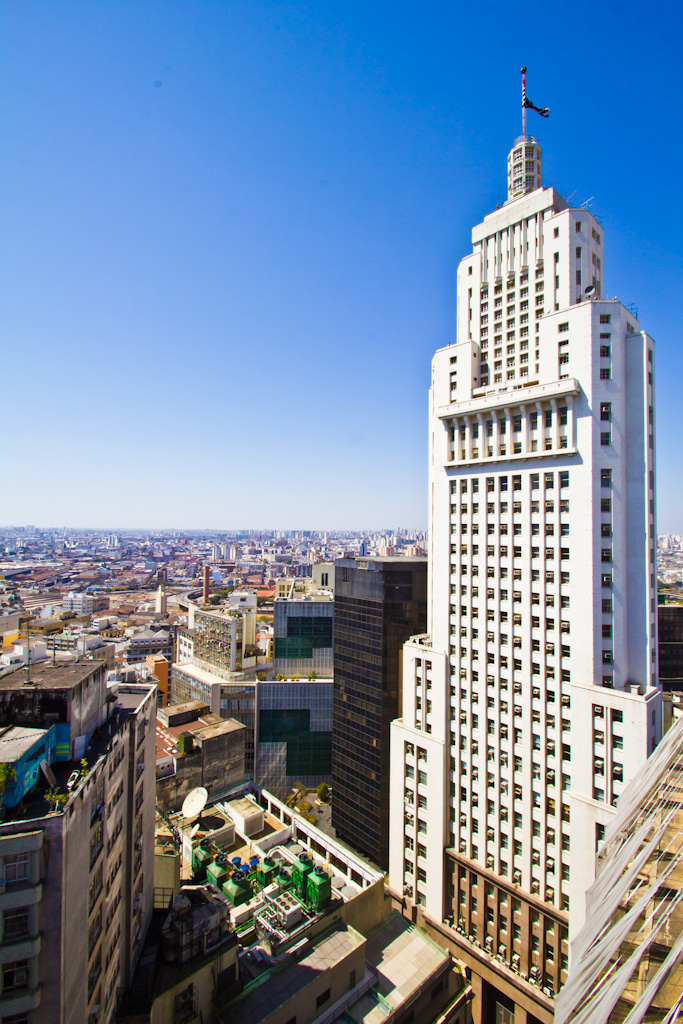
Edifício Altino Arantes, em São Paulo, inaugurado em 1947 é uma expressão da pujança econômica do estado na época.

Após a Primeira Guerra Mundial, o cultivo do café no país começa a enfrentar crises de excesso de oferta e concorrência de outros países. O cultivo começa a ser controlado pelo governo, a fim de evitar crises e fazendas fecham, levando imigrantes em direção a São Paulo, onde se tornam operários. Pressões políticas exigindo o fim do predomínio da elite cafeeira paulista surgem e movimentos artísticos como a Semana de 1922 propagam novas ideias sociais e econômicas. A imigração externa começa a se enfraquecer e greves anarquistas e comunistas rebentam em São Paulo enquanto impérios industriais como o de Matarazzo são formados.
Em 1930 o café entra em sua derradeira crise com a Grande Depressão, o colapso dos preços externos dos grãos e a Revolução de 1930, que retira os paulistas do poder. Dois anos depois, em 1932, São Paulo combate Getúlio Vargas na Revolução Constitucionalista, em uma tentativa de retomar o poder perdido, porém é derrotado militarmente. A crise do café se amplifica e o êxodo rural em direção à cidade de São Paulo esvazia o interior do estado. No período do Estado Novo com Ademar de Barros como governador do estado e Prestes Maia prefeito da cidade de São Paulo, o estado entra em uma nova fase de desenvolvimento com a construção de grandes rodovias e usinas hidrelétricas.
A Segunda Guerra Mundial interrompe as importações de produtos e a indústria paulista inicia um processo de substituição de importações, passando a produzir no estado os produtos até então importados. O processo intensifica-se no governo de Juscelino Kubitschek, que lança as bases da indústria automotiva no ABC paulista.
Nas décadas de 1960 e 1970 o governo estadual promove diversas obras que incentivam a economia do interior do estado, esvaziado desde a crise do café em 1930. A abertura e duplicação da Via Dutra (BR-116) recupera e industrializa o Vale do Paraíba, que se concentra em torno da indústria aeronáutica de São José dos Campos.

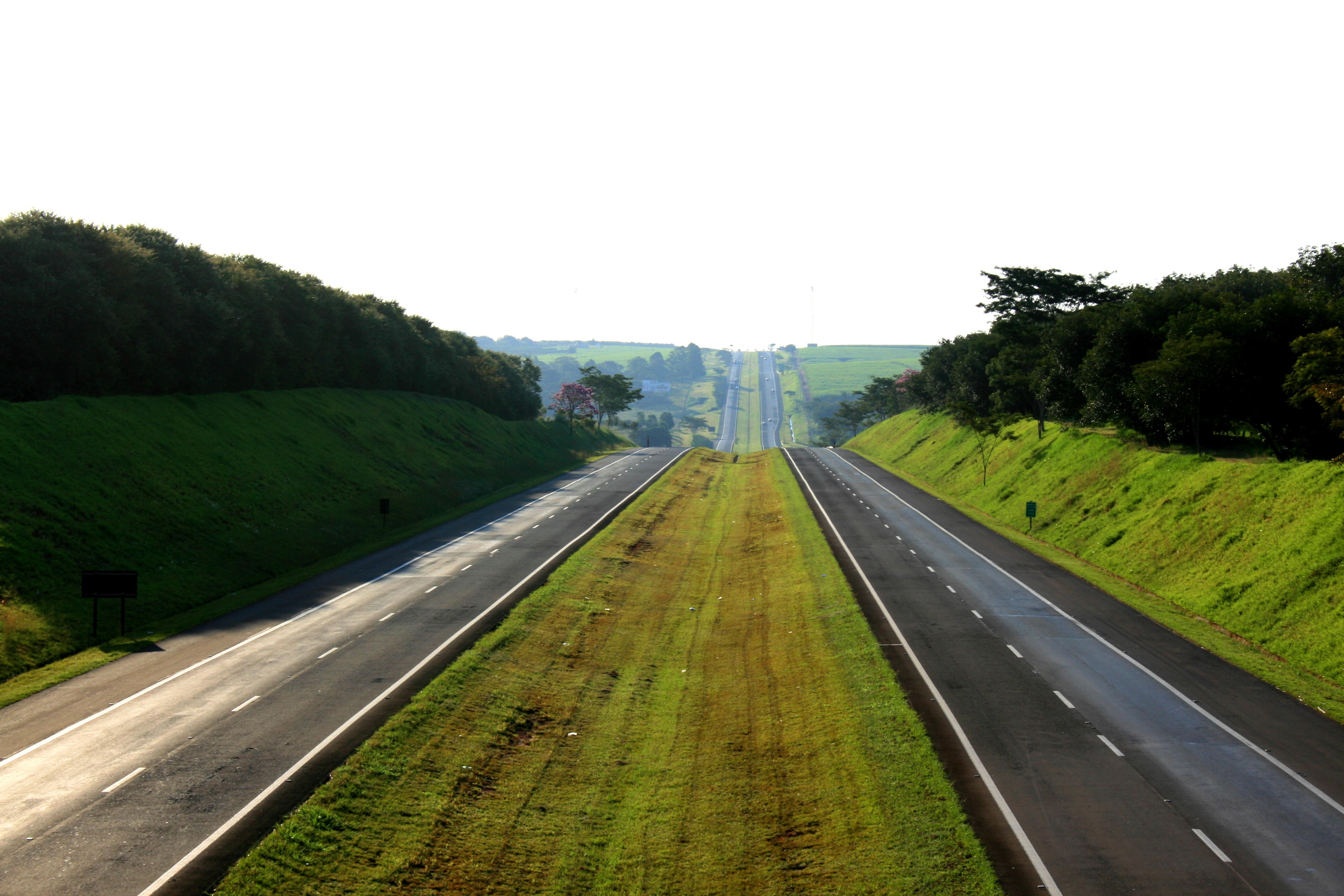
Rodovia Washington Luís, um dos vetores de desenvolvimento do interior paulista.

Para o Oeste, a implantação do Aeroporto Internacional de Viracopos, a criação da Universidade Estadual de Campinas (Unicamp) a abertura de rodovias como a Rodovia Anhanguera e Bandeirantes e Rodovia Washington Luís o implemento de técnicas modernas de produção, em especial da cana-de-açúcar e de seu subproduto, o álcool combustível, levam novamente o progresso às regiões de Campinas, Sorocaba, Central, Ribeirão Preto e Franca.
Este processo de recuperação econômica do interior intensifica-se a partir da década de 1980, quando inúmeros problemas urbanos, como violência, poluição e ocupação desordenada, afligem a Região Metropolitana de São Paulo. Entre 1980 e 2000 a grande maioria dos investimentos realizados no estado foi feita fora da capital, que passa de uma metrópole industrial para um polo de serviços e finanças. O interior torna-se industrializado e próspero, em especial entre os eixos Jundiaí–Campinas–Piracicaba–São Carlos–Ribeirão Preto–Franca– Sorocaba–São José dos Campos–Taubaté.

## Geografia

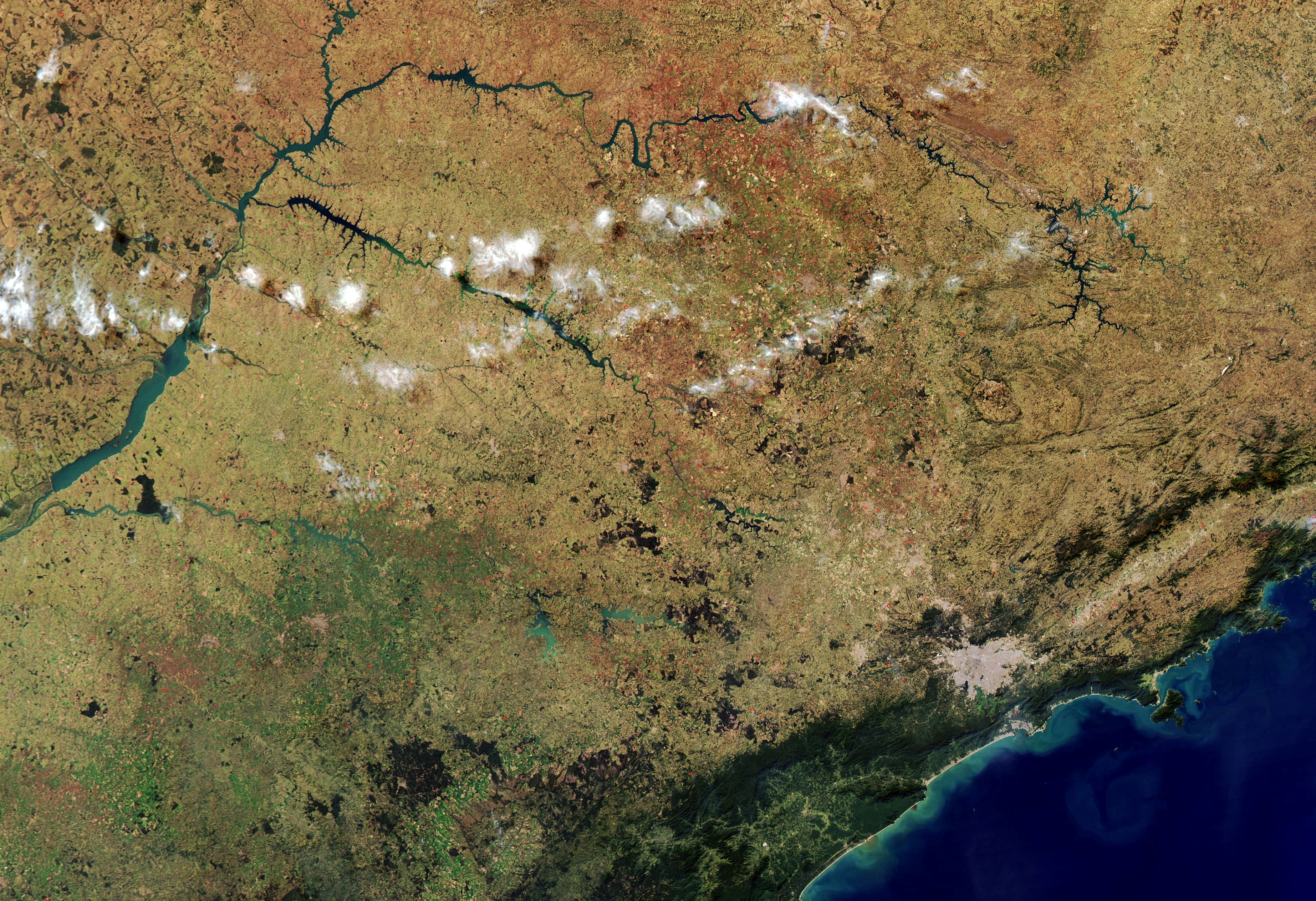
Imagem de satélite mostrando todo o território paulista e parte dos estados de Minas Gerais, Rio de Janeiro, Paraná e Mato Grosso do Sul

São Paulo é uma das 27 unidades federativas do Brasil, localizado a sudoeste da região Sudeste. Com grande parte de seu território acima do Trópico de Capricórnio, ocupa uma área de 248 222 km², sendo a décima segunda unidade da federação em área do Brasil (2,917% do território nacional) e a segunda do Sudeste, depois de Minas Gerais.
Banhado pelo Oceano Atlântico, limita-se com os estados de Minas Gerais a norte e nordeste, Paraná a sul, Rio de Janeiro a leste e Mato Grosso do Sul a oeste, tendo 3 671 km de linha divisória. A distância linear entre os seus pontos extremos norte e sul é de 611 km e 923 km de leste a oeste. São Paulo segue o horário de Brasília, que é três horas atrasado em relação ao Meridiano de Greenwich.

### Geomorfologia

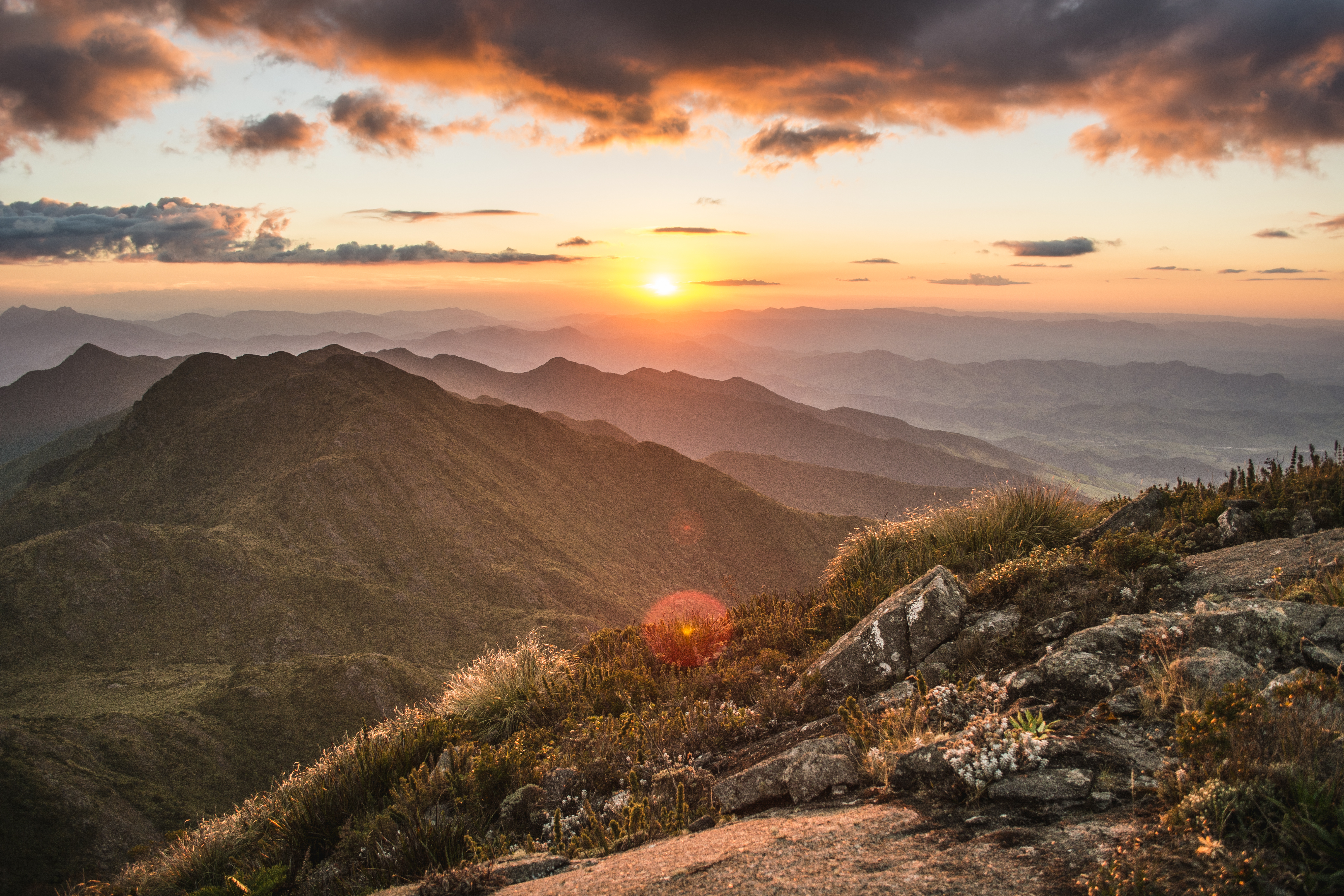
Vista a partir da Pedra da Mina, o ponto mais alto do estado de São Paulo

São Paulo apresenta um relevo relativamente elevado, possuindo 85% de sua superfície na faixa de 300 a 900 m de altitude, 8% abaixo dos 300 m e os 7% restantes acima de 900 m. Seu ponto culminante é a Pedra da Mina, na Serra da Mantiqueira, cujo pico está a 2 798 m de altitude, um dos cinco mais altos do Brasil. Por outro lado, Campos do Jordão é o município cuja sede municipal é a mais alta do Brasil, com altitude de mais de 1 600 m.
A maior parte do seu território está situado na Bacia Sedimentar do Paraná, que possui solos basálticos, latossólicos, terras roxas e podzólicos e é formada pela Depressão Periférica, com altitudes entre 600 e 750 m, e pelo Planalto Ocidental Paulista, a maior unidade geomorfológica de São Paulo, ocupando aproximadamente metade do território estadual, além das cuestas, formadas por rochas vulcânicas de basalto.
A Bacia Sedimentar Cenozoica, no leste paulista, possui colinas e é formada por latossolos. O Cinturão Orogênico do Atlântico abrange o Planalto Atlântico, uma área de transição entre a bacias sedimentares Cenozoica e do Paraná, sendo formado por cambissolos, latossolos neossolos litólicos e solos podzólicos, com altitudes médias entre 700 e 2 000 m. O litoral é constituído de planícies abaixo dos trezentos metros de altitude, que fazem limite com a Serra do Mar.

### Hidrografia

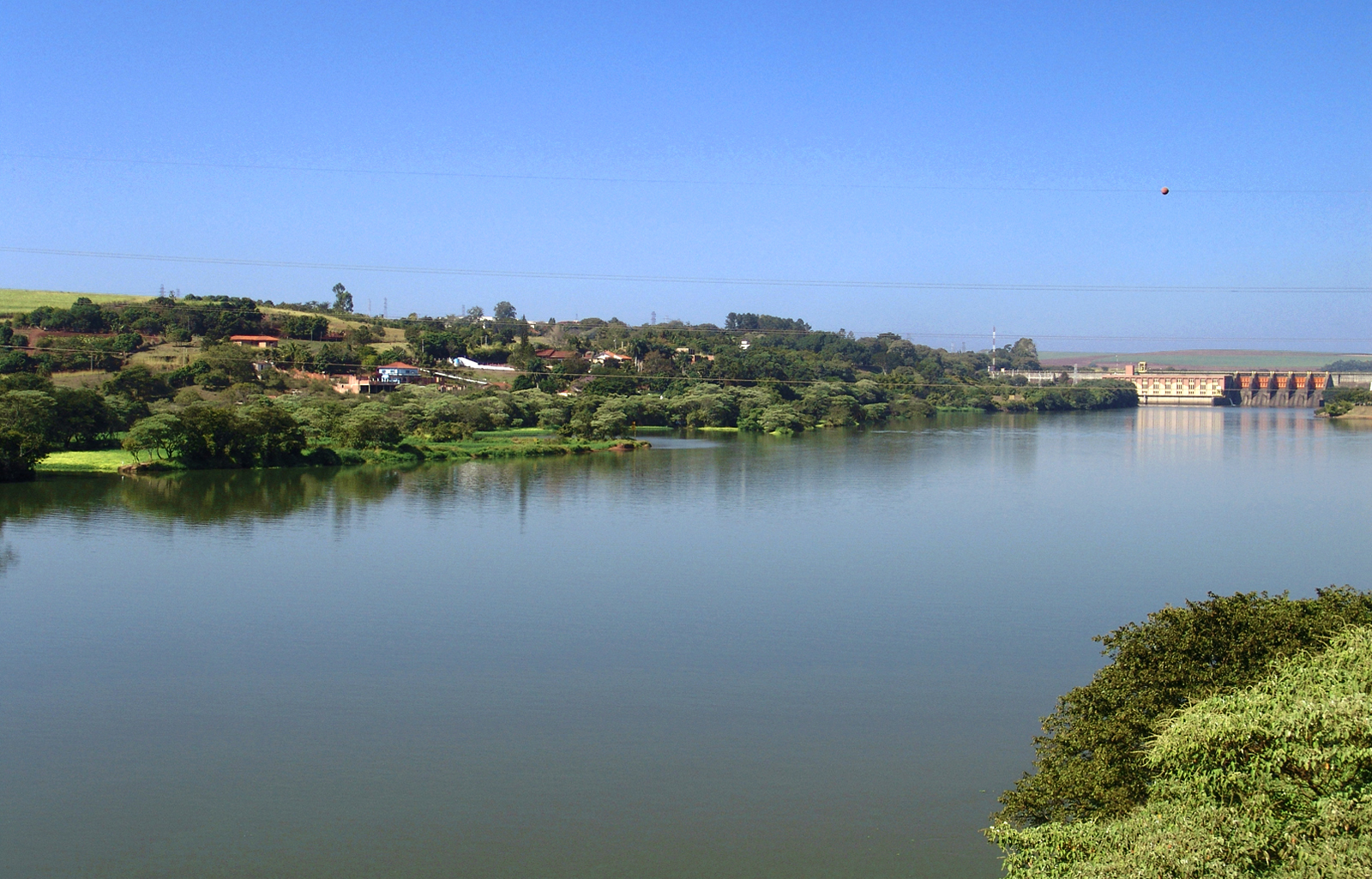
O Rio Tietê na barragem entre os municípios de Barra Bonita e Igaraçu do Tietê.

São Paulo possui seu território dividido em 21 bacias hidrográficas, inseridas em três regiões hidrográficas, sendo a maior delas a do Paraná, que cobre grande parte do território estadual. Destaca-se o Rio Grande, que nasce em Minas Gerais e separa este de São Paulo ao norte e, ao se juntar com o Rio Paranaíba, forma o Rio Paraná, que separa São Paulo de Mato Grosso do Sul. Dois importantes rios paulistas, afluentes da margem esquerda do Rio Paraná, são o Paranapanema, com 930 km de extensão e um divisor natural entre São Paulo e Paraná na maior parte do seu curso, e o Tietê, maior rio totalmente paulista, que possui uma extensão de 1 136 km e percorre o território estadual de sudeste a noroeste, desde sua nascente, em Salesópolis, até a foz, entre os municípios de Castilho e Itapura.
A região hidrográfica do Atlântico Sudeste compreende, em geral, apenas pequenos rios que descem da vertente da Serra do Mar e atravessam a planície litorânea em direção ao Atlântico. O rio Paraíba do Sul, formado pela junção dos rios Paraitinga e Paraibuna, é o maior e mais importante deles, com 1 150 km de extensão, cruzando a região do Vale do Paraíba Paulista e penetrando no estado do Rio de Janeiro, onde se situa a maior parte de seu curso. O extremo sul paulista, na divisa com o estado do Paraná, está inserido na região hidrográfica do Atlântico Sul, sendo também formada por rios de pequeno porte que desembocam diretamente no oceano, sendo o Rio Ribeira do Iguape, que dá nome ao Vale do Ribeira, o mais importante curso d'água desta região. Outros importantes rios paulistas são: Jacaré-Guaçu, Jacaré-Pepira, Moji-Guaçu, Pardo, do Peixe, Avecutá e Piracicaba e Turvo.

### Clima

São Paulo pela classificação climática de Köppen-Geiger

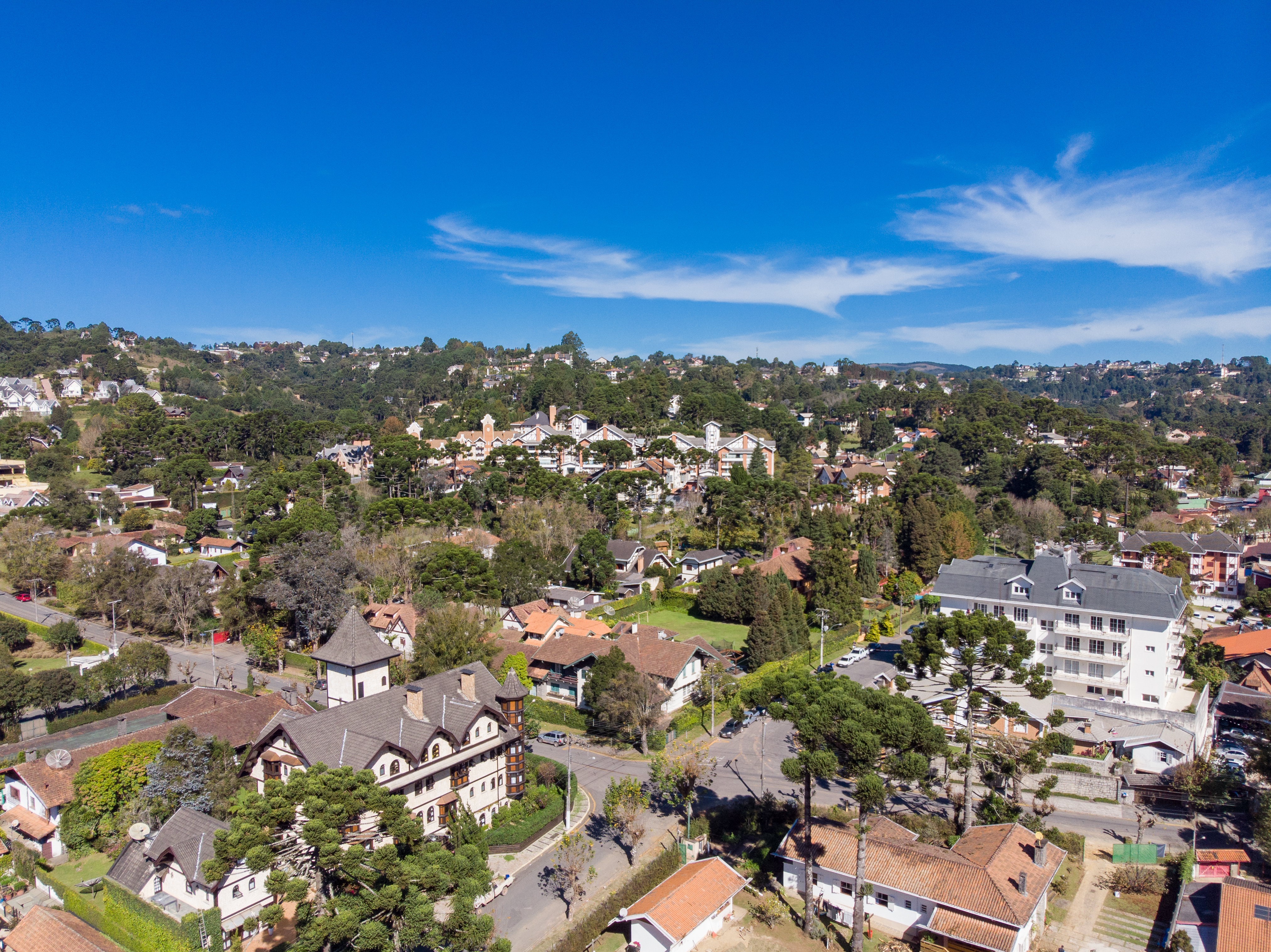
Campos do Jordão, a cidade mais alta do Brasil e, por consequência, a mais fria do estado de São Paulo

No estado de São Paulo, ocorrem sete tipos diferentes de clima. O clima tropical de altitude (Cwa, segundo a classificação climática de Köppen-Geiger) é o dominante nas regiões central, leste e oeste. Essa variação é caracterizada pelo inverno seco e ameno, com temperatura média inferior a 18 °C, e verão úmido e quente, com temperatura média superior a 18 °C. Nas regiões norte e noroeste paulista o clima se torna tropical de savana (Aw), com invernos amenos e secos e verões quentes e úmidos, porém a temperatura média do mês mais frio é superior a 18 °C. Enquanto isso, no sul e sudoeste do estado há dominância do clima subtropical (Cfa), com invernos frios, verões quentes e o mês mais seco com precipitação média acima de 30 mm.
Nas áreas serranas, como as serras da Mantiqueira e do Mar, faz-se presente o clima subtropical de altitude (Cwb), com invernos secos, verões úmidos e temperaturas amenas. A média do mês mais quente é menor do que 22 °C. Nas áreas serranas mais elevadas, a exemplo de Campos do Jordão, é encontrado o clima temperado (Cfb), tendo como características invernos frios, verões amenos e chuvas bem distribuídas na maior parte do ano. As geadas são relativamente mais intensas e comuns nesses pontos. No litoral predomina o tipo climático Af, com ausência de estação seca, tão úmido quanto o clima equatorial amazônico, e temperatura média do mês mais frio superior a 18 °C. Por fim, o clima tropical de monção (Am) é registrado em pontos isolados do sul paulista, diferenciando-se do clima tropical equatorial principalmente por possuir uma curta estação seca.
São Paulo sofre influência de frentes frias durante todo o ano, sendo que no inverno esses sistemas são os principais responsáveis pela precipitação e queda de temperatura. Contudo, a influência de sistemas de alta pressão dificulta a ocorrência de chuva nas áreas interioranas no inverno, caracterizando a estação seca na maior parte do estado. Entre a primavera e o verão ocorre o enfraquecimento desses sistemas, o que favorece a penetração da umidade oriunda da Amazônia. As condições úmidas, em associação à elevação das temperaturas, propiciam a formação de instabilidade e chuva. Assim, ocorre maior organização de convecção tropical, ao mesmo tempo que a umidade trazida pelas frentes frias também consegue atuar com maior intensidade, configurando a estação chuvosa. A época de chuvas intensas e de curta duração (apelidadas de "chuvas de verão") no estado de São Paulo começa no mês de setembro e se estende até abril.

### Meio ambiente

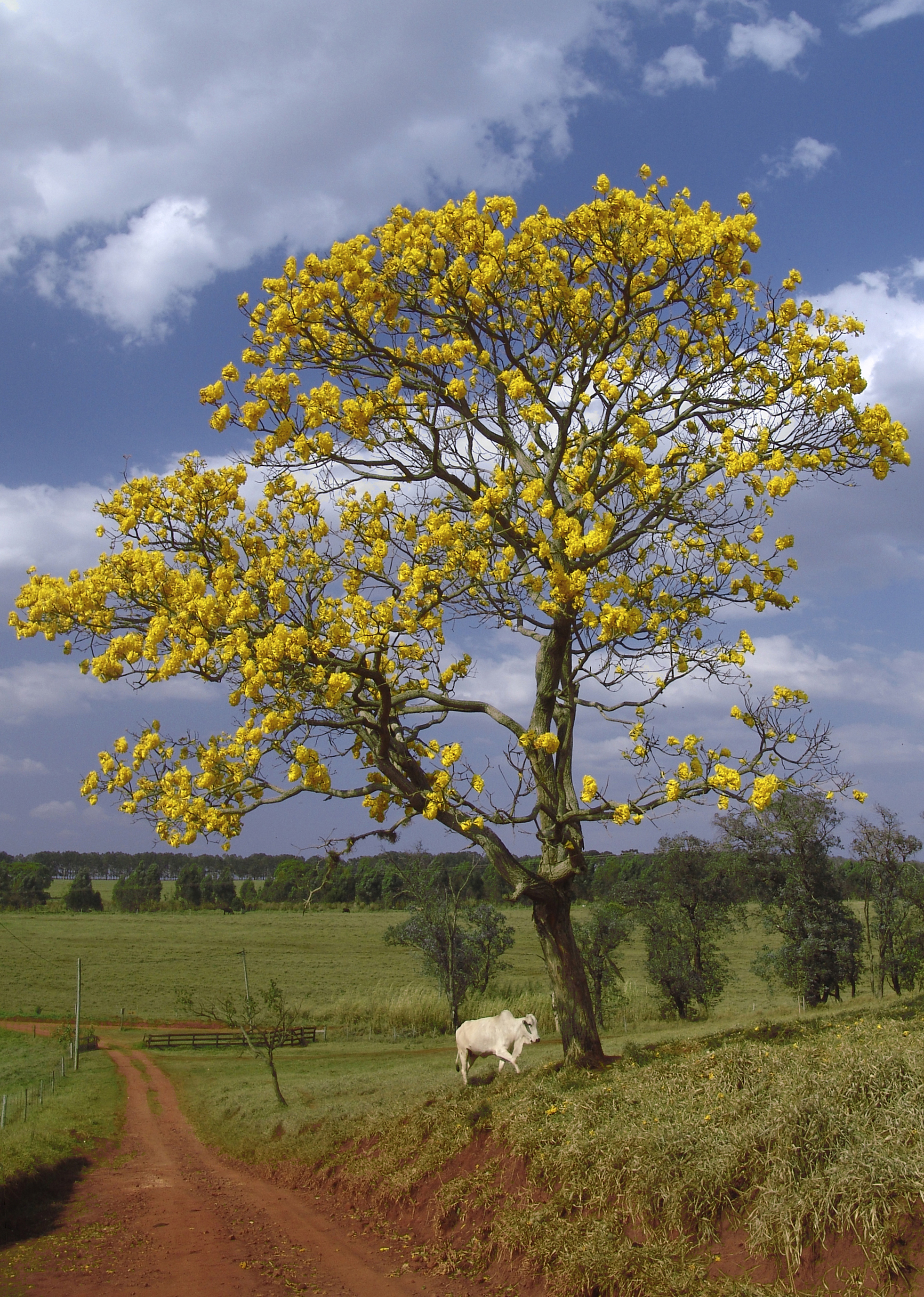
Ipê-tabaco, árvore típica do cerrado, na zona rural de Avaré.

São Paulo possui seu território inserido, em sua maior parte, no bioma da Mata Atlântica, cuja formação inicial cobria pouco mais de dois terços do território paulista e hoje se encontra apenas espalhada em vários fragmentos, restando hoje 32,6% dos remanescentes originais, a maior parte nas encostas da Serra do Mar. No bioma do cerrado, típico de áreas do centro-oeste paulista, este número é ainda menor, de apenas 3%. No litoral existem pequenas áreas de dunas, com espécies vegetais adaptadas ao calor e à salinidade, além das restingas e dos manguezais, este último na foz dos rios. Por se situar no encontro das zonas tropical e temperada do planeta, São Paulo possui sua fauna e floras constituída por espécies de regiões tanto tropicais quanto subtropicais, parte delas endêmicas.
Em 2020, apenas 22,9% do território paulista, ou 5 670 532 hectares (ha), eram cobertos por vegetação nativa, tanto intocadas quanto em estágio de regeneração. Nesse mesmo ano, São Paulo possuía 102 unidades de conservação de caráter estadual e mais treze federais, dentre áreas de proteção ambiental e de relevante interesse ecológico, estações ecológicas, florestas e parques nacionais e estaduais, refúgios de vida silvestre, reservas extrativistas e de desenvolvimento sustentável e ainda as reservas particulares de patrimônio natural (RPPN).
A abertura de áreas para a agricultura, em especial durante a expansão cafeeira em direção ao oeste nos séculos XIX e XX, além da formação de paisagens artificiais e o uso da madeira como combustível ou matéria-prima, levaram a uma quase completa devastação da cobertura vegetal primitiva do estado de São Paulo e, por consequência, algumas espécies se tornaram ameaçadas de extinção. Além da perda de biodiversidade, São Paulo também sofre de outros problemas ambientais crônicos, como a introdução de espécies exóticas invasoras, a poluição do ar provocada pelos automóveis e indústrias e a poluição hídrica, com o lançamento de dejetos nos corpos hídricos sem tratamento.

## Demografia
São Paulo é o estado mais populoso do Brasil pelo menos desde 1940, quando superou Minas Gerais. No censo demográfico de 2022, a população do estado era de 44 420 459 habitantes e a densidade demográfica de 178,96 hab./km2.
De acordo com censo demográfico de 2022, 96,8% dos habitantes viviam na zona urbana e apenas 3,2% na zona rural. Ao mesmo tempo, 51,8% eram do sexo feminino e 48,2% do sexo masculino, tendo uma razão sexual de aproximadamente 92 homens para cada cem mulheres. Entre 2000 e 2010, São Paulo registrou um crescimento populacional de 11,61%, levemente acima da média do Sudeste (11,15%), mas um pouco abaixo da média brasileira (12,48%). Entre 2010 e 2022, seguindo a tendência nacional de diminuição da taxa de natalidade, embora ainda em crescimento geral, a população do estado cresceu 7,6% e representa 21,8% da população nacional.
Em 2022, dos 645 municípios paulistas, nove possuíam população superior a 500 mil habitantes (que concentravam 42,38% da população estadual), sendo três deles acima de um milhão: São Paulo, a capital e o município mais populoso do Brasil, com 11 253 503 habitantes (25,7% dos habitantes do estado); Guarulhos (1 221 979 habitantes) e Campinas (1 080 113), os dois municípios não capitais mais populosos do país. Outros 80 tinham a população maior que 100 mil, sendo 38 cidades com população entre 100 mil e 200 mil, 16 entre 200 001 e 300 mil e dez entre 300 001 e 400 mil habitantes (0,08%), sendo Borá, com apenas 928 habitantes, o menos populoso do estado e o terceiro menos populoso do país, embora ocupara a primeira posição nacional entre os menores no ano anterior.

### Regiões metropolitanas e aglomerações urbanas
A Região Metropolitana de São Paulo (RMSP), também conhecida como Grande São Paulo, foi instituída pela lei complementar federal nº 14 de 1973 e é formada por 39 municípios paulistas, alguns deles em conurbados com a cidade-núcleo, São Paulo, formando uma grande mancha urbana contínua. É a região metropolitana mais populosa do Brasil e uma das maiores do mundo, com uma população estimada em aproximadamente 22 milhões de habitantes em 2016, quase metade da população estadual. É na RMSP que se encontram os municípios com maior densidade populacional do estado de São Paulo: Diadema (12 519,1 hab./km²), Taboão da Serra (12 049,90 hab./km²) e Carapicuíba (10 680,1 hab./km²) e Osasco (10 411,80 hab./km²).
Posteriormente, através da lei complementar, foram criadas as regiões metropolitanas de Santos (1996), Campinas (2000), São José dos Campos (2012), Sorocaba (2014), Ribeirão Preto (2016), Piracicaba (2021), Jundiaí (2021) e São José do Rio Preto (2021). Também existe, sem o status de região metropolitana, a Aglomeração Urbana de Franca (2018). Dessas oito metrópoles, seis delas (Campinas, Santos, Sorocaba, Piracicaba, Jundiaí e São José dos Campos) formam, junto com a Grande São Paulo, a Macrometrópole Paulista, também conhecida como Complexo Metropolitano Expandido, cuja população é de cerca de 30 milhões de habitantes (3/4 da população paulista).

### Composição étnica e fluxos migratórios
Conforme pesquisa de autodeclaração do Censo 2022, 57,78% da população paulista eram brancos, 32,96% pardos, 7,99% pretos, 1,16% amarelos e 0,11% indígenas e 0,01% sem declaração.
Considerando-se a nacionalidade (Censo 2010), 99,5% eram brasileiros (99,35% natos mais 0,15% naturalizados) e 0,5% estrangeiros. Dentre os brasileiros, 20,6% eram oriundos de outras unidades da federação.
A população descende principalmente de imigrantes europeus (sobretudo portugueses, italianos, espanhóis e alemães). Também há grandes comunidades de povos do Oriente Médio (libaneses, sírios, judeus e armênios) e Ásia Oriental (japoneses, coreanos e chineses), além de um grande número de pardos e pretos.
A forte imigração no final do século XIX e início do século XX, trouxe ao estado pessoas de todas as partes do mundo. Dos mais de cinco milhões de imigrantes que desembarcaram em território brasileiro, boa parte se fixou em território paulista. Dentro do próprio país, muitas pessoas também vieram para São Paulo em busca de trabalho ou melhores condições de vida. Em sua maior parte são pessoas oriundas da Região Nordeste (especialmente da Bahia), de Minas Gerais e do Paraná.
De acordo com um estudo de 2006, a composição genética de São Paulo é a seguinte: 79% de herança europeia, 14% de herança africana e 7% de herança indígena. Um estudo mais recente, de 2013, encontrou 61,9% de contribuição europeia, 25,5% africana e 11,6% ameríndia. Na região de Araraquara, interior do estado, um estudo de 2011 estimou que o conjunto da população local tenha 76% de seus antepassados provenientes da Europa, 18% da África e 6% nativos do continente americano.

### Religiões

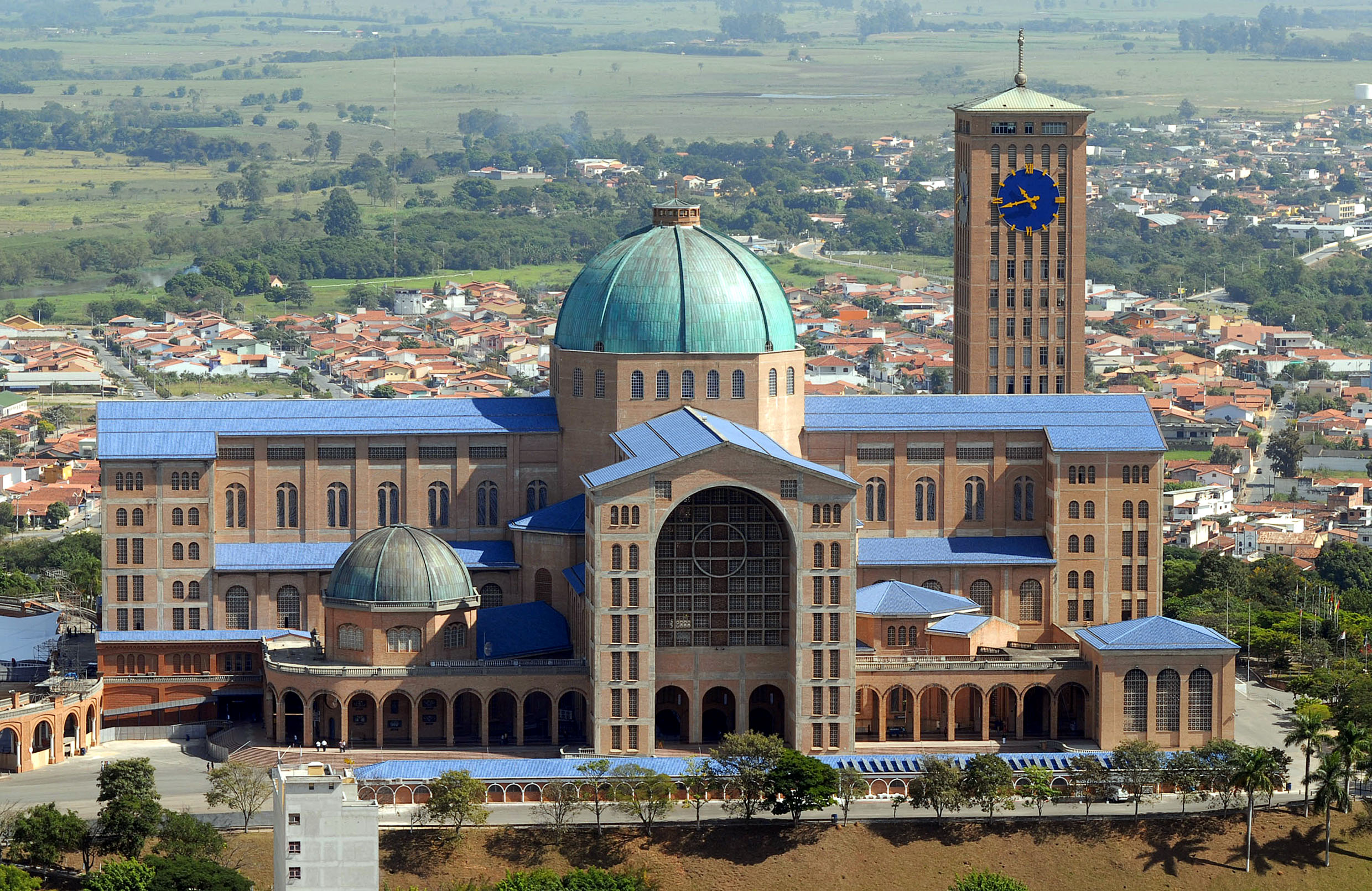
Catedral Basílica de Nossa Senhora Aparecida, o segundo maior templo católico religioso do mundo, em Aparecida, no Vale do Paraíba.

No Censo de 2010, 60,06% da população paulista declararam-se católicos apostólicos romanos, 24,08% evangélicos, 3,29% espíritas e 1,08% testemunhas de Jeová. Outros 8,14% não tinham religião (incluindo 0,4% de ateus e 0,09% agnósticos), 0,52% possuíam religião indeterminada ou até múltiplo pertencimento, 0,12% não souberam e 0,04% não declararam (0,04%). Os 3,35% restantes seguiam outras denominações, cada uma delas com menos de 0,5%.
Na Igreja Católica, o estado de São Paulo pertence à Regional Sul I da Conferência Nacional dos Bispos do Brasil (CNBB) e seu território abrange seis províncias eclesiásticas, cada uma delas formada por uma arquidiocese com suas dioceses sufragâneas. Essas arquidioceses são: Aparecida, Botucatu, Campinas, Ribeirão Preto, São José do Rio Preto, São Paulo e Sorocaba, que juntas possuem mais de trinta dioceses sufragâneas.
São Paulo também possui os mais diversos credos protestantes ou reformados, sendo as maiores denominações, por número de seguidores: Assembleia de Deus, Congregação Cristã, Igreja Batista, Evangelho Quadrangular e Igreja Universal do Reino de Deus.

### Indicadores socioeconômicos

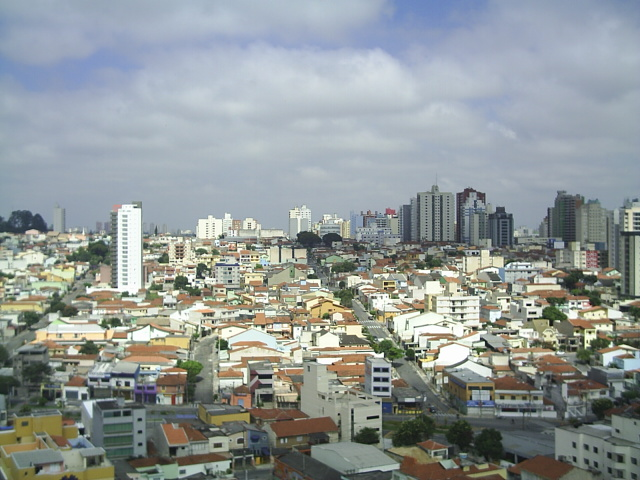
São Caetano do Sul, na Região do Grande ABC, o município com a melhor qualidade de vida do Brasil.

O Índice de Desenvolvimento Humano (IDH) do estado de São Paulo é considerado muito alto conforme dados do Programa das Nações Unidas para o Desenvolvimento. Em 2017, o seu valor era 0,826, estando na segunda colocação a nível nacional (a primeira considerando os estados), depois do Distrito Federal (0,850), e na primeira a nível regional. Considerando-se o índice de longevidade, seu valor é de 0,854 (1.º), o valor do índice de educação é 0,828 (2.º) e o de renda 0,796 (5.º).
Em São Paulo se situam 55 dos cem municípios com o melhor IDH a nível nacional, inclusive os dois primeiros colocados: São Caetano do Sul (0,862) e Águas de São Pedro (0,854), segundo dados do último Atlas do Desenvolvimento Humano do Brasil, divulgado em 2013 com dados referentes a 2010. Por outro lado, o município com o menor IDH a nível estadual (e na 3312.ª colocação no país) era Ribeirão Branco (0,639), no Vale do Ribeira, a região mais pobre do estado de São Paulo, com indicadores sociais inferiores às médias estaduais.
De 2000 a 2010, a proporção de pessoas com renda domiciliar per capita de até 140 reais no estado caiu de 10,46% para 5,99%, apresentando redução de 42,73% no período. Em 2010, 94,02% da população viviam acima da linha de pobreza, 3,47% encontravam-se entre as linhas de indigência e de pobreza e 2,52% abaixo da linha de indigência. No mesmo ano, os 20% mais ricos eram responsáveis por 61,44% no rendimento total estadual, valor quase mais de dezessete vezes superior à dos 20% mais pobres, que era de 3,54%. Em 2017, o coeficiente de Gini, que mede a desigualdade social, era de 0,528, e a taxa de mortalidade infantil de 10,95 por mil nascidos vivos. Segundo dados de 2023, é o estado com o melhor em saneamento básico, o quarto com as menores taxas de pobreza e o segundo maior por renda média domiciliar per capita.

### Segurança pública e criminalidade

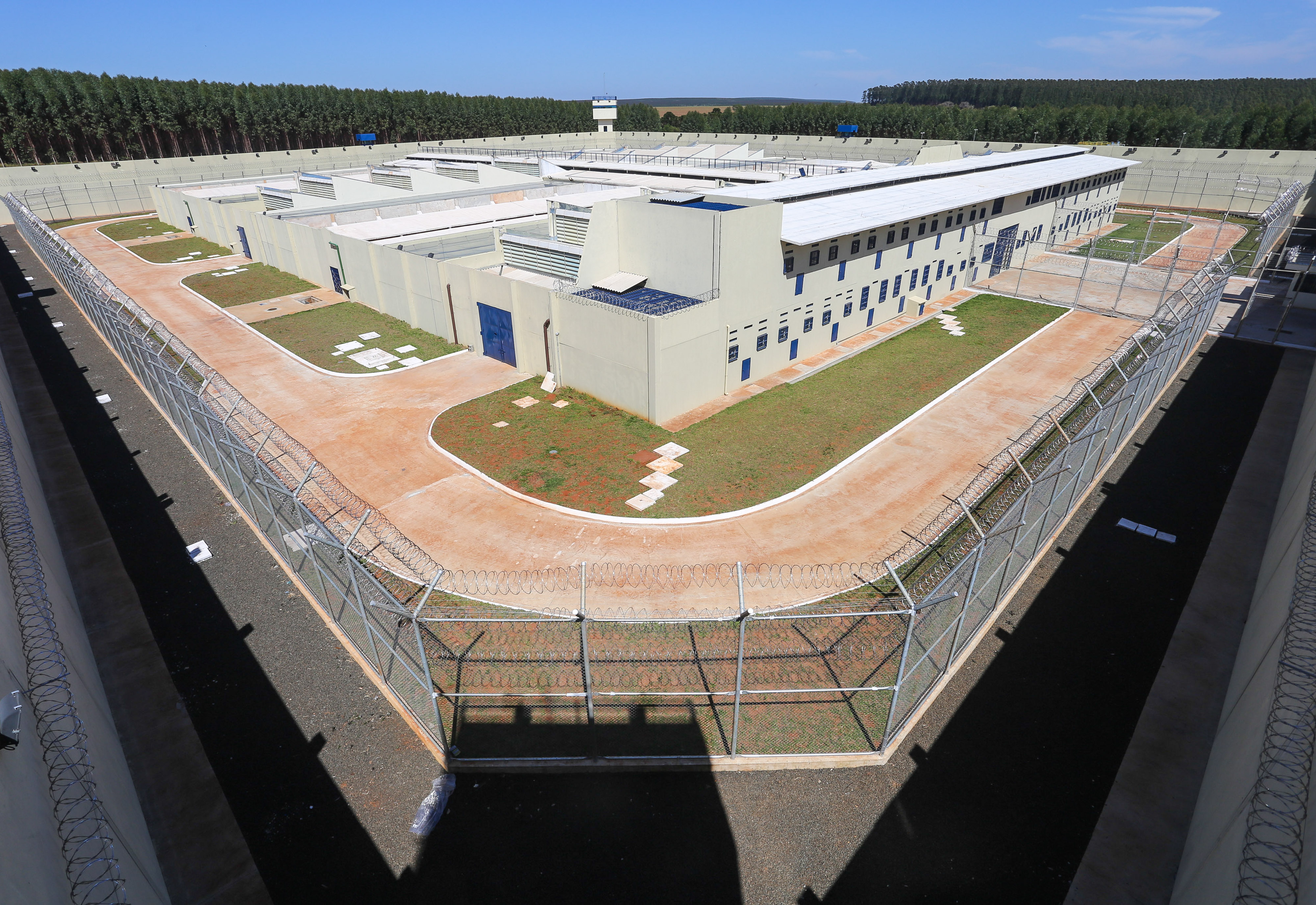
Centro de Detenção Provisória (CDP) em Itatinga.

São Paulo, assim como os demais estados do Brasil, conta com dois tipos de corporações policiais para realizar a segurança pública em seu território, a Polícia Militar do Estado de São Paulo (PMESP), a maior polícia do Brasil e a terceira maior da América Latina em efetivo, com 138 mil militares, e a Polícia Civil do Estado de São Paulo, que exerce a função de polícia judiciária e é subordinada ao governo do estado.
O número de homicídios de São Paulo caiu de 39,7 para 14,9 por 100 mil habitantes no período entre 1998 e 2008. O estado, que ocupava o 5º lugar entre os estados mais violentos do país em 1998, passou a ocupar a 25ª posição em 2008, atrás apenas do Piauí e de Santa Catarina, apresentando uma queda acima de 62% no número de assassinatos durante o período pesquisado. Segundo o "Mapa da Violência 2016", a taxa de homicídios era a segunda menor do Brasil, com 8,2 assassinatos a cada grupo de 100 mil habitantes, havendo uma redução de 57,7% no período de dez anos (2004 a 2014).
Em 2019, de acordo com dados da Secretaria de Segurança Pública, o estado alcançou a taxa de 6,27 homicídios por 100 mil habitantes, uma redução considerável em relação ao número registrado em 1999, que foi de 35,27 homicídios a cada 100 mil habitantes. A atual taxa de homicídios do estado está abaixo da considerado suportável pela Organização Mundial da Saúde, que é de 10 homicídios por 100 mil habitantes. Outros índices de criminalidade também apresentaram queda no período pesquisado, como o estupro, que teve grande redução.
De acordo com o Anuário Brasileiro de Segurança de 2024, São Paulo tem a menor taxa de mortes violentas registradas no país, possuindo 7 das 10 cidades menos violentas do Brasil.

## Governo e política

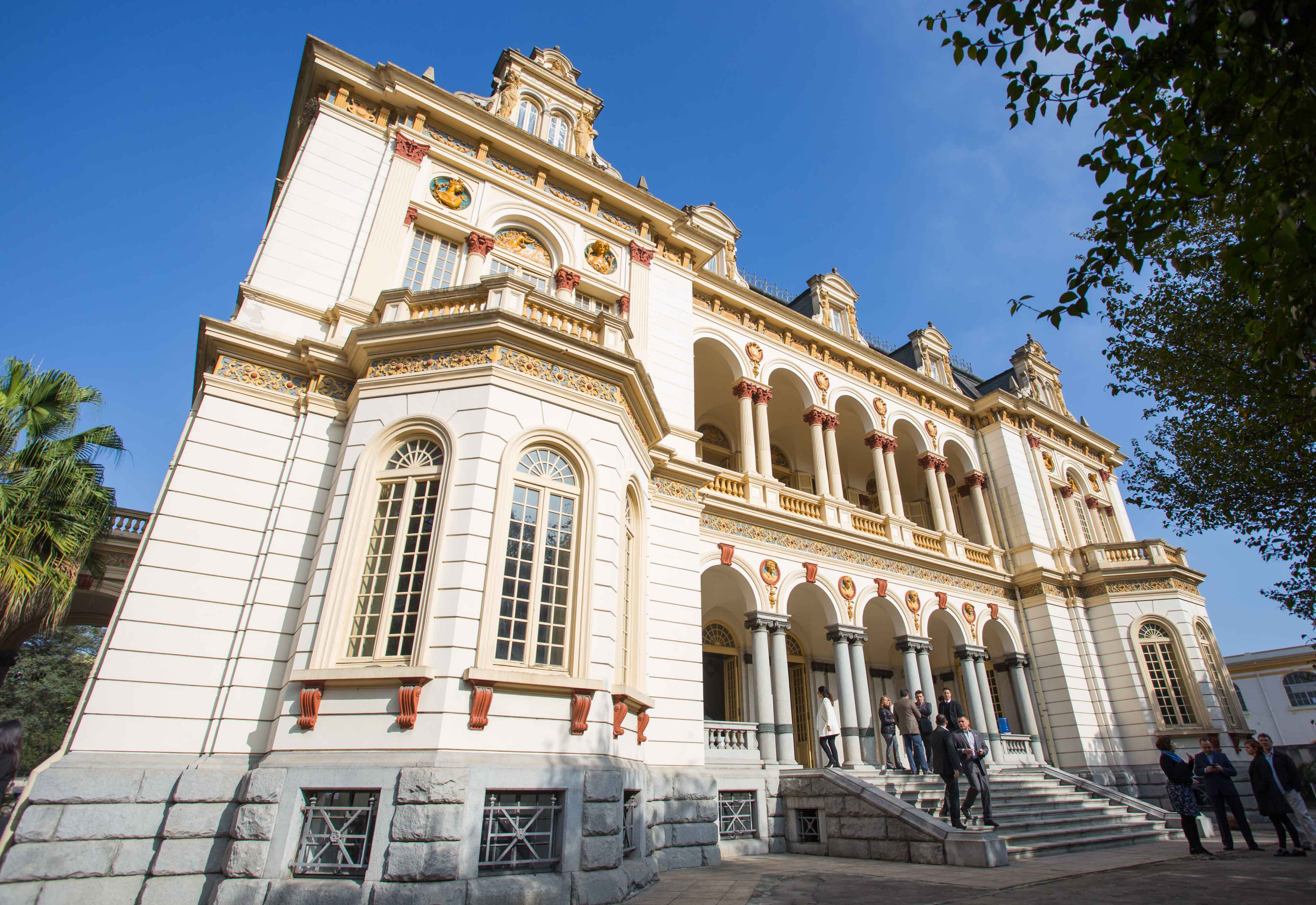
Palácio dos Campos Elíseos, antiga sede do governo paulista

De acordo com a constituição do estado de São Paulo, promulgada em 5 de outubro de 1989 e alterada por posteriores emendas constitucionais, são poderes do estado, independentes e harmônicos entre si, o executivo, o legislativo e o judiciário. São símbolos oficiais oficiais do estado a bandeira, o brasão e o hino.
O poder executivo paulista é exercido pelo governador, que é eleito em sufrágio universal pelo voto direto e popular para um mandato de quatro anos, podendo ser reeleito para mais um mandato. Sua sede é o Palácio dos Bandeirantes, que abriga o governo paulista desde 19 de abril de 1964, quando substituiu o Palácio dos Campos Elíseos.
O poder legislativo é unicameral, constituído pela assembleia legislativa, localizada no Palácio 9 de Julho e constituída por 94 deputados estaduais. No Congresso Nacional, São Paulo possui a maior representação dentre as unidades federativas do Brasil, com setenta deputados federais, além de três senadores.
O poder judiciário tem como instância máxima o tribunal de justiça, localizado no Palácio da Justiça, composto por desembargadores. Representações deste poder estão espalhadas por todo o território estadual através de comarcas. De acordo com o Tribunal Superior Eleitoral (TSE), São Paulo possui o maior colégio eleitoral do Brasil, com mais de 33 milhões de eleitores, ou aproximadamente 22% do eleitorado brasileiro.

## Subdivisões

Regiões administrativas.

São Paulo é o segundo estado brasileiro em número de municípios, com 645, depois de Minas Gerais (853). Inicialmente constituído por apenas dez municípios, São Paulo foi tendo sua divisão alterada ao longo do tempo com a criação de novos municípios, muitos deles por desmembramento, sendo os mais recentes criados pela lei estadual 9 330, de 27 de dezembro de 1995, e instalados oficialmente em 1997. Iguape, no litoral sul do estado, é o maior município paulista em extensão territorial, e Águas de São Pedro, enclave de São Pedro, o menor.
Para fins estatísticos, os municípios são agrupados pelo IBGE em regiões geográficas imediatas. O território estadual é dividido em 53 regiões imediatas. As regiões imediatas, por sua vez, são agrupadas em onze regiões geográficas intermediárias. Desde 1970, por sucessivas leis estaduais, foram criadas e alteradas regiões administrativas e regiões de governo, estabelecidas com o objetivo de centralizar as atividades das secretarias estaduais. Seus limites nem sempre coincidem com as microrregiões e mesorregiões.

## Economia

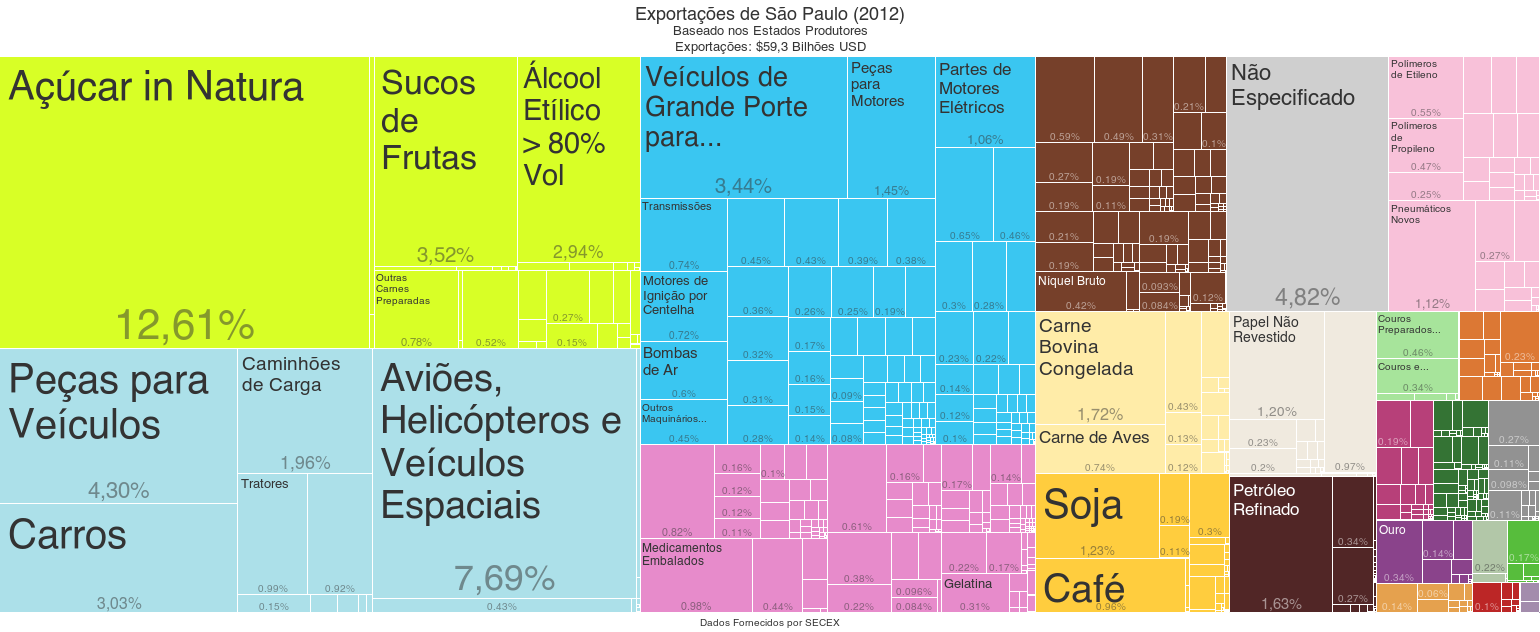
Exportações do estado de São Paulo em 2012.

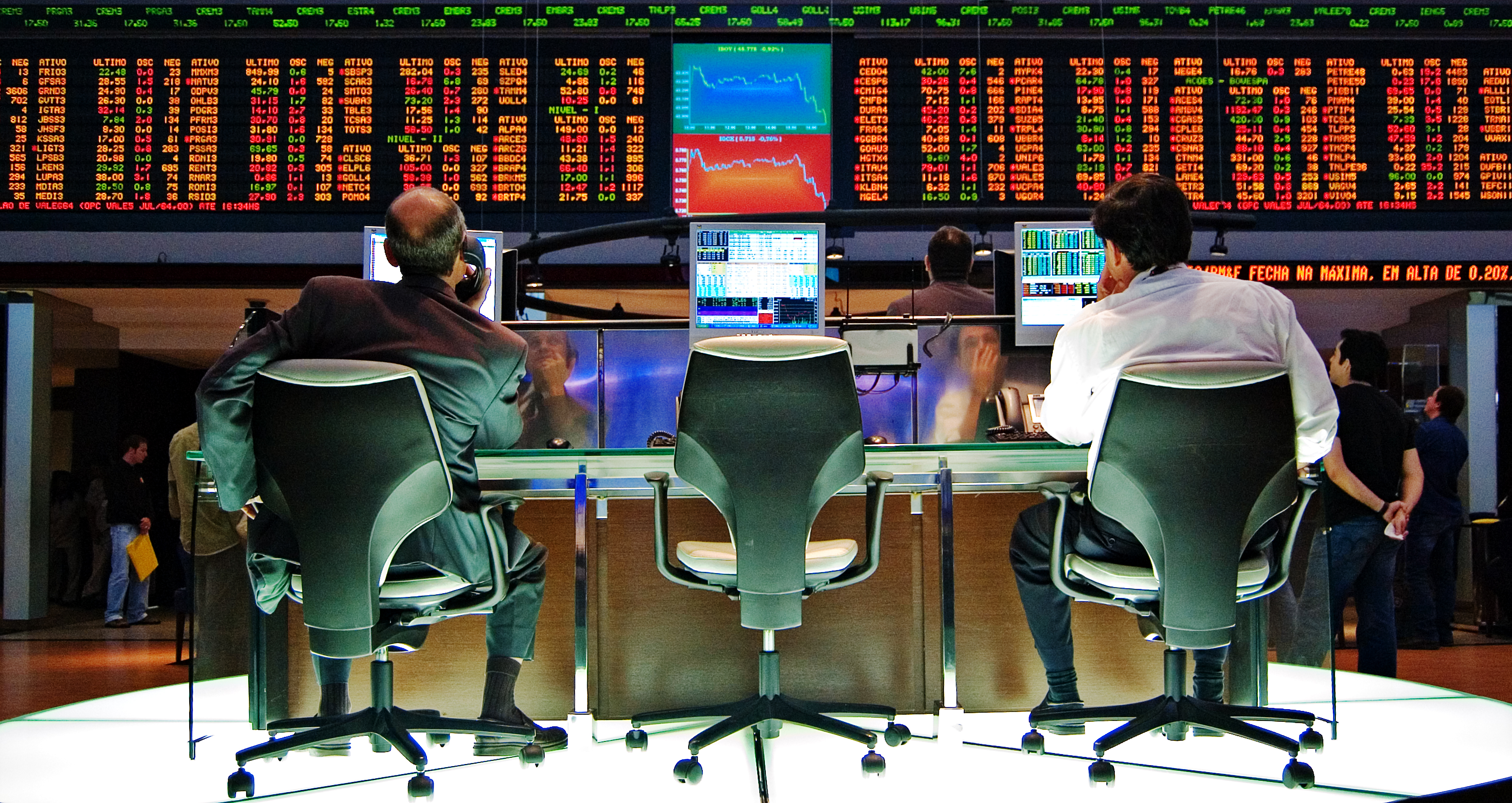
Painel da B3 em São Paulo

O produto interno bruto (PIB) de São Paulo é o maior do país, destacando-se na área de prestação de serviços. De acordo com dados relativos a 2022, o PIB paulista era de 3,13 trilhões de reais (representando 31,1% da economia nacional), enquanto o PIB per capita era de 70 471 reais. Se o estado de São Paulo fosse um país independente, seu PIB poderia ser classificado na 21.ª posição entre as maiores economias do mundo (dados de 2020).
O estado possui uma economia diversificada. As indústrias metalmecânica, de álcool e de açúcar, têxtil, automobilística e de aviação; os setores de serviços e financeiro; e o cultivo de laranja, cana de açúcar e café formam a base de uma economia que responde por cerca de um terço do PIB brasileiro, algo em torno de 550 bilhões de dólares na paridade de poder de compra. Além disso, o estado oferece boa infraestrutura para investimentos, devido às boas condições das rodovias. A B3 é a segunda maior bolsa de valores do mundo, em valor de mercado.
Apesar da tendência histórica de desconcentração econômica e de diminuição das desigualdades regionais do Brasil, o estado de São Paulo ainda continua crescendo economicamente, com seu PIB tendo alcançado um trilhão de reais em 2010 (o maior do país); 3,13 trilhões em 2022. Em 1990, o estado respondia por 37,3% do produto interno bruto do Brasil. Em 2012, a participação na produção total de bens e serviços do país foi de 32,1%. Quanto às exportações, os principais produtos exportados em 2012 foram açúcar in natura (12,61%), aviões, helicópteros e veículos espaciais (7,69%), peças para veículos (4,30%), sucos de frutas (3,52%) e veículos de grande porte para construção (3,44%).

### Setor primário

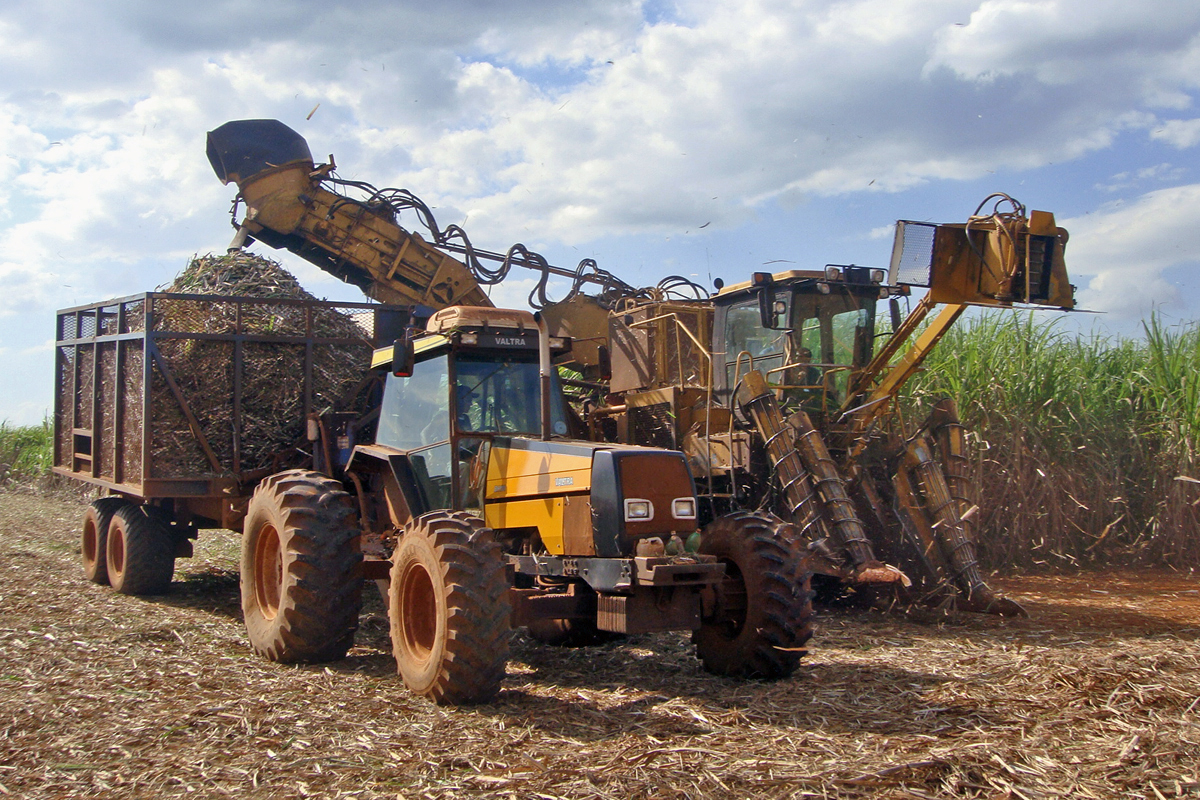
Colheitadeiras em um campo de cana-de-açúcar em Piracicaba

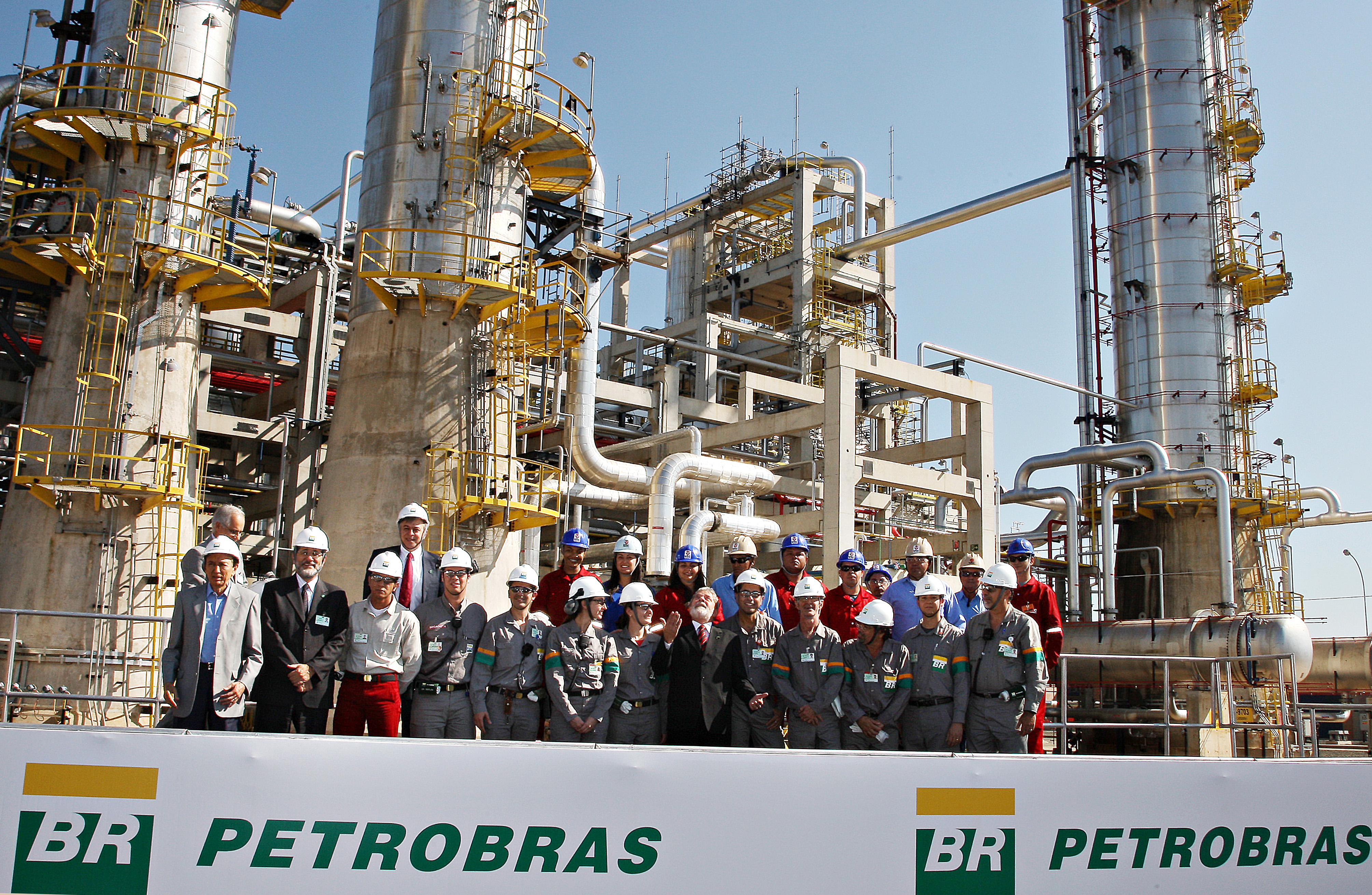
REPLAN, em Paulínia, a maior refinaria em processamento de petróleo da Petrobras

O setor primário é o menos relevante para a economia paulista, apesar de o estado destacar-se como um dos maiores produtores do país em diversos setores agrícolas. Em 2023, o agronegócio representava 18,9% do valor total adicionado à economia de todo o estado. Segundo o IBGE, naquele ano, o estado possuía um rebanho de 205 686 533 galináceos, 10 768 360 bovinos, 2 512 113 codornas, 1 587 613 suínos, 353 325 equinos, 295 389 ovinos, 119 030 bubalinos e 49 008 caprinos. Além disso, o estado produziu 1 511 847 mil de litros de leite de 861 906 vacas e 5 561 856 kg de mel-de-abelha; e 1,4 bilhão de dúzias de ovos de 54 583 130 galinhas em 2024, sendo o maior produtor nacional de ovos, concentrando 26% de toda a produção nacional.
De acordo com a Federação da Agricultura e Pecuária do Estado de São Paulo (FAESP), o estado é lider nacional na produção de frutas, produzindo, em 2020, cerca de 18,11 milhões de toneladas (34,76% da produção nacional), mais que o triplo do segundo colocado, Bahia, com pouco mais de 5 milhões de toneladas produzidas. São Paulo é líder nacional na produção de diversas frutas, tais quais a laranja, com mais de 13,7 milhões de toneladas (77,54% da produção nacional), limão, com 1,22 milhão de toneladas (70,6% da produção nacional), abacate (163,16 mil toneladas), banana (1,12 milhão de toneladas), caqui (110,23 mil toneladas), figo (28,45 mil toneladas) e tangerina (390,39 mil toneladas). Mesmo nas frutas em que não ocupam a primeira posição, como o cacau, goiaba, jabuticaba, manga, melancia, pêssego e uva, o estado mantém posições de destaque na produção destas, reforçando sua relevância no cenário agrícola nacional.
Na lavoura temporária, segundo dados de 2023, são produzidos abacaxi, algodão, alho, amendoim, arroz, aveia, batata-doce, batata-inglesa, cana-de-açúcar, cebola, cevada, ervilha, feijão, fumo, girassol, mandioca, melancia, milho, soja, sorgo, tomate, trigo e triticale. Já na lavoura permanente, produzem-se abacate, azeitona, abacate, banana, borracha, cacau, café, caqui, chá-da-Índia, coco-da-baía, figo, goiaba, laranja, limão, maçã, manga, maracujá, noz, palmito, pera, pêssego, tangerina, urucum e uva.
São Paulo lidera a produção sucroalcooleira no Brasil, que é o maior produtor mundial. Nos sete primeiros meses de 2023, o setor encabeçou as exportações no agro paulista, chegando a 4,85 bilhões de dólares – 87% veio do açúcar. Além disso, o estado se destaca como o maior produtor mundial de suco de laranja, açúcar e etanol. Quanto à extração vegetal, produzem-se carvão vegetal, lenha, madeira em tora e palmito. Na silvicultura, produzem-se, além de carvão vegetal e madeira em tora, o papel, a celulose, folhas de eucalipto e resina.

### Setor secundário

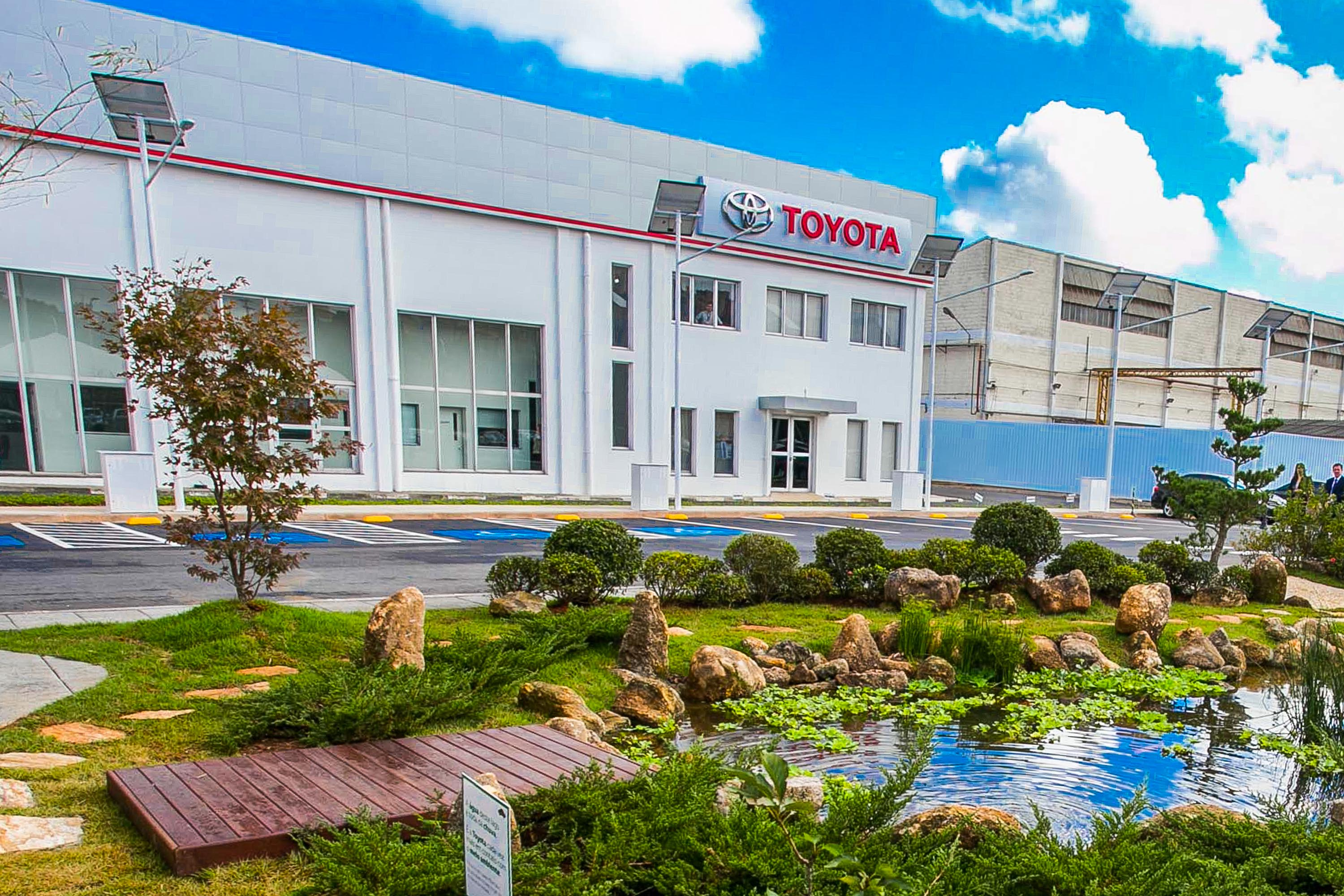
Fábrica da Toyota em São Bernardo do Campo

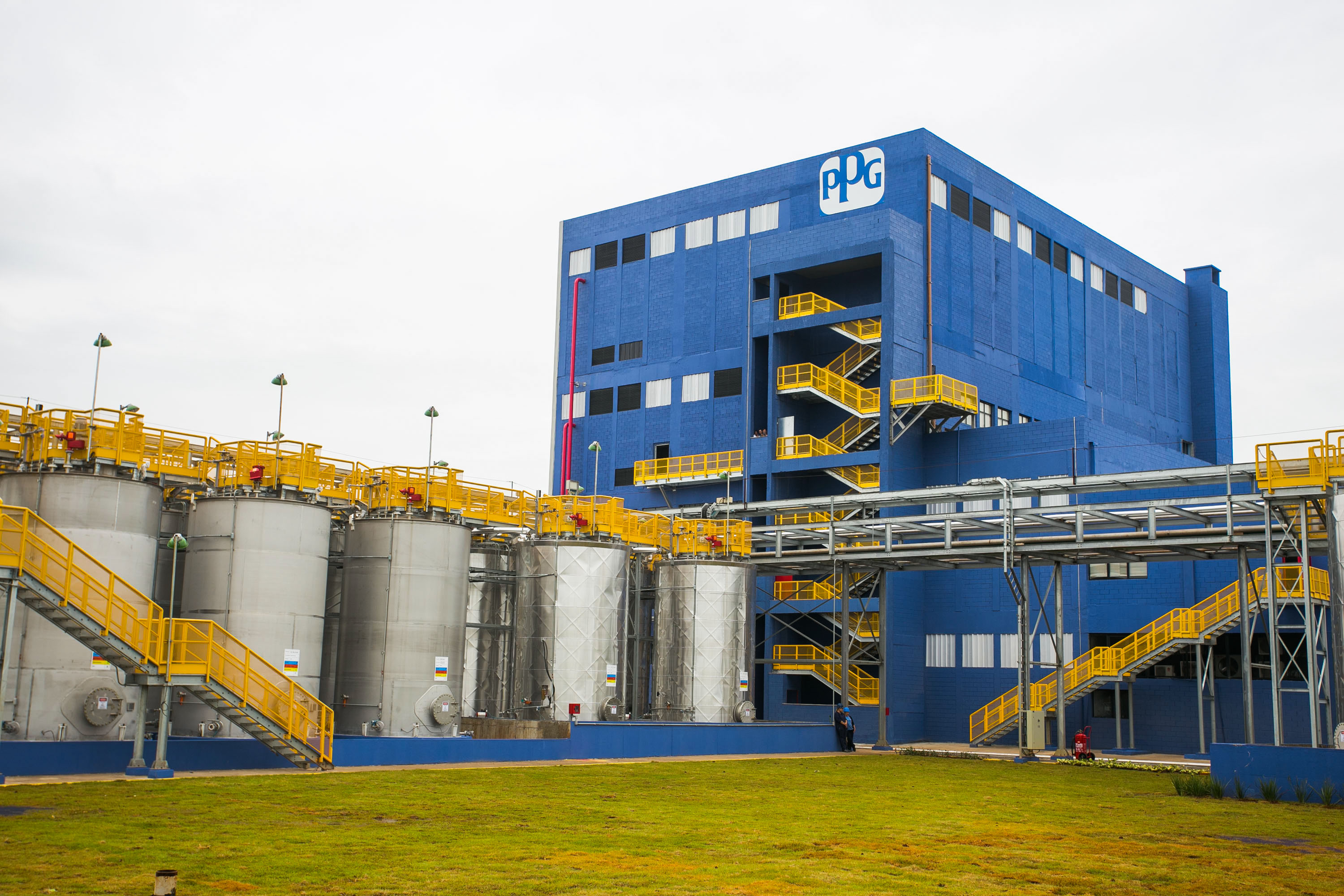
Unidade da PPG Industries em Sumaré

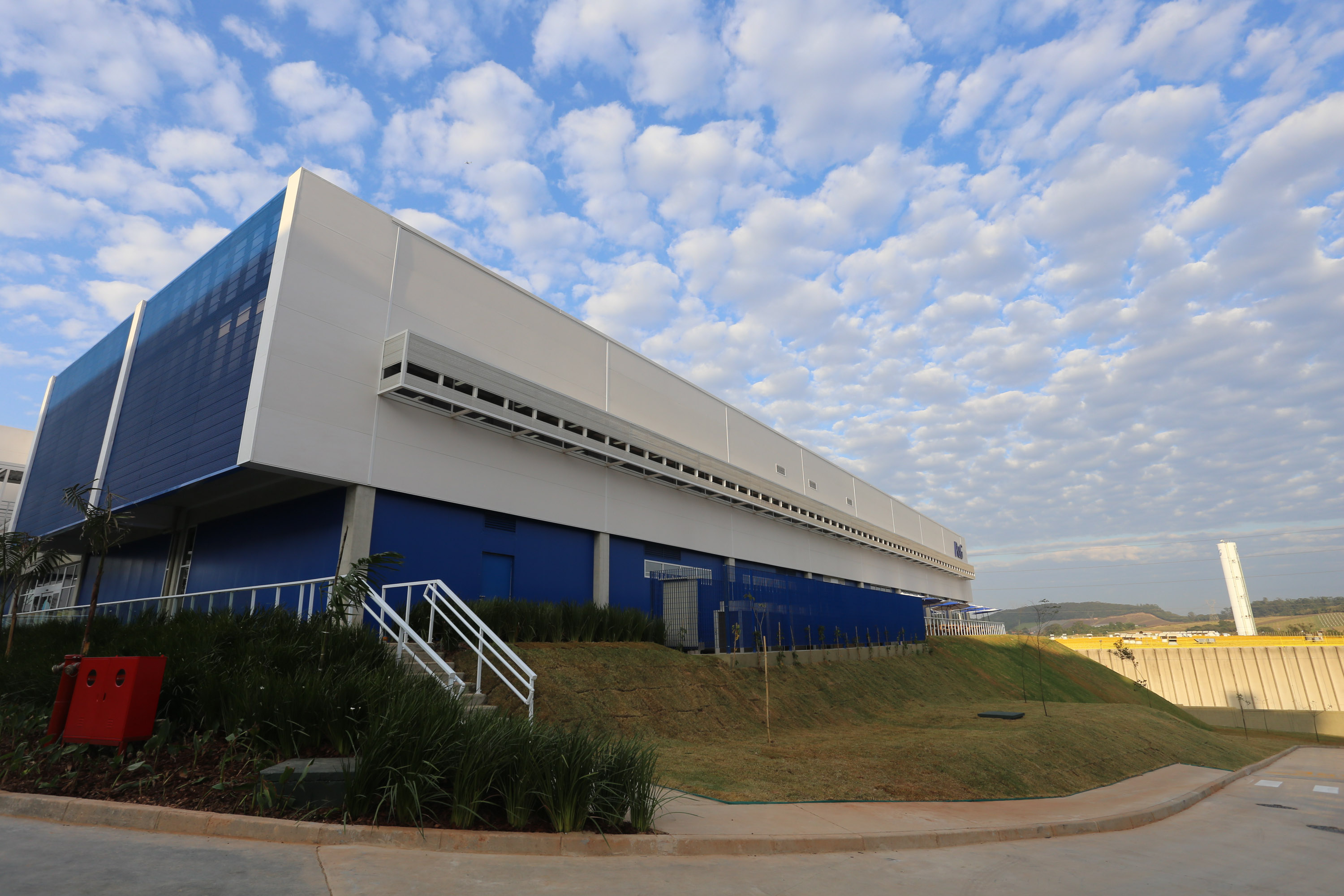
Fábrica da P&G em Louveira

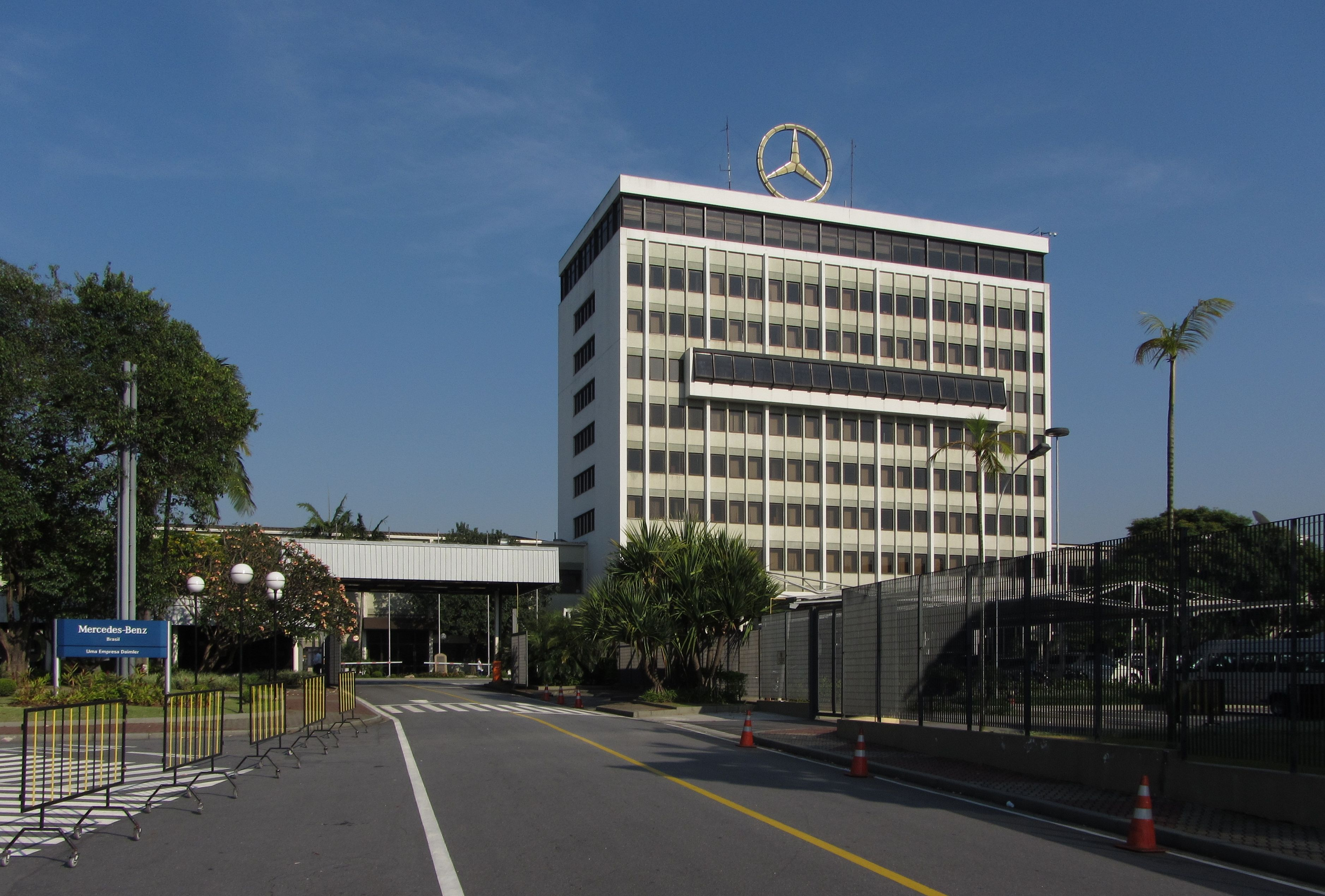
Sede da Mercedes-Benz Brasil em São Bernardo do Campo

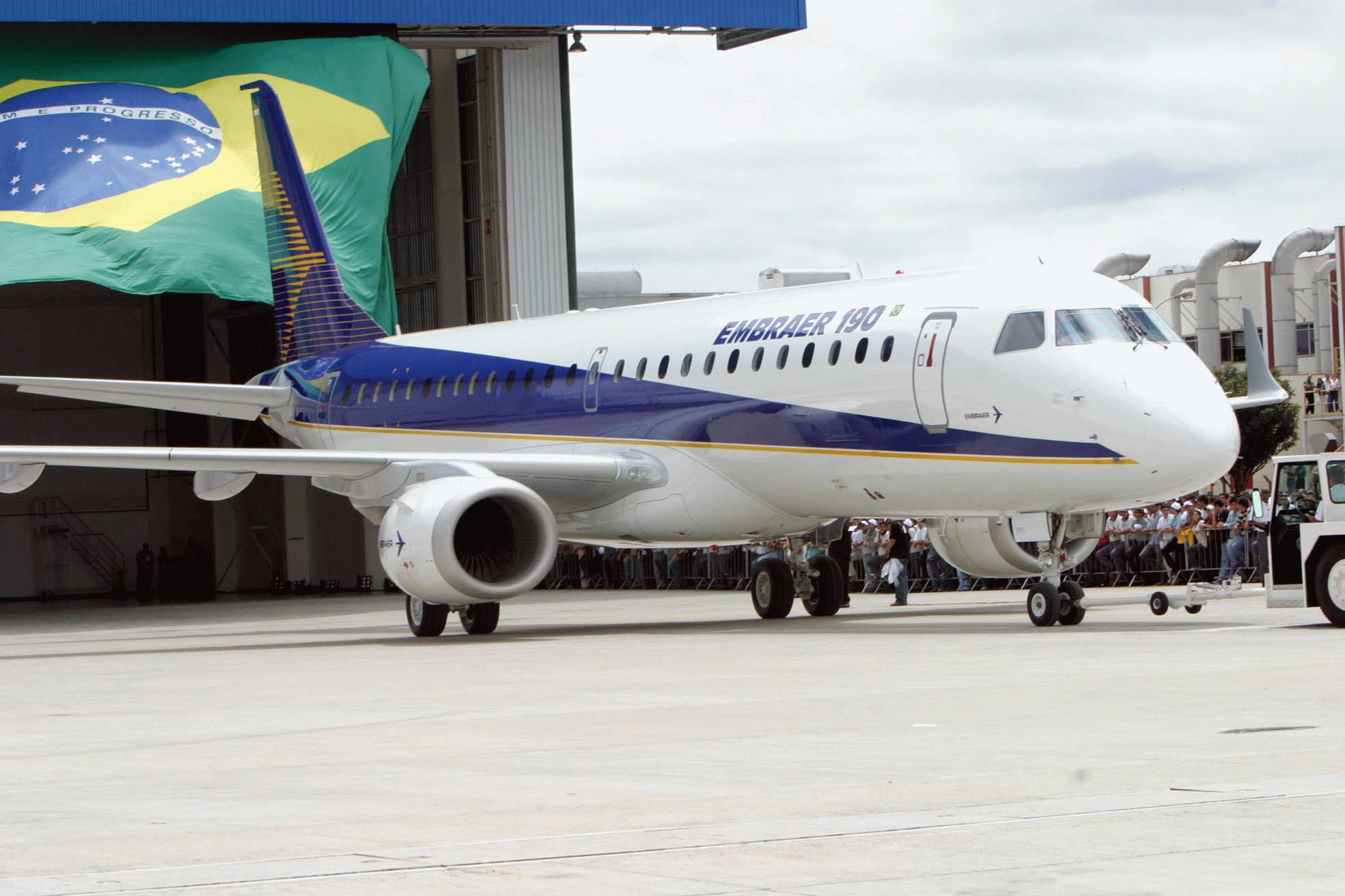
Embraer E-190, jato desenvolvido pela empresa Embraer, em São José dos Campos

São Paulo possui o maior parque industrial do país; em 2021, tinha um PIB industrial de 518,3 bilhões de reais, equivalente a 26% da indústria nacional e 23,1% da estadual, empregando 3 292 749 trabalhadores na indústria. Os principais setores industriais são: Construção (16,7%), Alimentos (12,5%), Químicos (9,9%), Serviços Industriais de Utilidade Pública, como Energia Elétrica e Água (9,3%), e Derivados de petróleo e biocombustíveis (8,2%). Estes 5 setores concentram 56,6% da indústria do estado. Outros setores relevantes são os de Veículos automotores (5,4%), Máquinas e equipamentos (4,9%), Farmacêuticos (3,9%), Borracha e material plástico (3,6%) e Metalurgia (2,6%).
Essencialmente cafeeira até 1929, a industrialização de São Paulo só teve início efetivamente nos anos 1930: durante a grande depressão econômica que se iniciou em Nova Iorque (1929–1933), a indústria paulista baseava-se quase totalmente na produção de bens de consumo — principalmente tecidos e alimentos — e o modesto aumento da produção somente acontecia em função das migrações internas e externas que à época estavam ocorrendo. Após o fim da depressão econômica, porém, ocorreu o fenômeno que ficou conhecido como "Surto Industrial de 1933-1939". Esse fenômeno mais que duplicou o número de fábricas paulistas e elevou em mais de 50% o número de operários empregados.
Embora o estado possua um grande parque industrial, na economia paulista o setor secundário é atualmente o segundo menos relevante: em 2011, a participação da indústria representava somente 27,43% do valor total adicionado à economia de todo o estado. Seus principais polos industriais são:
- Região Metropolitana de São Paulo: maior polo de riqueza nacional, a região possui um polo industrial extremamente diversificado com indústrias de alta tecnologia e indústrias automobilísticas, situadas principalmente na região do ABC. Atualmente a metrópole está passando por uma transformação econômica, deixando seu forte caráter industrial e passando para o setor de serviços.[165]
- Vale do Paraíba: possui indústrias do ramo aeroespacial, como a Embraer, indústrias automobilísticas nacionais, como a Volkswagen e a General Motors e indústrias de alta tecnologia. Também estão presentes as indústrias de eletroeletrônicos, têxtil e química.[165]
- Região Metropolitana de Campinas: conhecida como "Vale do Silício brasileiro",[166] devido à grande concentração de indústrias de alta tecnologia, como a Lucent Technologies, IBM, Compaq e Hewlett-Packard (HP), principalmente nas cidades de Campinas, Indaiatuba e Hortolândia, a região possui um forte e diversificado polo industrial, com indústrias automobilísticas, indústrias petroquímicas como a REPLAN, em Paulínia e indústrias têxteis, especialmente nas cidades de Americana, Nova Odessa e Santa Bárbara d'Oeste.[165]
- Região Administrativa Central: situada no centro do estado, onde se localizam as cidades de Araraquara e São Carlos, a qual; constitui um importante polo de alta tecnologia, com indústrias de diferentes áreas, como as fábricas da Volkswagen motores, Faber-Castell, Electrolux, Tecumseh e Husqvarna.[165]
- Mesorregião de Piracicaba: situada ao lado da Região Metropolitana de Campinas, onde se localizam importantes municípios, como Piracicaba, Limeira e Rio Claro, essa região é caracterizada pela presença de empresas de biotecnologia, cultivo de cana-de-açúcar e produção de biocombustível.[167]

### Setor terciário

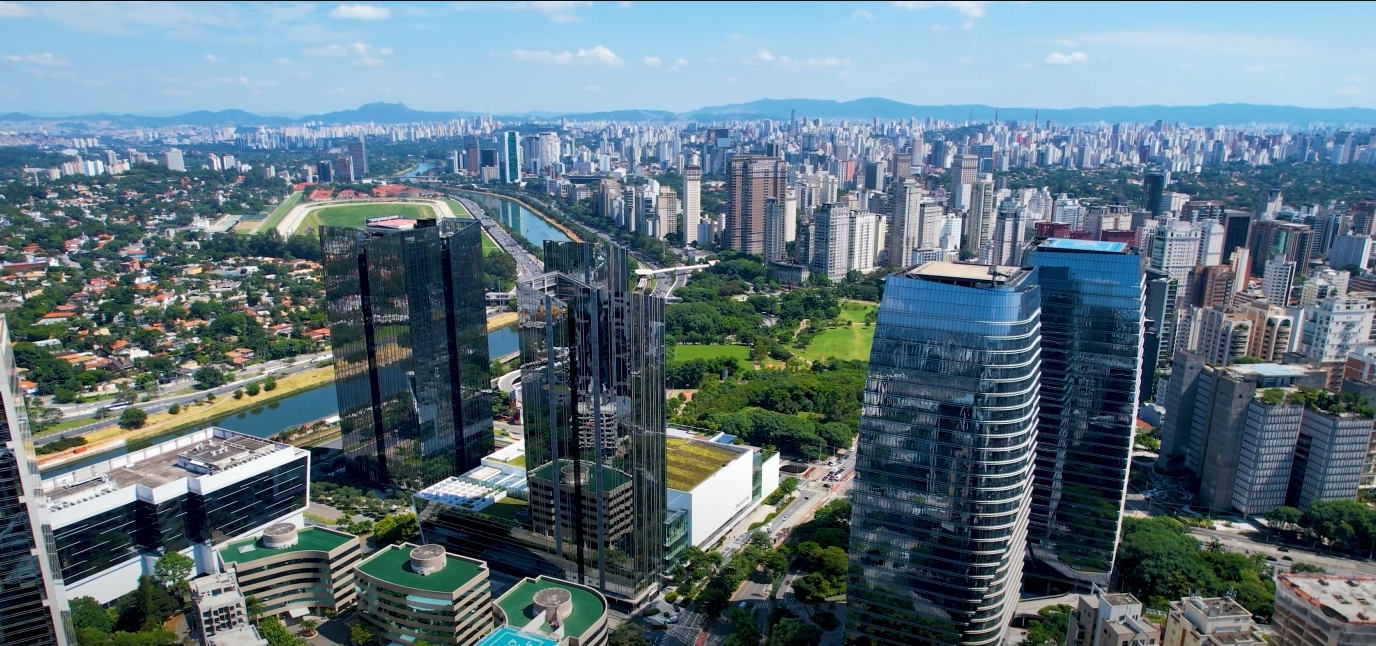
Vista da Marginal Pinheiros no distrito do Itaim Bibi. A cidade de São Paulo é o principal centro financeiro do Brasil.

O setor terciário é o maior e mais relevante setor da economia paulista: em 2011, a participação dos serviços representava 70,46% do valor total adicionado à economia de todo o estado. Em 2021, 52% das atividades financeiras no país eram representadas por São Paulo, enquanto, em seu PIB, esse setor tem um peso de 10%.
Em São Paulo, existiam, em 2021, 5 193 agências (instituições financeiras), que renderam 2 464 955 652 102 mil reais em operações a crédito, 130 091 336 437 mil reais em depósitos à vista do governo, 63 578 709 mil reais em depósitos à vista privados, 325 739 438 658 mil reais em poupança, 1 029 348 681 505 mil reais em depósitos a prazo e 1 472 186 852 mil reais em obrigações por recebimento. De acordo com o Mapa de Empresas, do Ministério do Desenvolvimento, Indústria, Comércio e Serviços (MDIC), havia 5 994 192 empresas no estado (2023), e 17 047 181 trabalhadores trabalhavam para todas essas empresas, com salário médio geral superior a 3 salários-mínimos.

#### Turismo

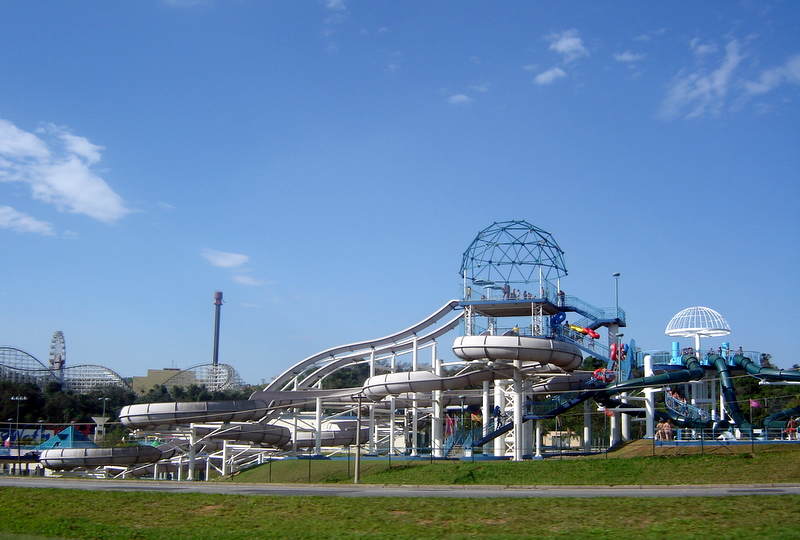
Wet 'n Wild e Hopi Hari (ao fundo) às margens da Rodovia dos Bandeirantes

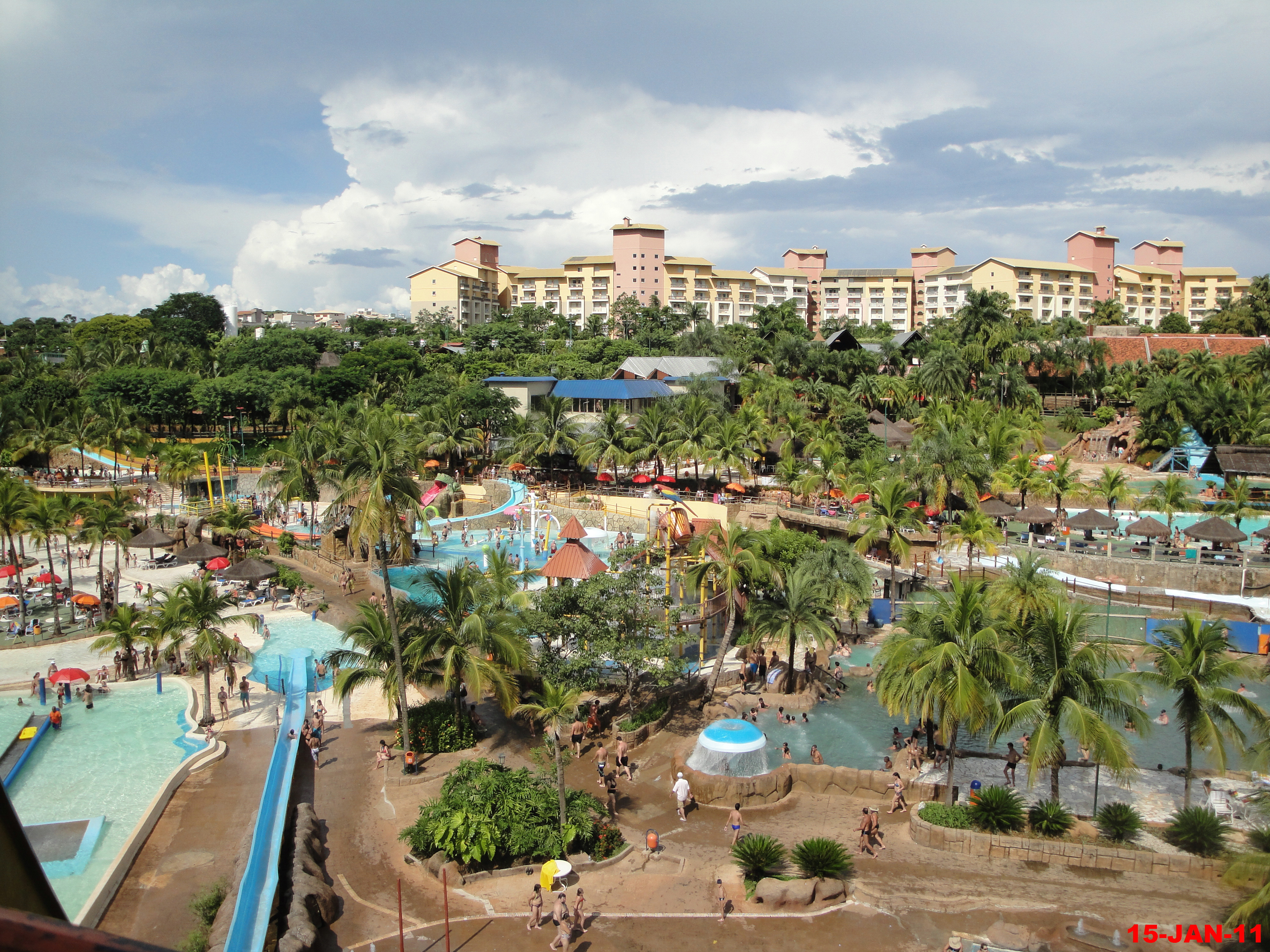
Thermas dos Laranjais, em Olímpia

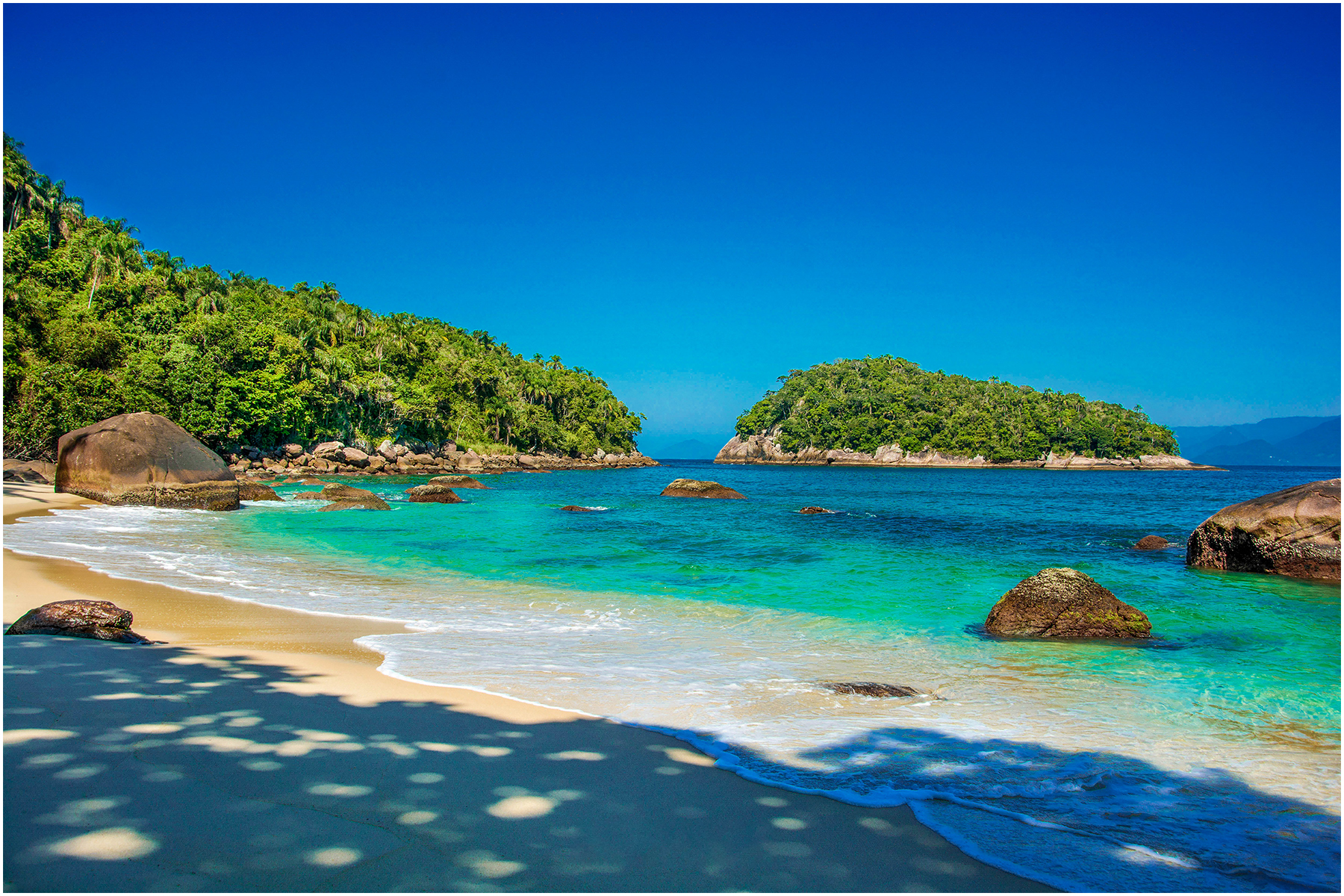
Ilha das Couves, em Ubatuba.

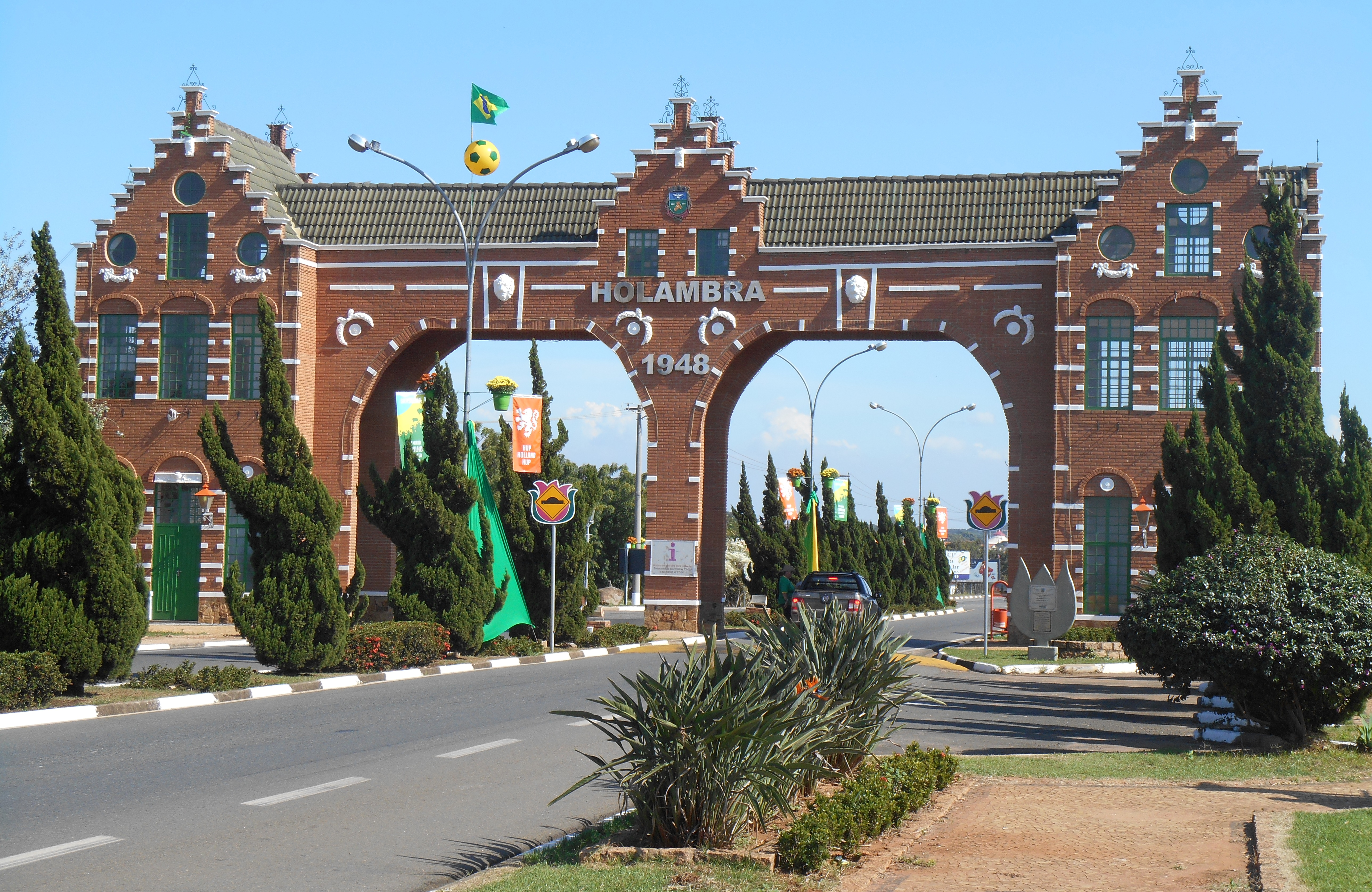
Holambra, conhecida pela Expoflora, a maior exposição de flores e plantas ornamentais da América Latina.

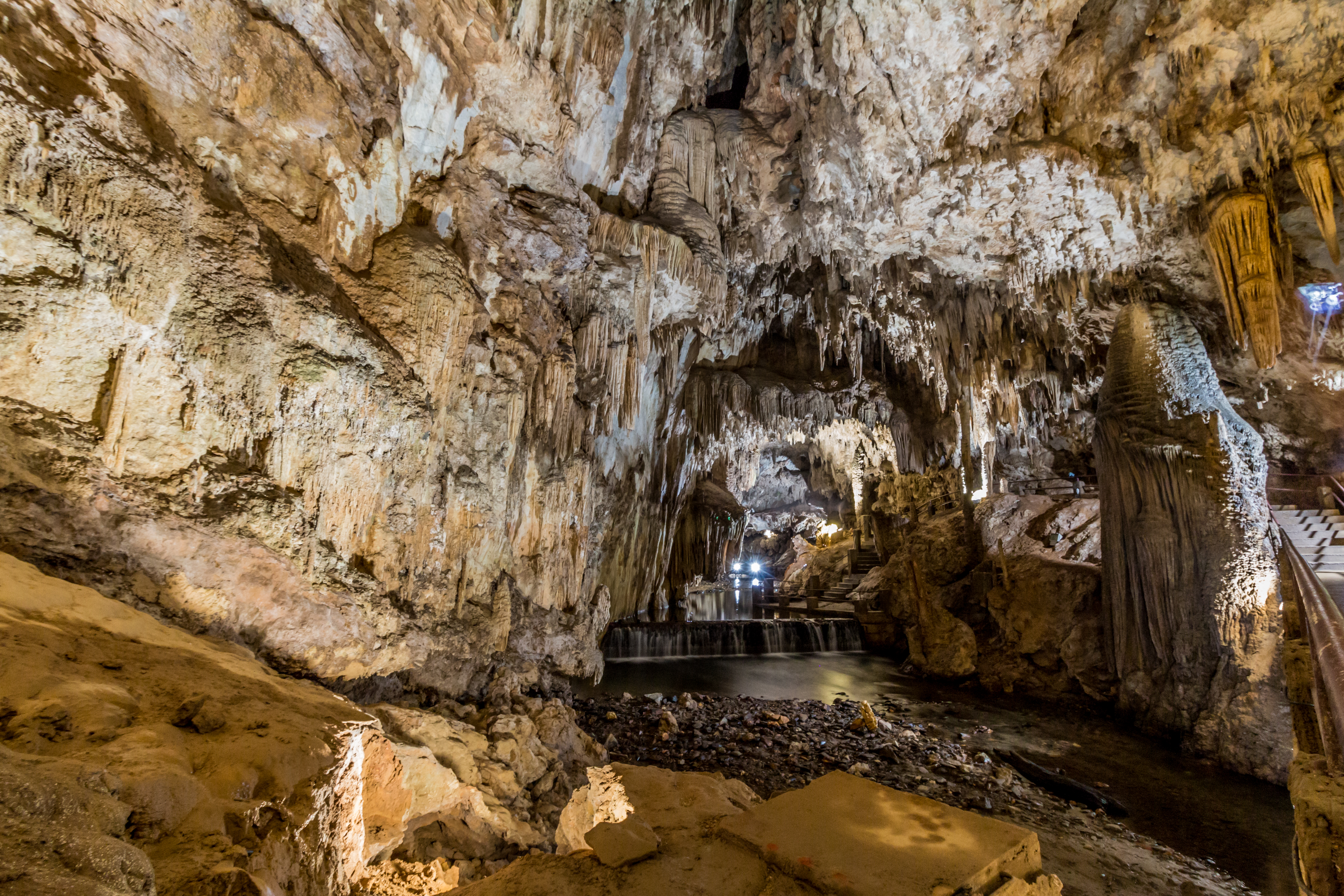
Parque Estadual Caverna do Diabo

O turismo presente no estado provoca um grande movimento interno por parte da população, sendo o estado brasileiro mais procurado por turistas nacionais e internacionais. O setor representa 10% do PIB estadual. São Paulo possui três polos de turismo: a capital, o litoral e o interior. A capital é o centro do turismo de negócios no Brasil, o que proporciona à cidade cerca de 45 mil eventos por ano, sendo a cidade mais visitada do país; também possui a maior rede hoteleira brasileira. A cidade também conta com procura no turismo gastronômico, depois de ter recebido o título de "Capital Mundial da Gastronomia" e apontada, em 2023, como um dos dez principais destinos gastronômicos do planeta. O turismo cultural e arquitetônico, em especial no Centro Histórico, também são destaques dada a quantidade de edifícios históricos, museus, teatros e eventos como a Bienal de Artes e a Bienal do Livro.
O litoral de São Paulo, com 622 km de extensão, possui 293 praias em dezesseis municípios, todos classificados como "estâncias balneárias". Entre as mais movimentadas estão a de Pitangueiras, em Guarujá, e a do Gonzaga, em Santos. Já algumas das mais paradisíacas, e que também estão entre as mais bonitas do Brasil, são a Ilha das Couves, a Praia do Bonete e de Castelhanos, em Ilhabela, e a Praia da Fazenda e das Palmas, na Ilha Anchieta, em Ubatuba. No sul do estado, há dunas na Ilha Comprida.
No interior é possível encontrar estâncias turísticas, turismo rural, ecológico, municípios com clima quente, ameno e frio, cachoeiras, cavernas, rios, serras, fontes de água mineral, águas cristalinas, parques naturais, construções históricas dos séculos XVI, XVII e XVIII, igrejas em arquitetura jesuíta e sítios arqueológicos como o Parque Estadual Turístico do Alto Ribeira (PETAR), considerado um Patrimônio Mundial pela UNESCO. O turismo de aventura, de natureza e o termal estão em cidades como Águas de Lindoia, Atibaia, Bofete, Boituva, Botucatu, Brotas, Eldorado, Holambra, Juquitiba, Lavrinhas, São Bento do Sapucaí, Serra Negra e Socorro, além de cidades do Circuito das Águas e cidades montanhosas da Serra da Mantiqueira.
O turismo de diversão é buscado em locais como o Hopi Hari, um dos principais parques temáticos do país, na Região Metropolitana de Jundiaí, ou Olímpia, que é muito procurada por turistas por suas águas termais naturais existentes em parques aquáticos instalados na cidade, como Thermas dos Laranjais e Hot Beach, a qual conta com ampla infraestrutura hoteleira voltada para atender os quase cinco milhões turistas que se dirigem ao local anualmente em busca do lazer proporcionado pelas piscinas de águas naturalmente aquecidas.
No inverno, o município de Campos do Jordão surge como a principal referência turística do estado e nacional, com o Festival de Inverno e diversas outras atrações em um ambiente cuja temperatura pode chegar a marcas negativas. O turismo histórico e gastronômico também é forte no estado, em especial em cidades como Cananéia, São Vicente e cidades do Vale Histórico e Vale do Paraíba, além do turismo cultural, principalmente, além da capital, em cidades berços das culturas caipira e caiçara.

## Infraestrutura

### Saúde

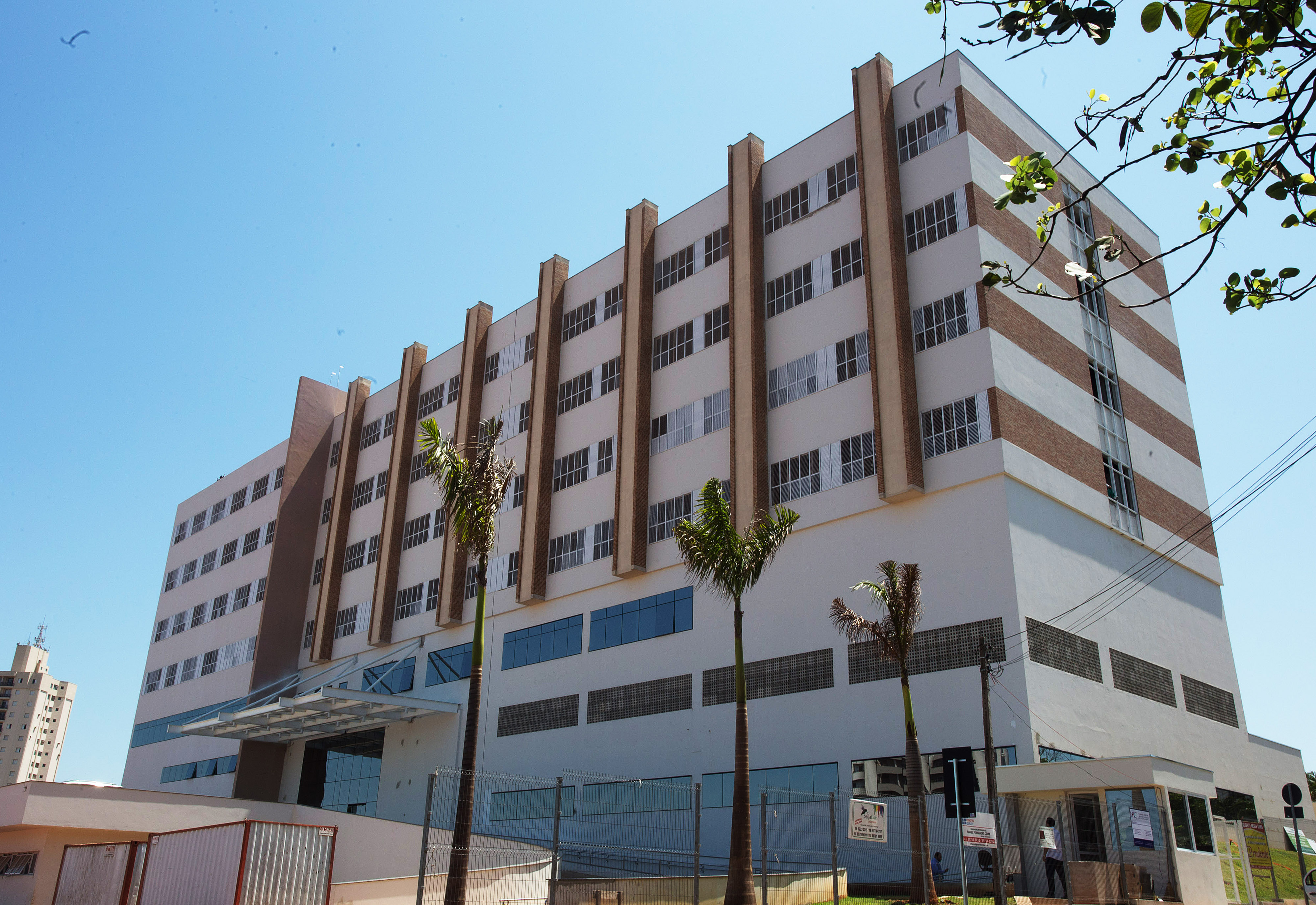
O Hospital Regional do Câncer de Presidente Prudente, no oeste paulista.

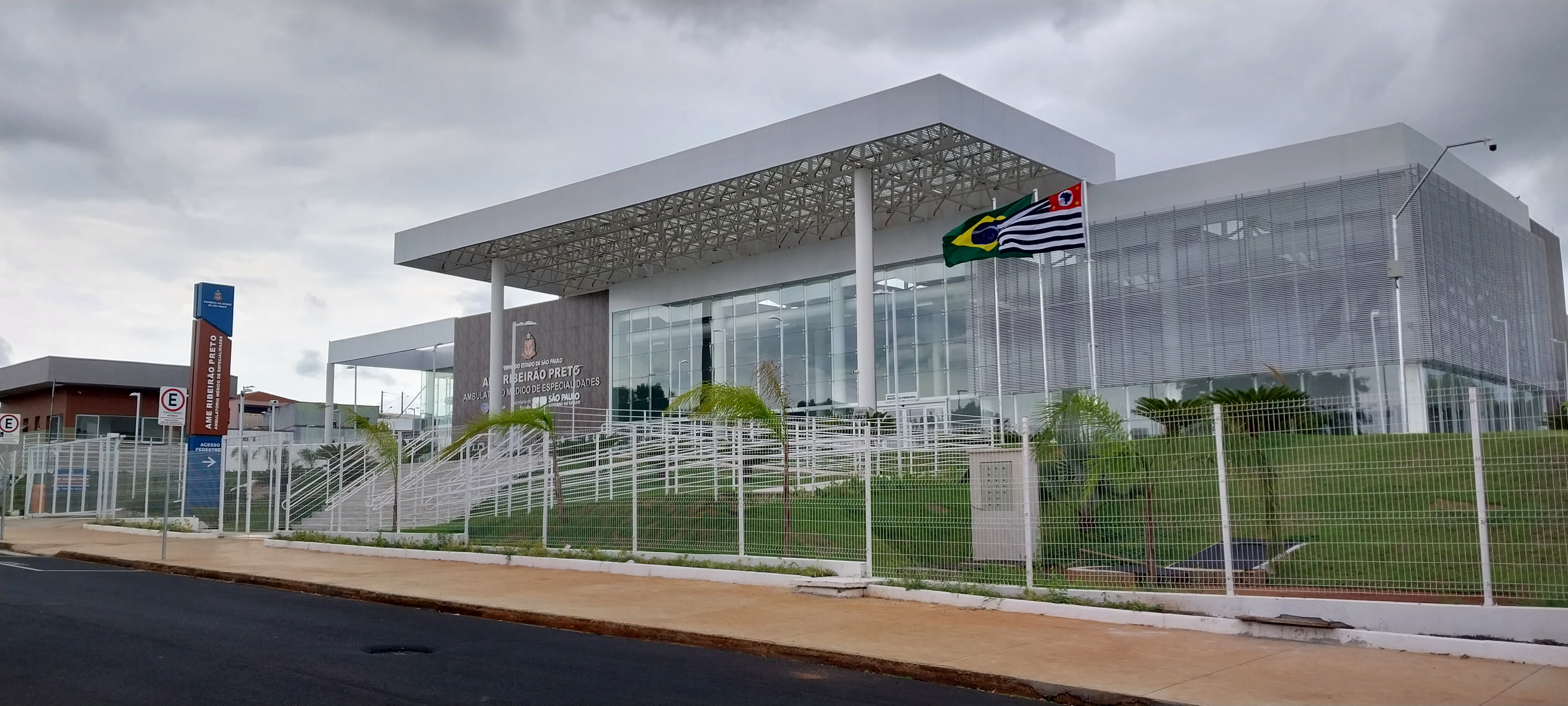
AME de Ribeirão Preto.

De acordo com uma pesquisa realizada pelo IBGE em 2013, 71,8% da população paulista avaliam sua saúde como boa ou muito boa — posicionando o Estado entre aqueles com maiores proporções de pessoas que declararam autoavaliação de saúde positiva; a média nacional foi de 66,1%. Em 2008, 72,7% da população afirmou realizar consulta médica periodicamente; 45,2% dos habitantes consultam o dentista regularmente e 6,5% da população esteve internado em leito hospitalar nos últimos doze meses. 33,7% dos habitantes declararam ter alguma doença crônica e apenas 40,1% tinham plano de saúde. Outro dado significante é o fato de 28,9% dos habitantes declararem necessitar sempre do Programa Unidade de Saúde da Família — PUSF.
Na questão da saúde feminina, 49,7% das mulheres com mais de 40 anos fizeram exame clínico das mamas nos últimos doze meses; 64,9% das mulheres entre 50 e 69 anos fizeram exame de mamografia nos últimos dois anos; e 84,4% das mulheres entre 25 e 59 anos fizeram exame preventivo para câncer do colo do útero nos últimos três anos. Dados mais recentes, de 2012 apontam que a taxa de natalidade no estado de São Paulo era de 14,71 por mil habitantes e a taxa de mortalidade de 13,17 por mil nascidos vivos, uma das menores do país.

### Educação e ciência
Contemplado por um expressivo número de renomadas instituições de ensino e centros de excelência, São Paulo é o maior polo de pesquisa e desenvolvimento do Brasil, responsável por 52% da produção científica brasileira e 0,7% da produção mundial no período compreendido entre os anos de 1998 e 2002. Sua capital é um dos principais centros de ciência de alto impacto mundial. A taxa de analfabetismo indicada pelo último censo demográfico do IBGE em 2022 foi de 2,2%, a 3.ª mais baixa do país, ao lado de Santa Catarina. A taxa de analfabetismo funcional era de 13,2% em 2010. Possui as mais altas classificações no Índice de Desenvolvimento da Educação Básica.
Entre as muitas instituições de ensino superior, destacam-se a Universidade de São Paulo (USP), classificada como a melhor da América Latina e frequentemente citada entre as melhores universidades do mundo, alcançando a 22ª posição em 2021; a Universidade Estadual de Campinas (UNICAMP), a maior produtora de patentes de pesquisa no Brasil; a Universidade Estadual Paulista (UNESP), a 485ª melhor universidade do planeta e a 16ª melhor da América Latina. As três universidades, todas mantidas pelo governo paulista, são mantidas por cerca de 10% arrecadação estadual advinda do Imposto sobre Circulação de Mercadorias e Serviços (ICMS) e por verbas advindas de instituições públicas de fomento à pesquisa, com destaque para a Fundação de Amparo à Pesquisa do Estado de São Paulo (FAPESP) e o Conselho Nacional de Desenvolvimento Científico e Tecnológico (antigo Conselho Nacional de Pesquisa, cuja sigla, CNPq, foi mantida). Em 2024, a Universidade Virtual do Estado de São Paulo (Univesp) atingiu a marca histórica de mais de 80 mil alunos, tornando-se a maior universidade brasileira em quantitativo de alunos. Criada em 2012, a Univesp é uma instituição exclusivamente de educação a distância, mantida pelo governo do estado e vinculada à SCTI.

Sirius, acelerador de partículas do Laboratório Nacional de Luz Síncrotron, em Campinas, o único acelerador de partículas desse porte na América Latina e o segundo do mundo.

Dentre as mantidas pelo governo federal destacam-se a Universidade Federal de São Carlos (UFSCar), Universidade Federal de São Paulo (UNIFESP), a Universidade Federal do ABC (UFABC) e o Instituto Tecnológico de Aeronáutica (ITA), esta última um centro de referência no ensino de engenharia. O estado também possui universidades privadas de grande reputação nacional e internacional, como a Pontifícia Universidade Católica de São Paulo (PUC-SP), a Universidade Presbiteriana Mackenzie, a Escola Superior de Propaganda e Marketing (ESPM), a Fundação Armando Alvares Penteado (FAAP) e o Instituto de Ensino e Pesquisa (INSPER). No campo da ciência e da tecnologia, São Paulo detém importantes institutos de pesquisa, entre eles: Instituto de Pesquisas Tecnológicas (IPT), Instituto de Pesquisas Energéticas e Nucleares (IPEN), Instituto Butantan, Instituto Biológico, Instituto Pasteur, o Instituto de Medicina Tropical (IMTSP), Instituto Florestal, Instituto Nacional de Pesquisas Espaciais (INPE), Laboratório Nacional de Luz Síncrotron (LNS) e Instituto Agronômico de Campinas (IAC).
Em 2023, São Paulo possuía mais de 500 cientistas (mais de 40% dos pesquisadores brasileiros) entre os mais influentes do mundo, de acordo com a Elsevier e a Universidade de Stanford.

### Eletricidade e saneamento
O fornecimento de energia elétrica em território paulista é feito por quatorze empresas, sendo a principal delas a Companhia Energética de São Paulo (CESP), a terceira maior do Brasil, responsável pela administração de três usinas hidrelétricas integradas ao Sistema Interligado Nacional (SNI): Jaguari, Paraibuna e  Porto Primavera, sendo as duas últimas primeiras na região do Vale do Paraíba, dentro na bacia do rio Paraíba do Sul, e a última no rio Paraná, entre Rosana (SP) e Batayporã (MS). No curso do mesmo rio também ficam outras duas importantes hidrelétricas de São Paulo: Ilha Solteira (a maior do estado), entre os municípios de Ilha Solteira (SP) e Selvíria (MS), e Jupiá, entre Castilho (SP) e Três Lagoas (MS), ambas administradas pela GTC Brasil. Existem outras hidrelétricas menores, as principais ao longo dos rios Tietê, Grande e Paranapanema, todos afluentes do rio Paraná.
Na área de saneamento, a Companhia de Saneamento Básico do Estado de São Paulo (SABESP) é a principal empresa do ramo no estado e uma das maiores da América Latina, prestando assistência em 375 (dos quais 371 integralmente e quatro em parceria com a iniciativa privada) dos 645 municípios paulistas. Em todo o estado, a SABESP administra mais de 250 estações de tratamento de água, cujo sistema de abastecimento possui uma extensão quase 78 000 km de tubulações e atende a mais de 28 milhões de consumidores, sendo que cerca de 24,5 milhões também têm acesso ao esgotamento sanitário que, com rede coletora de 50 000 km de extensão, é responsável pelo transporte de grande parte dos esgotos a um total de 571 estações, a maior delas localizada em Barueri, na Grande São Paulo, com capacidade para tratar 12 m³/s, ou 12 000 L/s.
Historicamente, São Paulo sempre se destacou na primeira posição no que concerne ao acesso ao saneamento básico, segundo dados do IBGE, sendo o estado com mais cidades nas melhores posições. Em números absolutos, no ano de 2022, 95,1% da população paulista tinham acesso à rede de água tratada, 90,5% possuíam acesso à coleta de esgoto e 99% eram atendidos pelo serviço de coleta de lixo, que é quase todo despejado em aterros tanto sanitários quanto controlados. Apesar dos elevados índices, ainda existem, embora em pequena quantidade, despejos de esgotos e descarte de lixo irregulares sem tratamento no solo e em corpos hídricos.

### Transportes

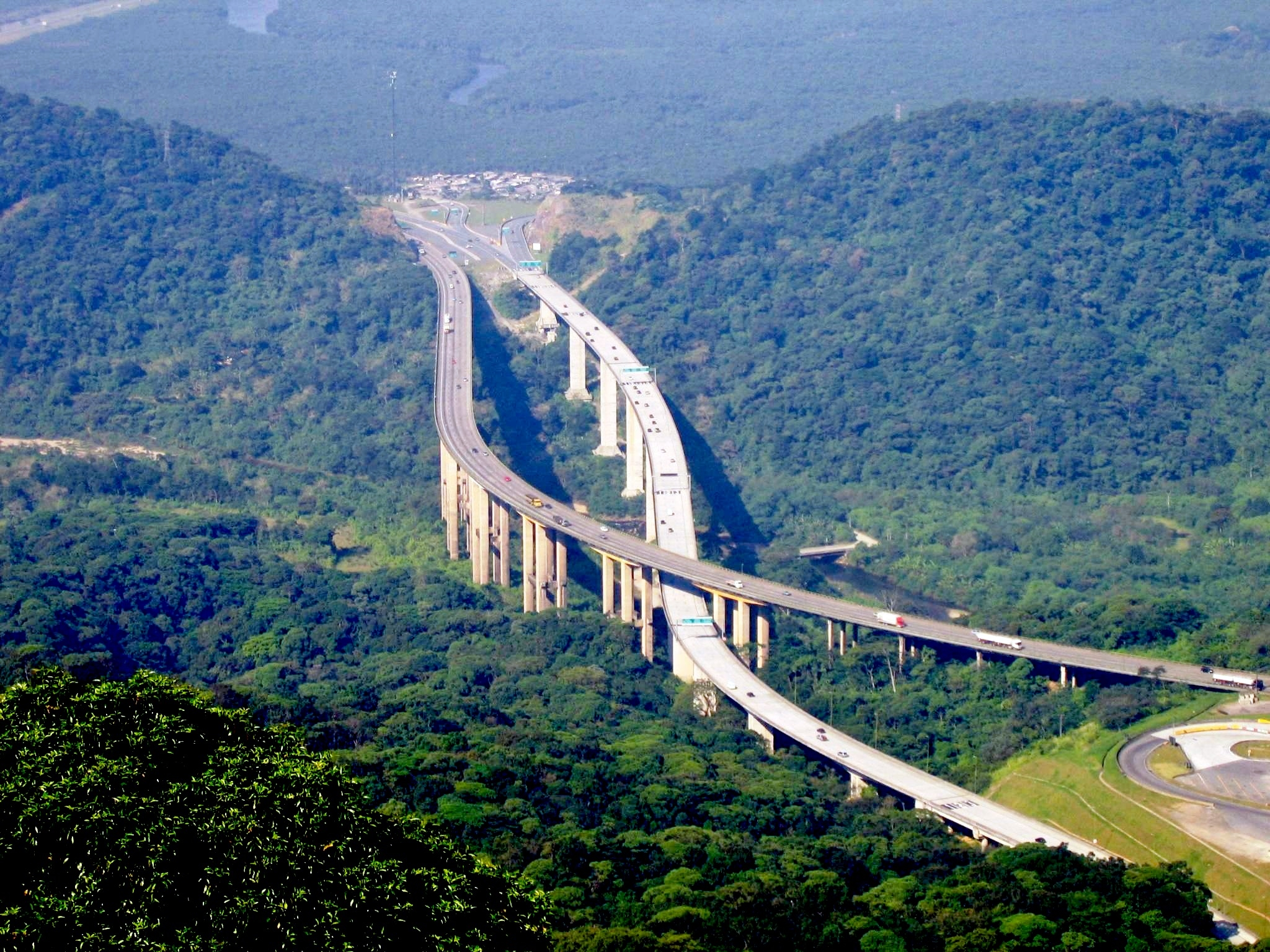
Rodovia dos Imigrantes (SP-160), considerada uma das melhores rodovias do país, cruzando a Serra do Mar.

O estado de São Paulo concentra a mais moderna infraestrutura em larga escala do país, sendo a única equivalente aos países desenvolvidos e a única que, por consequência, é capaz de fornecer diversidade industrial. Seu sistema rodoviário é o maior dentre as unidades federativas do Brasil. Em novembro de 2021, o estado tinha, entre rodovias federais, municipais e estaduais, uma rede de 199 975 km (176 675 km municipais, 22 219 km estaduais e 1 075 km federais) com 34 753 km pavimentados, e destes, 6 346 km são rodovias de pista dupla (2 faixas ou mais de tráfego em cada sentido). Com 654 km, a Rodovia Raposo Tavares (SP-270) é a mais extensa rodovia do estado de São Paulo e liga a capital, onde tem início no Butantã, ao oeste paulista, estendendo-se até a divisa com Mato Grosso do Sul em Presidente Epitácio.
As rodovias paulistas são consideradas as mais modernas e, em comparação com as outras rodovias brasileiras, as melhores do país em termos de estado geral de conservação. A administração de algumas delas foi transferida à iniciativa privada a partir do final da década de 1990, dentro de um programa mais amplo de privatização. As empresas vencedoras do processo licitatório foram obrigadas a realizar uma série de investimentos e a cumprir metas de qualidade, mas, apesar da melhoria nas estatísticas de acidentes, a cobrança de um valor de pedágio considerado alto para os padrões brasileiros provoca críticas ao modelo de privatização.
No transporte aéreo, São Paulo possui o aeroporto mais movimentado do Brasil em número de passageiros, o Aeroporto Internacional Governador André Franco Montoro, em Guarulhos, administrado pela Infraero, que também é responsável pelos aeroportos de Viracopos (em Campinas), São José dos Campos, Campo de Marte e Congonhas, sendo os dois últimos em São Paulo. Há também vários outros aeroportos menores, tanto públicos quanto privados.
No transporte ferroviário, são mais de 5 000 km de ferrovias destinadas ao transporte de carga, desde o rio Paraná até o litoral paulista. Na Grande São Paulo, as linhas de metrô são operadas pela Companhia Paulista de Trens Metropolitanos (CPTM), Companhia do Metropolitano de São Paulo (METRÔ) e concessionárias privadas, possuindo uma malha total de mais de 370 km de trilhos, composta por 13 linhas e mais de 180 estações. Por sua vez, no transporte marítimo, o estado de São Paulo conta com dois grandes portos: São Sebastião e Santos, este último o maior do Brasil e o 39.° do mundo em movimentação de cargas conteinerizadas. São Paulo é ainda servido pela hidrovia Tietê-Paraná, a principal hidrovia do Mercosul, com mais de 2 000 km de vias navegáveis, dos quais 800 km somente no estado, mais especificamente no rio Tietê.

### Mídia

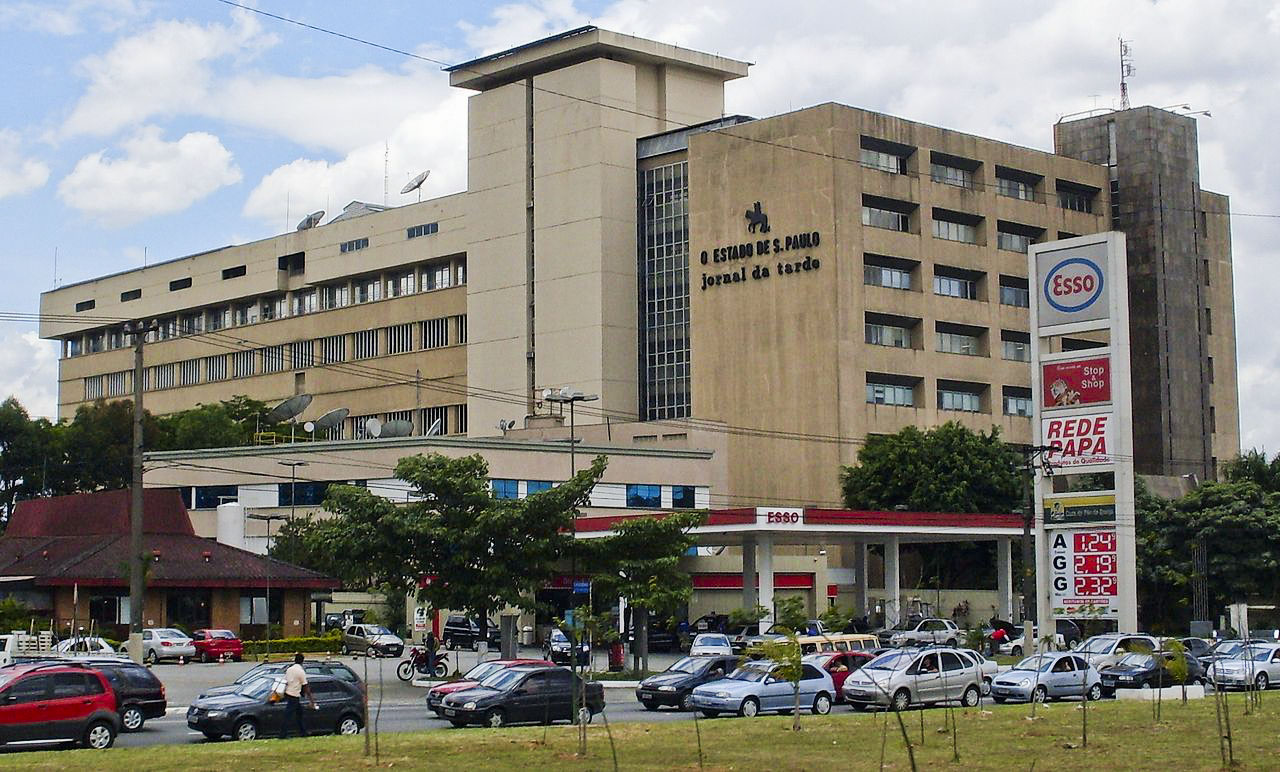
Sede do jornal O Estado de S. Paulo

No campo da televisão, o estado de São Paulo foi pioneiro com a criação da primeira emissora do país, a TV Tupi, pelo empresário paraibano Assis Chateaubriand, em setembro de 1950. Outras emissoras paulistas que ganharam projeção nacional foram o Sistema Brasileiro de Televisão (SBT), da Rede Bandeirantes (pertencente ao Grupo Bandeirantes), Rede Record, TV Gazeta, RedeTV! e a TV Globo São Paulo (antiga TV Paulista), todas situadas na região metropolitana de São Paulo.
Dois dos mais influentes jornais do país, a Folha de S.Paulo e O Estado de S. Paulo, são paulistas e mantém suas sedes na capital. São Paulo também concentra um grande número de editoras que produzem algumas das principais publicações brasileiras, entre os quais a Editora Abril, que publica atualmente mais de cinquenta títulos com circulação de 188,5 milhões de exemplares, em um universo de quase 28 milhões de leitores e 4,1 milhões de assinaturas, sendo a maior do segmento na América Latina. Entre as principais publicações da editora está a Revista Veja, a revista com maior tiragem do país.

## Cultura

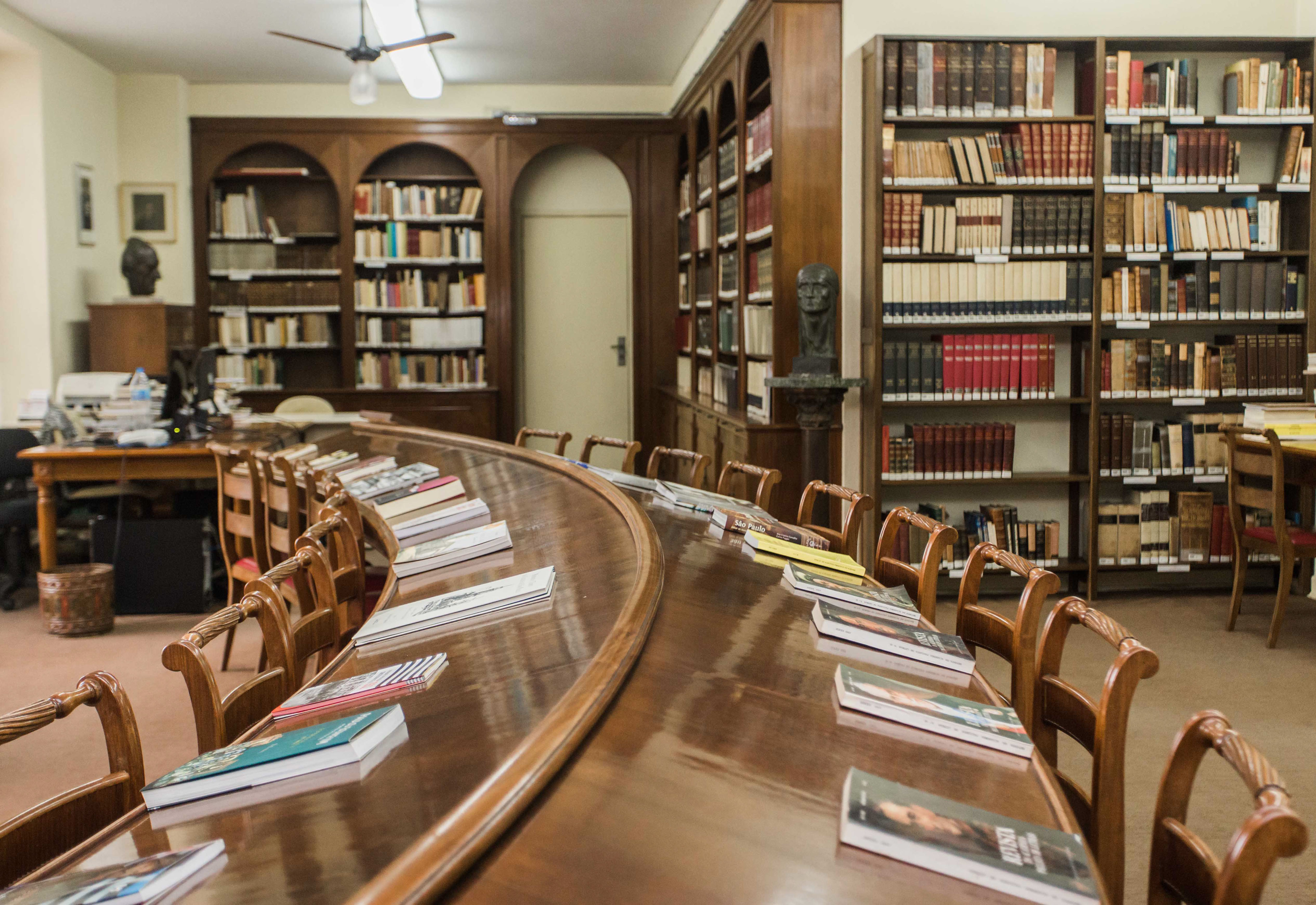
Academia Paulista de Letras.

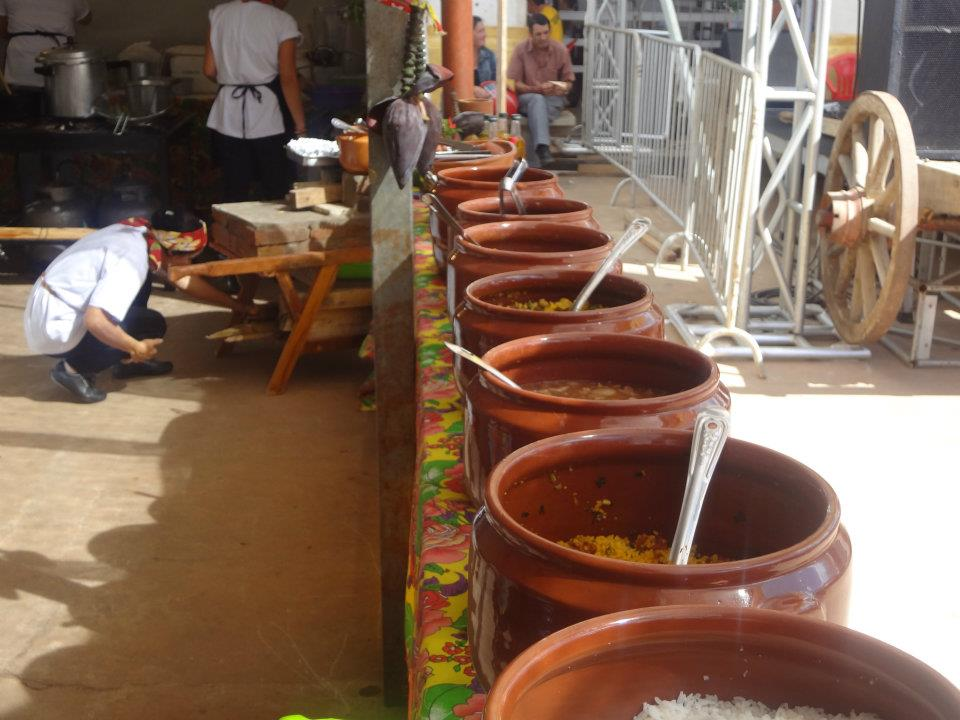
Festa da Comida Caipira, no interior do estado, o qual é berço da cultura, culinária e música caipira.

A cultura de São Paulo é diversa, sendo o estado berço da cultura e culinária caipira no interior e a caiçara no litoral, enquanto a capital tem um caráter multicultural, com influências locais e de diversos lugares do mundo.
A Secretaria de Estado da Cultura é o órgão vinculado ao Governo do Estado de São Paulo responsável por atuar no setor de cultura do estado, que tem como secretário o administrador de empresas Andrea Matarazzo. São Paulo é sede de importantes monumentos e entidades culturais, como a Academia Paulista de Letras e o Instituto de História e Geografia de São Paulo.
As principais danças folclóricas são o bate-pé, o caiapó, o corroiola, o cateretê e o cururu. O estado também acolhe importantes eventos culturais, como a Bienal Internacional de Arte de São Paulo, a Mostra Internacional de Cinema, o Festival Internacional de Artes Cênicas, a Festa de Nossa Senhora Aparecida, entre outros.
No ramo da culinária, São Paulo possui diversos pratos típicos, entre eles o afogado, a caipirinha, a coxinha, o cuscuz, frango ao molho pardo (salgados), paçoca de amendoim, pastel de angu, pau-a-pique, pé de moleque e pudim de ovos (doces). A culinária paulista é resultado de uma mistura de diferentes povos, como caipiras, caiçaras, ibéricos, árabes, italianos e japoneses.

### Artes
O estado de São Paulo é o berço de importantes artistas brasileiros, como Alfredo Volpi, Atílio Baldocchi, Anita Malfatti, Tarsila do Amaral, cuja obra Abaporu inaugurou o movimento antropofágico nas artes plásticas, Candido Portinari, considerado um dos artistas mais prestigiados do Brasil e o pintor brasileiro a alcançar maior projeção internacional, entre outros.
No artesanato, as tradições locais são fruto de uma mistura entre técnicas trazidas ao Brasil pelos colonizadores europeus e técnicas realizadas pelos indígenas e negros, principais que habitavam o território brasileiro na época da colonização, além de esse artesanato ter sido enriquecido de forma significativa por pessoas de diversos lugares (migrantes).
No século XX, no período em que o Brasil começava a se industrializar, essa industrialização dava origem ao "artesanato urbano", onde os artesãos transformavam produtos e objetos industriais em objetos singulares. O dia 19 de março é considerado não só pelos paulistas, mas também pelo povo brasileiro, como o Dia do Artesão.

### Literatura e música
A literatura paulista começa quando os jesuítas, membros da Companhia de Jesus, chegaram à capital e lá começaram a escrever relatórios à coroa portuguesa, cujo assunto eram as terras recém-encontradas e os povos nativos, com poesias e músicas para o catecismo.
Ao longo do século XX, São Paulo deu sua contribuição à literatura brasileira através de grandes manifestações, como a Semana de Arte Moderna (1922), e de escritores famosos, como Álvares de Azevedo, Vicente de Carvalho, Monteiro Lobato, Oswald de Andrade, Mário de Andrade e Lygia Fagundes Telles, ganhadora do Prêmio Camões em 2005 e primeira mulher brasileira indicada ao prêmio Nobel de Literatura.
A música popular paulista tradicional foi influenciada principalmente pelas tradições europeias, africanas e indígenas. Ela é classificada em vários ritmos e categorias, como a modinha, música sertaneja, valsa, choro, música erudita e orquestra. São Paulo é berço da música sertaneja, que surgiu no interior do estado no início do século XX e espalhou-se por todo o território nacional, sendo o gênero musical mais consumido no país. Entre as orquestras, destaque para a Orquestra Sinfônica do Estado de São Paulo (OSESP), com sede na Sala São Paulo, criada em 13 de setembro de 1954, pela Lei 2 733, que hoje realiza centenas de apresentações em diversos lugares.

### Espaços teatrais e museus
Segundo historiadores, São Paulo teria sediado a primeira manifestação teatral de todo o Brasil. Na capital, principal polo cultural do estado, destacam-se o Teatro Municipal de São Paulo – espaço construído para atender o desejo da elite paulista da época, que queria que a cidade estivesse à altura dos grandes centros culturais da época, assim como para promover a ópera e o concerto; hoje é um dos mais importantes teatros de cidade e um dos cartões postais da capital paulista, tanto por seu estilo arquitetônico semelhante ao dos mais importantes teatros do mundo –, o Teatro Fernando de Azevedo – onde são sediadas diversas apresentações artísticas e teatrais, como as apresentações do projeto Adoniran Barbosa –, o Teatro Sérgio Cardoso – inaugurado em 1980, possui duas salas de apresentação e é sede de espetáculos e apresentações de grupos pouco ou não muito conhecidos em território brasileiro – e o Teatro São Pedro – construído pelo português Manuel Fernandes Lopes e inaugurado no dia 16 de janeiro de 1917 com a apresentação das peças A Moreninha e O Escravo de Lúcifer, mas depois foi abandonado e recuperado em 1998 – e o Teatro Oficina.
No interior, destacam-se o Teatro Estadual Maestro Francisco Paulo Russo (inaugurado em 1991 no município de Araras), o Teatro Procópio Ferreira (em Tatuí), além do Auditório Claudio Santoro, cujo nome homenageia o compositor, localizado em Campos do Jordão.
Dentre os principais museus, estão o Museu do Ipiranga, onde foi proclamada a independência do Brasil, o Museu da Língua Portuguesa, o primeiro museu do mundo dedicado a um idioma, o MASP, um dos principais do continente e de todo o Hemisfério Sul, a Pinacoteca do Estado de São Paulo, Museu de Arte Sacra de São Paulo, Memorial do Imigrante, o Museu do Futebol, Museu de Arte Moderna de São Paulo, Museu da Imagem e do Som de São Paulo, todos localizados no município de São Paulo. Outros museus importantes localizados fora da capital são o Museu do Café Brasileiro, Museu de Arte Sacra de Santos, Museu do Porto (em Santos), Museu de Arte Contemporânea de Campinas, Museu de História Natural (em Campinas), Museu TAM (em São Carlos), Centro Cultural Banco do Brasil, etc.

### Esportes
No setor esportivo, o órgão do governo estadual responsável por atuar nessa área é a Secretaria de Esporte, Lazer e Juventude. O estado é sede de quatro dos maiores e mais vencedores clubes de futebol do Brasil, sendo eles Sport Club Corinthians Paulista, Sociedade Esportiva Palmeiras, São Paulo Futebol Clube e Santos Futebol Clube. O Campeonato Paulista de Futebol é organizado pela Federação Paulista de Futebol e realizado ininterruptamente desde 1902, sendo o mais antigo torneio de futebol organizado no Brasil.
São Paulo abriga vários estádios de futebol, como o Pacaembu, o Morumbi, a Allianz Parque e a Arena Corinthians (todos na capital), o Brinco de Ouro da Princesa e o Moisés Lucarelli (em Campinas), a Arena Barueri (em Barueri), a Vila Belmiro (em Santos), o Santa Cruz (em Ribeirão Preto), o Teixeirão (em São José do Rio Preto), entre muitos outros. Em 2010, segundo a Confederação Brasileira de Futebol, o estado aparece na primeira colocação no ranking nacional das federações estaduais. A capital paulista é uma das doze capitais brasileiras que sediaram os jogos da Copa do Mundo de 2014.
Além da Copa, outros eventos sediados em território paulista foram os Jogos Pan-Americanos de 1963, o Campeonato Mundial de Basquetebol Feminino da FIBA em 1983, o Campeonato Mundial de Basquetebol Feminino de 2006, o Campeonato Mundial de Voleibol Feminino de 1994 e uma das etapas do Concurso Mundial de Saltos da FEI (Federação Equestre Internacional) em 2007. Até os dias de hoje, o estado de São Paulo é sede de eventos esportivos, seja de importância nacional ou internacional, exemplos são o Grande Prêmio do Brasil de Fórmula 1 e o São Paulo Indy 300, evento que faz parte da IndyCar Series e é realizado no Circuito Anhembi, e a Corrida de São Silvestre, que acontece no último dia de cada ano, no centro da capital.
Outros esportes também têm popularidade no estado. No vôlei, o órgão responsável pela atuação no esporte é a Federação Paulista de Voleibol, que possui diversos clubes filiados e organiza todos os torneios oficiais que envolvem as equipes do estado. No basquete, a federação responsável é a Federação Paulista de Basketball. Todos os anos, o estado realiza os Jogos Escolares do Estado de São Paulo, evento da secretaria de esportes do governo estadual, que reúne diversas modalidades esportivas.

### Feriados
No estado de São Paulo, só há um feriado estadual: o dia 9 de julho, em homenagem à Revolução Constitucionalista de 1932. Este feriado foi oficializado através da Lei n.º 710/1995, proposta pelo deputado estadual Guilherme Gianetti e aprovada pela Assembleia Legislativa do Estado de São Paulo, sendo sancionada depois pelo governador Mário Covas.